# Liechtenstein
Liechtenstein, oficialmente Principado de Liechtenstein (en alemán: Fürstentum Liechtensteinⓘ), es un micro-Estado centroeuropeo sin litoral cuya forma de gobierno es la monarquía constitucional, ubicado entre Suiza y Austria. Su territorio es el resultado de la unión de dos enclaves: Vaduz y Schellenberg, constituidos en un total de once comunidades. La capital es Vaduz y su ciudad más poblada es Schaan.
El principado era conocido por ser considerado un paraíso fiscal hasta la aprobación de La Orden HFP/115/2023, de 9 de febrero, que lo incluye en la relación de países y territorios que tienen la consideración de jurisdicciones no cooperativas. Si bien no es miembro de la Unión Europea, tiene acuerdos de asociación con ésta. Desde diciembre de 2011 forma parte del espacio de libre circulación europeo y del Espacio Económico Europeo (EEE).
Liechtenstein es uno de los seis micro-Estados que hay en Europa. Además es, junto a Uzbekistán, uno de los dos únicos países en el mundo aislados doblemente del mar, es decir, que desde Liechtenstein se han de atravesar dos fronteras como mínimo para llegar al mar.

## Historia

### Historia temprana
Los vestigios más antiguos de la existencia humana en la zona del actual Liechtenstein se remontan al Paleolítico Medio. Los asentamientos agrícolas neolíticos aparecieron en los valles hacia el año 5300 a. C.
Las culturas de Hallstatt y La Tène florecieron a finales de la Edad de Hierro, a partir del 450 a. C., posiblemente bajo la influencia de las civilizaciones griega y etrusca. Uno de los grupos tribales más importantes de la región alpina eran los helvecios. En el año 58 a. C., en la batalla de Bibracte, Julio César derrotó a las tribus alpinas, poniendo así la región bajo el control de la República romana. En el año 15 a. C., Tiberio —más tarde segundo emperador romano— conquistó con su hermano Druso toda la zona alpina. Liechtenstein se integró entonces en la provincia romana de Raetia. La zona estaba guarnecida por el ejército romano, que mantenía grandes campamentos legionarios en Brigantium (Austria), cerca del lago de Constanza, y en Magia (Suiza). Los romanos construyeron y mantuvieron una carretera que atravesaba el territorio. Alrededor del año 260, Brigantium fue destruida por los alamanes, un pueblo germánico que se instaló en la zona hacia el año 450.
En la Alta Edad Media, los germanos se asentaron en la meseta suiza oriental en el siglo V y en los valles de los Alpes a finales del siglo VIII, con Liechtenstein situado en el extremo oriental de Alamannia. En el siglo VI, toda la región pasó a formar parte del Imperio franco tras la victoria de Clodoveo I sobre los alamanes en Tolbiac en el año 504 d. C.
La zona que más tarde se convertiría en Liechtenstein permaneció bajo la hegemonía franca (dinastías merovingia y carolingia) hasta que el Tratado de Verdún dividió el imperio carolingio en el año 843 d. C., tras la muerte de Carlomagno en el 814. El territorio del actual Liechtenstein formaba parte de Francia Oriental. Más tarde se reunificaría con la Francia Media bajo el Sacro Imperio Romano Germánico, alrededor del año 1000 d. C. Hasta aproximadamente el año 1100, la lengua predominante de la zona era el romanche, pero a partir de entonces el alemán comenzó a ganar terreno en el territorio. En 1300, otra población germánica —los walser, originarios del Valais— entró en la región y se asentó; el pueblo de montaña de Triesenberg conserva hoy rasgos del dialecto walser.

### Desde la fundación de la dinastía
El actual Principado de Liechtenstein fue en la antigüedad un territorio perteneciente a la provincia de Recia (Rætia), en el Imperio romano. Durante siglos, este territorio, geográficamente alejado de los intereses estratégicos europeos, contribuyó poco a la historia del continente. Antes del gobierno de la dinastía actual, la región era un feudo de una de las ramas principales de la Casa de Habsburgo. La Casa de Liechtenstein que gobierna actualmente tiene su origen en la lejana Silesia.
La dinastía de Liechtenstein, de la cual el Principado toma su nombre, estaba entre las familias nobles más poderosas del Sacro Imperio Romano Germánico, existen referencias de Hugo Liechtenstein (antepasado del actual príncipe) en 1136 durante la Edad Media. A pesar de ello, y aunque gobernaran grandes territorios del imperio, estos estaban concedidos en régimen feudal bajo el dominio de otros señores, principalmente de la Casa de Habsburgo. Por lo tanto, sin poseer con pleno dominio ningún territorio imperial, la casa de Liechtenstein no cumplía el requisito imprescindible para poder formar parte del Reichstag.

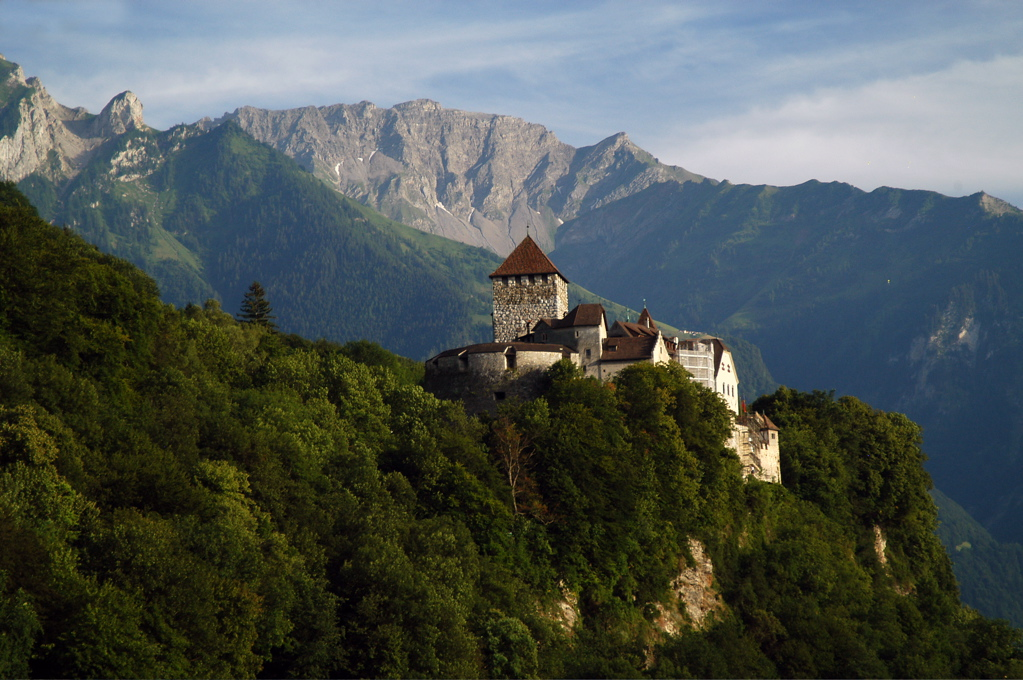
Castillo de Vaduz.

El 18 de enero de 1699, el príncipe Juan Adán Andrés de Liechtenstein compró el señorío de Schellenberg y el 22 de febrero de 1712 el condado de Vaduz. Al adquirir estos dos dominios pretendía un lugar en la Dieta del Sacro Imperio Romano Germánico. El 23 de enero de 1719 el emperador Carlos VI decretó que el condado de Vaduz y el señorío de Schellenberg se unieran para formar un principado con el nombre de Liechtenstein en honor al príncipe Antonio Florián de Liechtenstein, súbdito suyo. Es en este momento cuando Liechtenstein se convierte en un Estado soberano del Imperio. Irónicamente, aunque como prueba de la importancia política que tenían estas compras de territorios, los príncipes de Liechtenstein no pisaron sus dominios en el recién creado principado hasta varias décadas más tarde.
En 1806, el Sacro Imperio Romano Germánico fue invadido por Francia. Este hecho trajo grandes consecuencias para Liechtenstein. Las maquinarias legales y políticas del Imperio se derrumbaron cuando el emperador Francisco II abdicó y el propio Imperio se disolvió. El resultado fue que Liechtenstein ya no tenía obligaciones frente a ningún señor feudal más allá de sus fronteras. Algunas publicaciones modernas atribuyen, incorrectamente, la soberanía de Liechtenstein a estos sucesos. En realidad, su príncipe se convirtió en el único señor soberano del principado.
Hasta el fin de la Primera Guerra Mundial Liechtenstein estaba fuertemente ligado con Austria, pero la devastación económica causada por ese conflicto forzó al país a concluir una unión monetaria y aduanera con Suiza. Cuando en 1938 la Alemania Nazi se anexionó Austria, el principado se encontró compartiendo frontera con territorio alemán, por lo que se apoyó en Suiza para mantener su neutralidad aunque, durante el desarrollo de la Segunda Guerra Mundial, cuando Hitler asolaba Europa con sus conquistas, temió por su propia estabilidad. Para evitar una invasión colaboró con las potencias del Eje, sobre todo a la hora de ingresar capital de dudosa procedencia en sus bancos.
En 1993 llegó al poder el primer ministro más joven de la historia de Liechtenstein con 28 años, Mario Frick, y en 2000 el país se adhirió al Espacio Económico Europeo (EEE), lo cual obligó a redefinir ciertos términos de la unión aduanera con Suiza, que no pertenece a tal asociación.

## Gobierno y política

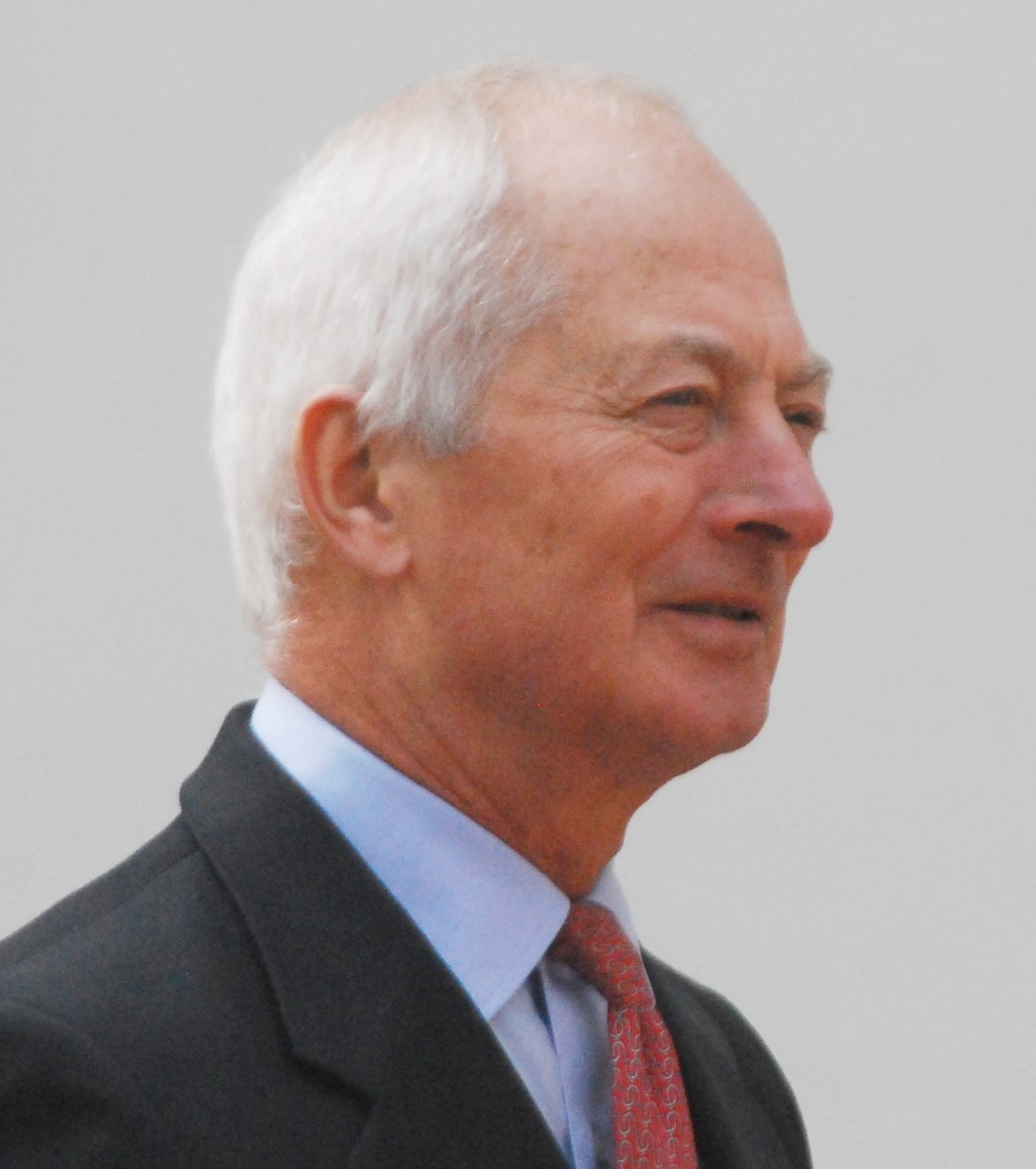
El príncipe Juan Adán II, soberano de Liechtenstein desde 1989.

Liechtenstein es una monarquía constitucional, encabezada por el príncipe, o Fürst, actualmente Juan Adán II, quien sucedió a su padre después de la muerte de este en 1989. La soberanía del Estado es compartida entre el príncipe y los ciudadanos, los cuales eligen un parlamento. El parlamento de Liechtenstein, el Landtag, está compuesto de 25 representantes escogidos por el pueblo. Un consejo legislativo de cinco integrantes es el responsable de los asuntos políticos diarios.
En un referéndum llevado a cabo el 1 de julio de 1984, los votantes varones permitieron a las mujeres el derecho a votar en las elecciones nacionales (aunque no en las locales), una victoria del príncipe Juan Adán, quien apoyaba totalmente este cambio de la legislación. Contrariamente a otras monarquías constitucionales, la constitución de Liechtenstein asigna importantes poderes al príncipe, lo que ha producido que alguno de esos poderes cause cierta controversia en los últimos años. Entre estos poderes, el príncipe puede vetar las leyes aprobadas por el parlamento.
Sin embargo, en un referéndum popular celebrado en marzo de 2003 reforzó la posición constitucional de la dinastía reinante de Liechtenstein. Antes de dicho referéndum, el príncipe Juan Adán, había anunciado que él y su familia abandonarían Liechtenstein para ir a vivir a Viena, en Austria, dejando la posibilidad de que Liechtenstein se convirtiera en una república si los poderes de su casa no eran refrendados. El pueblo en referéndum confirmó la propuesta.
De acuerdo con la constitución liechtensteiniana, el gobierno es un órgano colegiado compuesto por cinco ministros, incluyendo al primer ministro. Cada uno tiene un suplente que participa en las reuniones del gobierno colegial si el ministro no está disponible. El presidente del gobierno, los demás ministros, y sus suplentes son designados por el príncipe, por recomendación del Parlamento. La duración del mandato es de cuatro años.
En abril de 2025, se formó otro gobierno de coalición, con tres ministros de la Unión Patriótica (VU), y dos del Partido Cívico Progresista (FBP). El equipo de gobierno actual está integrado por:
- La primera ministra Brigitte Haas (VU)
- Vice primera ministra Sabine Monauni (FBP)
- Ministro Manuel Frick (FBP)
- Ministra Dominique Hasler (VU)
- Ministra Graziella Marok-Wachter (VU)

### Poder ejecutivo

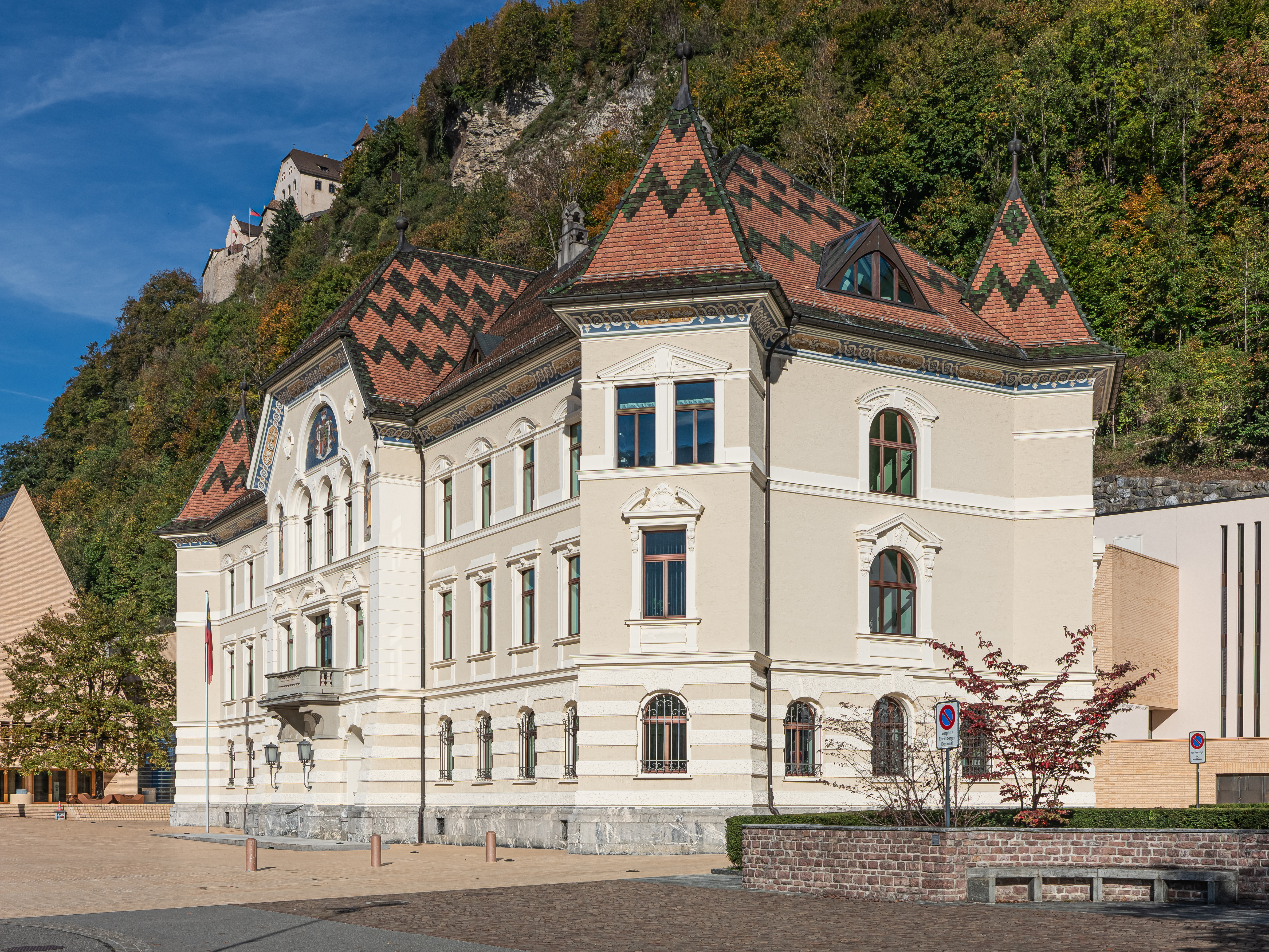
Sede del gobierno en Vaduz.

El gobierno de cinco miembros constituye el ejecutivo. Está formado por el jefe de Gobierno y cuatro consejeros. Desde 2013, el gobierno está organizado en cinco ministerios (Asuntos Presidenciales y Finanzas, Asuntos Exteriores, Sociedad, Interior e Infraestructuras). Las áreas relativas a economía, justicia, educación, medio ambiente, deportes y cultura están asignadas a los distintos ministerios. Cada miembro del gobierno es el jefe de un ministerio y lleva el título de ministro. La jefa de Gobierno desde el 10 de abril de 2025 es Brigitte Haas (VU). El jefe de Gobierno y los consejeros del gobierno son nombrados por el Príncipe reinante a propuesta del Parlamento. Con la controvertida reforma constitucional de 2003, el artículo 80 de la Constitución otorgó al Príncipe reinante la facultad de destituir al Gobierno o —de acuerdo con el Parlamento— a los consejeros del Gobierno de forma individual en cualquier momento y sin necesidad de dar explicaciones. El Príncipe reinante es el jefe del Gobierno.
Sabine Monauni (FBP) forma parte del gobierno como vicepresidenta. Otros miembros del gobierno son Manuel Frick (FBP), Dominique Hasler (VU) y Graziella Marok-Wachter (VU).
Desde la reorganización administrativa de 2013, la Administración Nacional de Liechtenstein comprende ahora 22 oficinas oficiales y 12 oficinas de personal, así como 8 misiones diplomáticas en el extranjero. La soberanía de Liechtenstein hace que la administración sea muy grande en relación con el número de habitantes. Las oficinas oficiales más grandes son la Oficina de Construcción e Infraestructura, la Policía Nacional, la Oficina de Justicia, la Oficina de Economía Nacional, la Administración Tributaria y la Oficina de Educación. La Autoridad de Control Financiero y la Autoridad de Protección de Datos están subordinadas al Parlamento, la Autoridad del Mercado Financiero (FMA) es una autoridad de supervisión independiente de la administración.

### Poder legislativo

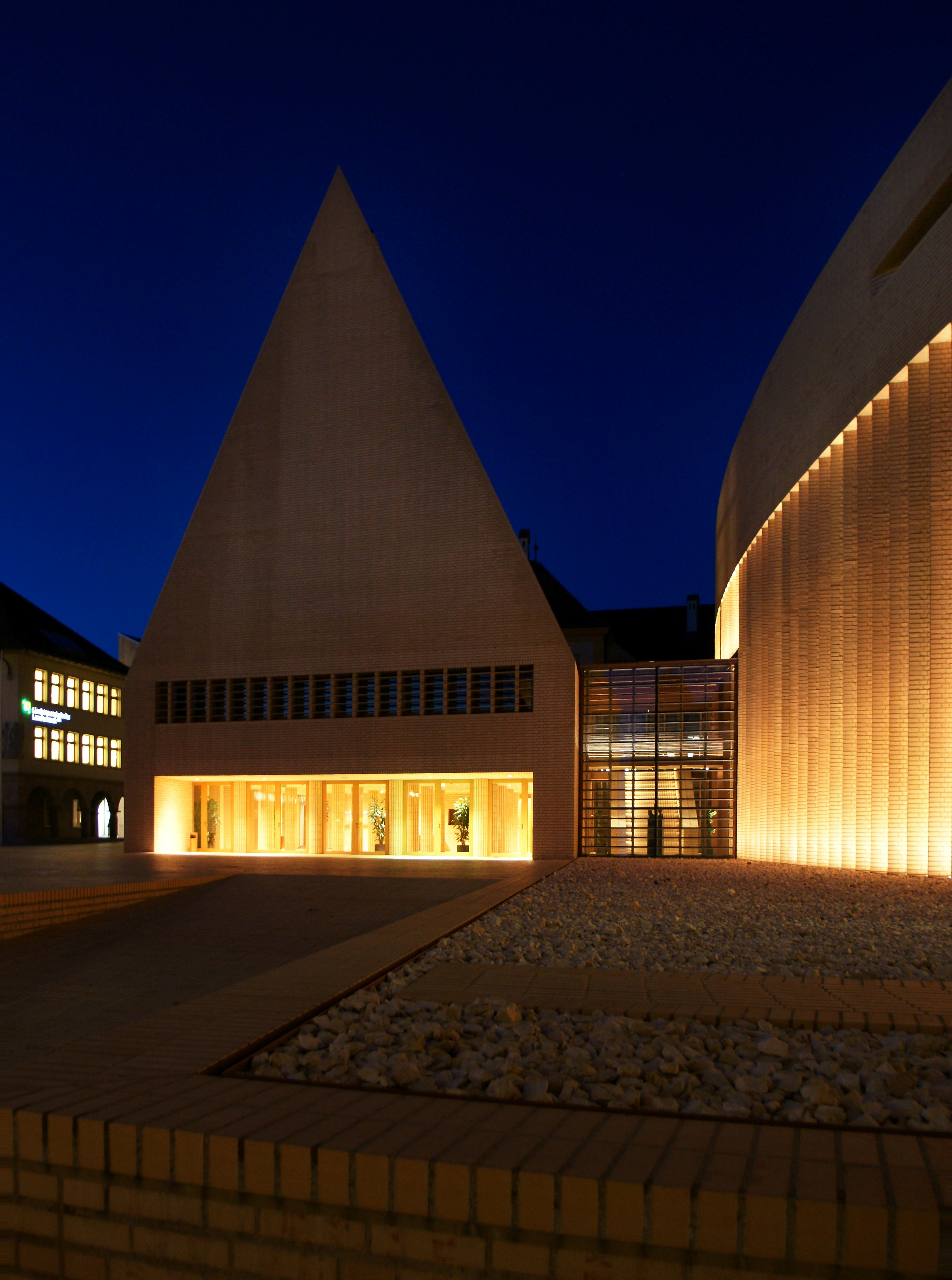
Sede del Parlamento en Vaduz

El poder legislativo corresponde al Príncipe reinante y al Parlamento del Principado de Liechtenstein (Landtag des Fürstentums Liechtenstein). El Parlamento está formado por 25 diputados elegidos por el pueblo para cuatro años según el sistema de representación proporcional. El pueblo vota en dos circunscripciones, con 10 diputados elegidos en el Unterland y 15 en el Oberland. La legislación se define en el artículo 65 de la Constitución. Según este artículo, no se puede aprobar ni modificar ninguna ley sin la participación del Parlamento.
Después de que el Parlamento apruebe una ley, ésta debe ser sancionada por el Príncipe reinante (Fürsten), refrendada por el jefe de Gobierno (Regierungschef) y publicada en el Boletín oficial antes de que entre definitivamente en vigor. Si una ley no es sancionada por el Príncipe reinante en el plazo de seis meses, se considera rechazada.
En el panorama político de Liechtenstein, dos partidos populares de orientación cristiana desempeñan el papel principal, el Partido de los Ciudadanos Progresistas (Fortschrittliche Bürgerpartei -FBP) y la Unión Patriótica (Vaterländische Union - VU). Están en una coalición y forman el gobierno. El Partido de los Ciudadanos Progresistas está más representado en el Unterland y se considera leal a los príncipes, económicamente liberal y preocupado por las tradiciones, mientras que la Unión Patriótica predomina en el Oberland y está más comprometida con las cuestiones sociopolíticas. Aparte de eso, no hay grandes diferencias ideológicas entre los dos grandes partidos.
En las elecciones generales de 2017, el FBP perdió el 4,8% de los votos, mientras que la VU ganó el 0,2%. No obstante, el FBP siguió siendo el partido más votado, con un total del 35,2%, seguido de la VU, con un 33,7%. La agrupación electoral Die Unabhängigen (DU), que fue elegida por primera vez en 2013, consiguió el 18,4% de los votos. La Lista Libre (FL), que es una alternativa verde, también ganó un 1,5%. Como consecuencia de este resultado, el FBP recibió 9 diputados en el Landtag, el VU 8 diputados, el DU 5 diputados y el FL 3 diputados. En 2018, el diputado Johannes Kaiser renunció al grupo parlamentario del FBP y desde entonces es diputado sin partido. Esto redujo la fuerza del mandato del FBP a 8 escaños.

### Poder judicial

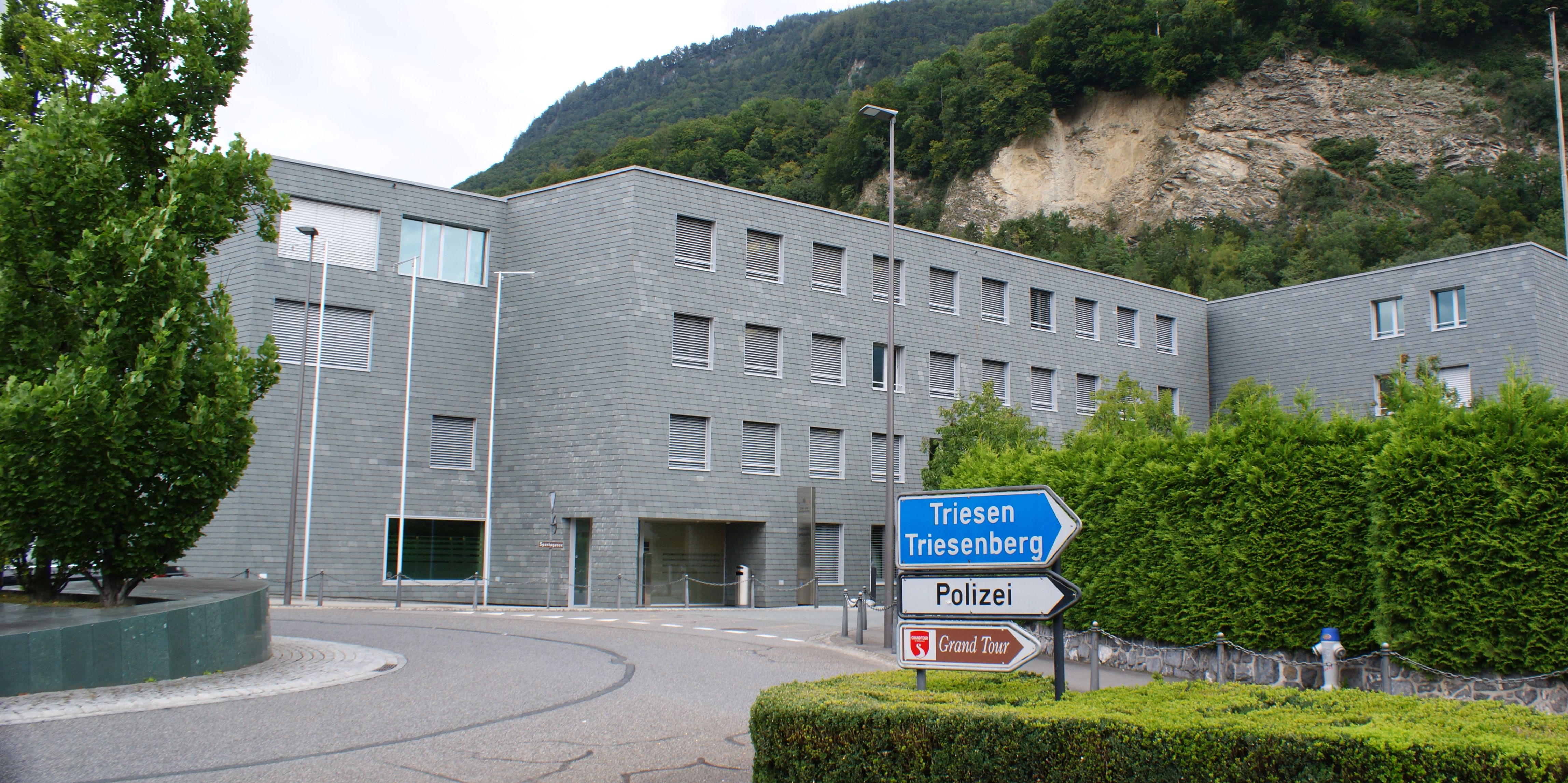
Tribunal de Distrito en Vaduz

De acuerdo con el artículo 1 de la Ley de Organización Judicial (GOG), la judicatura civil y penal tiene tres instancias: el Tribunal de Distrito del Principado, el Tribunal de Apelaciones del Principado y el Tribunal Supremo del Principado, todos ellos situados en Vaduz. El Tribunal Supremo del Principado y el Tribunal Superior del Principado deciden en forma de senado, mientras que el Tribunal de Justicia del Principado tiene jueces únicos en casos civiles y, en la mayoría de los casos, también en casos penales, de acuerdo con el Art. 2 del GOG. En los casos civiles y penales, el derecho de recurso a la tercera instancia está parcialmente limitado.
El poder judicial administrativo independiente es ejercido por el Tribunal Administrativo del Príncipe, que, de acuerdo con el Art. 78, párrafos 2 y 3 de la Ley de la Administración Nacional, decide sobre las decisiones de las autoridades administrativas internas de apelación (gobierno o autoridad administrativa de apelación).
El Tribunal Constitucional de Liechtenstein también está subordinado a los tribunales ordinarios, a los que se pueden recurrir las decisiones definitivas con el recurso legal extraordinario de una queja individual de acuerdo con el art. 15 de la Ley del Tribunal Constitucional.
Los puestos judiciales en el Principado de Liechtenstein se anuncian públicamente para que se presenten solicitudes. Los candidatos idóneos son propuestos para su elección por un órgano compuesto por el Príncipe reinante y un número igual de representantes del Príncipe reinante y del parlamento, que a su vez propone los jueces elegidos al Príncipe reinante para su nombramiento (art. 96 de la Constitución de Liechtenstein). Los jueces son nombrados por el Príncipe reinante.

### Política exterior

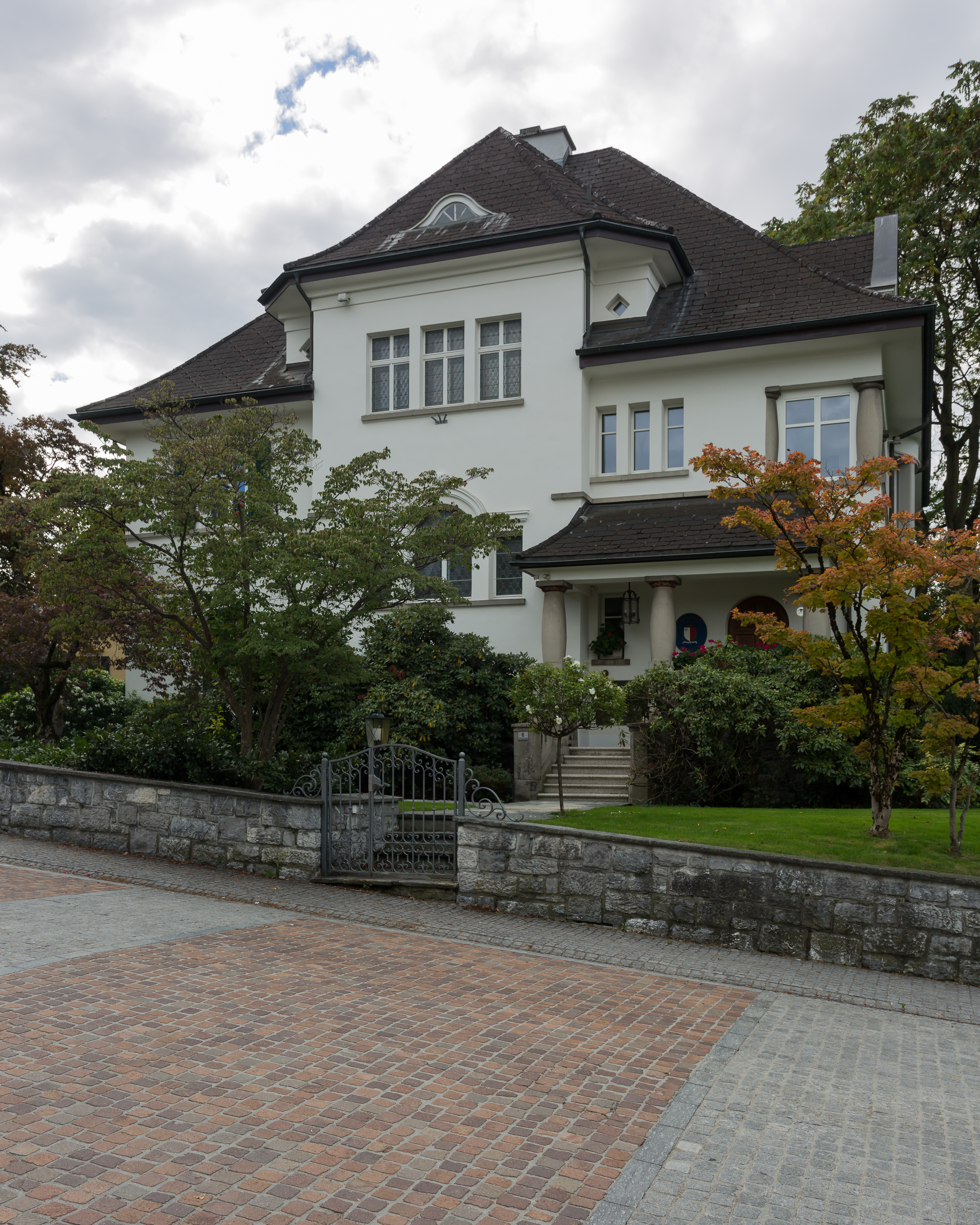
Consulado de Malta en Schaan, Liechtenstein

A falta de poder político o militar, Liechtenstein ha tratado de preservar su soberanía durante los últimos 200 años mediante la pertenencia a comunidades jurídicas. La cooperación internacional y la integración europea son, por tanto, constantes de la política exterior de Liechtenstein, cuyo objetivo es seguir salvaguardando la soberanía del país reconocida por el derecho internacional. Para la legitimidad política interna y la sostenibilidad de esta política exterior fueron y son decisivos los fuertes mecanismos de toma de decisiones de democracia directa y orientada a los ciudadanos, que están anclados en Liechtenstein en la Constitución de 1921.
Importantes etapas históricas en la política de integración y cooperación de Liechtenstein fueron su adhesión a la Confederación del Rin en 1806, a la Confederación Alemana en 1815, la celebración de acuerdos aduaneros y monetarios bilaterales con la Monarquía del Danubio en 1852 y, por último, el Tratado Aduanero con Suiza en 1923, al que siguieron toda una serie de otros importantes tratados bilaterales.
A la reconstrucción económica de la posguerra le siguió la adhesión al Estatuto del Tribunal Internacional de Justicia en 1950, en 1975 Liechtenstein firmó el Acta Final de Helsinki de la CSCE (actual OSCE) junto con otros 34 Estados, en 1978 Liechtenstein entró en el Consejo de Europa y el 18 de septiembre de 1990 Liechtenstein fue admitido en las Naciones Unidas (ONU).
En 1991 Liechtenstein se incorporó a la Asociación Europea de Libre Comercio (AELC) como miembro de pleno derecho, y desde 1995 es miembro del Espacio Económico Europeo (EEE) y de la Organización Mundial del Comercio (OMC). En 2008, Liechtenstein se adhirió al Acuerdo de Schengen/Dublín junto con Suiza. Desde la perspectiva de la política económica y de integración, las relaciones en el marco del EEE y de la UE ocupan una posición especial en la política exterior de Liechtenstein. El Príncipe Heredero de Liechtenstein también participa en las reuniones anuales de los jefes de Estado de los países de habla alemana (formados por miembros de la UE y de fuera de ella).
Las relaciones con Suiza son especialmente extensas debido a la estrecha colaboración en muchos ámbitos; Suiza realiza tareas en algunos lugares que serían difíciles de gestionar por el Principado por sí solo debido a su pequeño tamaño. Desde el año 2000, Suiza ha nombrado un embajador en Liechtenstein, que, sin embargo, reside en Berna. Desde el Tratado de Aduanas con Suiza de 1923, la representación consular de Liechtenstein ha sido llevada a cabo principalmente por Suiza.
Liechtenstein mantiene misiones diplomáticas directas en Viena, Berna, Berlín, Bruselas, Estrasburgo y Washington, D.C., así como misiones permanentes en Nueva York y Ginebra ante las Naciones Unidas. Actualmente, están acreditadas en Liechtenstein misiones diplomáticas de 78 países, pero la mayoría residen en Berna (Suiza). La embajada en Bruselas coordina los contactos con la Unión Europea, Bélgica y también con la Santa Sede.
Durante mucho tiempo, las relaciones diplomáticas con Alemania se mantuvieron a través de un embajador no residente, es decir, de una persona de contacto que no residía permanentemente en Alemania. Desde 2002, sin embargo, Liechtenstein tiene un embajador permanente en Berlín, mientras que la embajada alemana en Suiza es también responsable del Principado. El Ministerio de Asuntos Exteriores de Liechtenstein considera que los contactos son muy fructíferos e importantes para el desarrollo del país, especialmente en el plano económico. Sin embargo, los conflictos sobre el manejo de los datos bancarios y fiscales han tensado repetidamente las relaciones. 
El 2 de septiembre de 2009, Liechtenstein y Alemania firmaron un acuerdo de cooperación e intercambio de información en materia fiscal. El texto del acuerdo ha seguido el modelo de acuerdo de la OCDE y prevé el intercambio de información en materia fiscal, previa solicitud, a partir del ejercicio fiscal de 2010. Además, Liechtenstein considera a la República Federal como un socio importante para salvaguardar sus intereses en la integración europea. En el ámbito cultural, la promoción de proyectos desempeña un papel especialmente importante. Por ejemplo, la Fundación Hilti financió la exposición «Tesoros hundidos de Egipto» en Berlín, y el Estado donó 20.000 euros tras el incendio de la Biblioteca de la Duquesa Anna Amalia en Weimar.

### Seguridad y defensa
La Policía Nacional de Liechtenstein se encarga de mantener el orden en el país. Está compuesta por 87 agentes de campo y 38 funcionarios civiles, que suman un total de 125 empleados. Todos los agentes están equipados con armas ligeras. El país tiene uno de los índices de criminalidad más bajos del mundo. La prisión de Liechtenstein alberga pocos reclusos, si es que hay alguno, y los que tienen sentencias de más de dos años son transferidos a la jurisdicción austriaca. La Policía Nacional de Liechtenstein mantiene un tratado trilateral con Austria y Suiza que permite una estrecha cooperación transfronteriza entre las fuerzas policiales de los tres países.

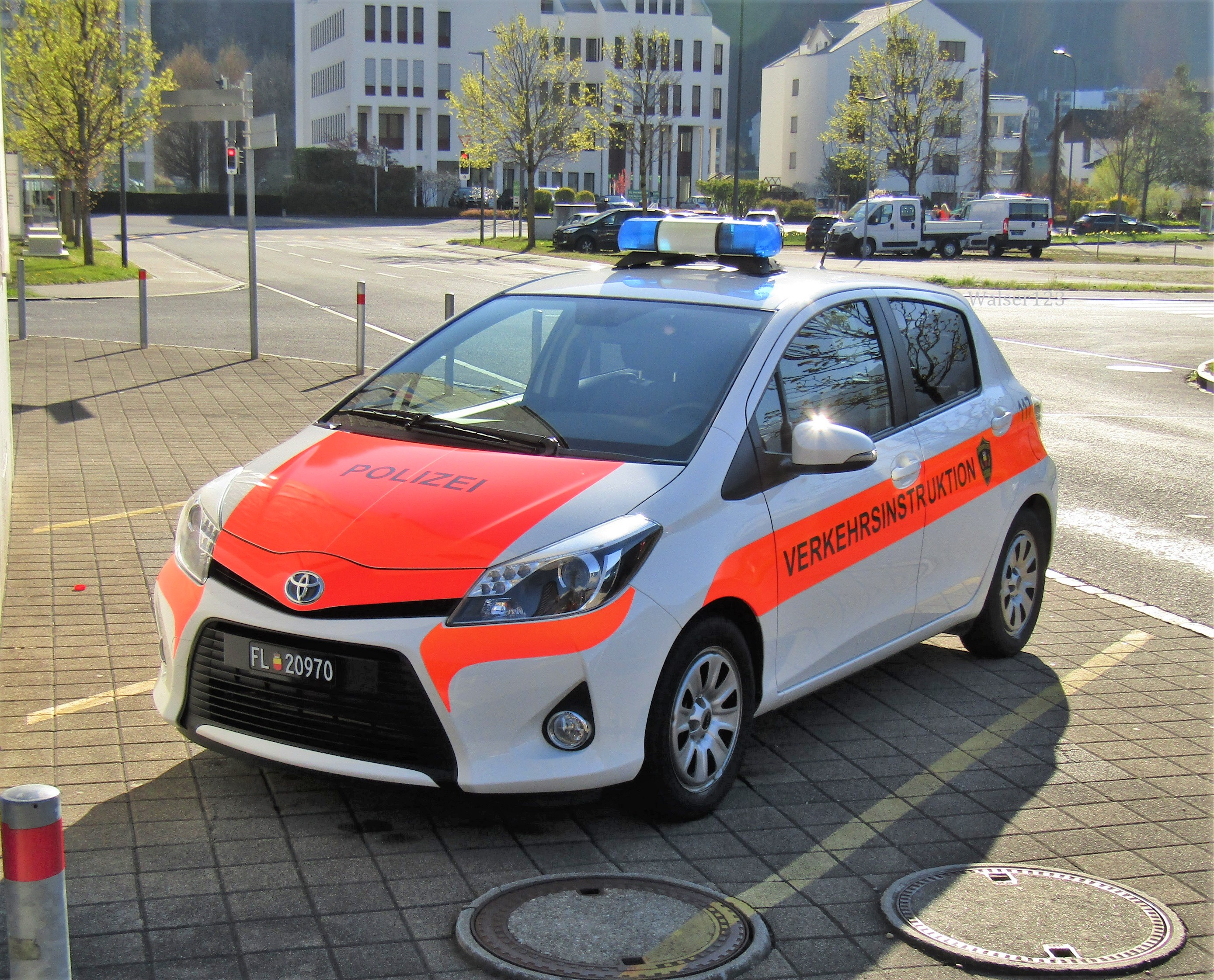
Policía de Liechtenstein

Liechtenstein sigue una política de neutralidad y es uno de los pocos países del mundo que no mantiene ejército. El ejército fue suprimido poco después de la guerra austro-prusiana de 1866, en la que Liechtenstein contó con un ejército de 80 hombres, aunque no participaron en ningún combate. No se produjeron bajas, de hecho la unidad contaba con 81 a su regreso debido a un enlace militar austriaco que acompañó al ejército de vuelta a casa. La desaparición de la Confederación Alemana en esa guerra liberó a Liechtenstein de su obligación internacional de mantener un ejército, y el parlamento aprovechó esta oportunidad y se negó a proporcionar financiación para uno. El Príncipe se opuso, ya que tal medida dejaría al país indefenso, pero cedió el 12 de febrero de 1868 y disolvió la fuerza.
El último soldado que sirvió bajo los colores de Liechtenstein murió en 1939 a la edad de 95 años.
En la década de 1980, el ejército suizo disparó proyectiles durante un ejercicio y quemó por error una zona de bosque dentro de Liechtenstein. Se dice que el incidente se resolvió «con una caja de vino blanco».
En marzo de 2007, una unidad de infantería suiza compuesta por 170 hombres se perdió durante un ejercicio de entrenamiento y cruzó por error 1,5 km (0,9 millas) hacia Liechtenstein. La invasión accidental terminó cuando la unidad se dio cuenta de su error y dio la vuelta. El ejército suizo informó posteriormente a Liechtenstein de la incursión y ofreció disculpas oficiales, a lo que un portavoz del ministerio interno respondió: «No hay problema, estas cosas pasan».
El 7 de abril de 2014, se informó de que el jefe del banco, Jürgen Frick, del Bank Frick & Co. con sede en Balzers, fue asesinado a tiros en un aparcamiento de Balzers. Se descubrió que el sospechoso, Jürgen Hermann, se había suicidado después de disparar al jefe del banco. Se dice que Hermann llevaba varios años enemistado con el banco antes de que se produjera el tiroteo. Hermann se autodenominaba el «Robin Hood de Liechtenstein» en un sitio web en el que participaba. Hermann también era un antiguo gestor de fondos. 
En 2017, Liechtenstein firmó el Tratado de las Naciones Unidas sobre la Prohibición de las Armas Nucleares.

### Derechos humanos
En materia de derechos humanos, respecto a la pertenencia a los siete organismos de la Carta Internacional de Derechos Humanos, que incluyen al Comité de Derechos Humanos (HRC),  ha firmado o ratificado:
| Bandera de ? | Tratados internacionales | Tratados internacionales | Tratados internacionales | Tratados internacionales | Tratados internacionales | Tratados internacionales | Tratados internacionales | Tratados internacionales | Tratados internacionales | Tratados internacionales | Tratados internacionales | Tratados internacionales    | Tratados internacionales    | Tratados internacionales    | Tratados internacionales | Tratados internacionales  | Tratados internacionales | Tratados internacionales |
| --- | --- | ------------------------ | --- | --- | --- | --- | ------------------------ | ------------------------ | ------------------------ | ------------------------ | ------------------------ | --------------------------- | --------------------------- | --------------------------- | ------------------------ | ------------------------- | ------------------------ | ------------------------ |
| Bandera de ? | CESCR | CESCR                    | CCPR | CCPR | CCPR | CERD | CED                      | CEDAW                    | CEDAW                    | CAT                      | CAT                      | CRC                         | CRC                         | CRC                         | CRC                      | MWC                       | CRPD                     | CRPD                     |
| Bandera de ? | CESCR | CESCR-OP                 | CCPR | CCPR-OP1 | CCPR-OP2-DP | CERD | CED                      | CEDAW                    | CEDAW-OP                 | CAT                      | CAT-OP                   | CRC                         | CRC-OP-AC                   | CRC-OP-SC                   | CRC-OP-CP                | MWC                       | CRPD                     | CRPD-OP                  |
| Pertenencia | Liechtenstein ha reconocido la competencia de recibir y procesar comunicaciones individuales por parte de los órganos competentes. | Sin información.         | Liechtenstein ha reconocido la competencia de recibir y procesar comunicaciones individuales por parte de los órganos competentes. | Liechtenstein ha reconocido la competencia de recibir y procesar comunicaciones individuales por parte de los órganos competentes. | Liechtenstein ha reconocido la competencia de recibir y procesar comunicaciones individuales por parte de los órganos competentes. | Liechtenstein ha reconocido la competencia de recibir y procesar comunicaciones individuales por parte de los órganos competentes. | Sin información.         | Firmado y ratificado.    | Firmado y ratificado.    | Firmado y ratificado.    | Sin información.         | Firmado pero no ratificado. | Firmado pero no ratificado. | Firmado pero no ratificado. | Sin información.         | Ni firmado ni ratificado. | Sin información.         | Sin información.         |
| Firmado y ratificado, firmado, pero no ratificado, ni firmado ni ratificado, sin información, ha accedido a firmar y ratificar el órgano en cuestión, pero también reconoce la competencia de recibir y procesar comunicaciones individuales por parte de los órganos competentes. | |                          | | | | |                          |                          |                          |                          |                          |                             |                             |                             |                          |                           |                          |                          |

## Organización territorial

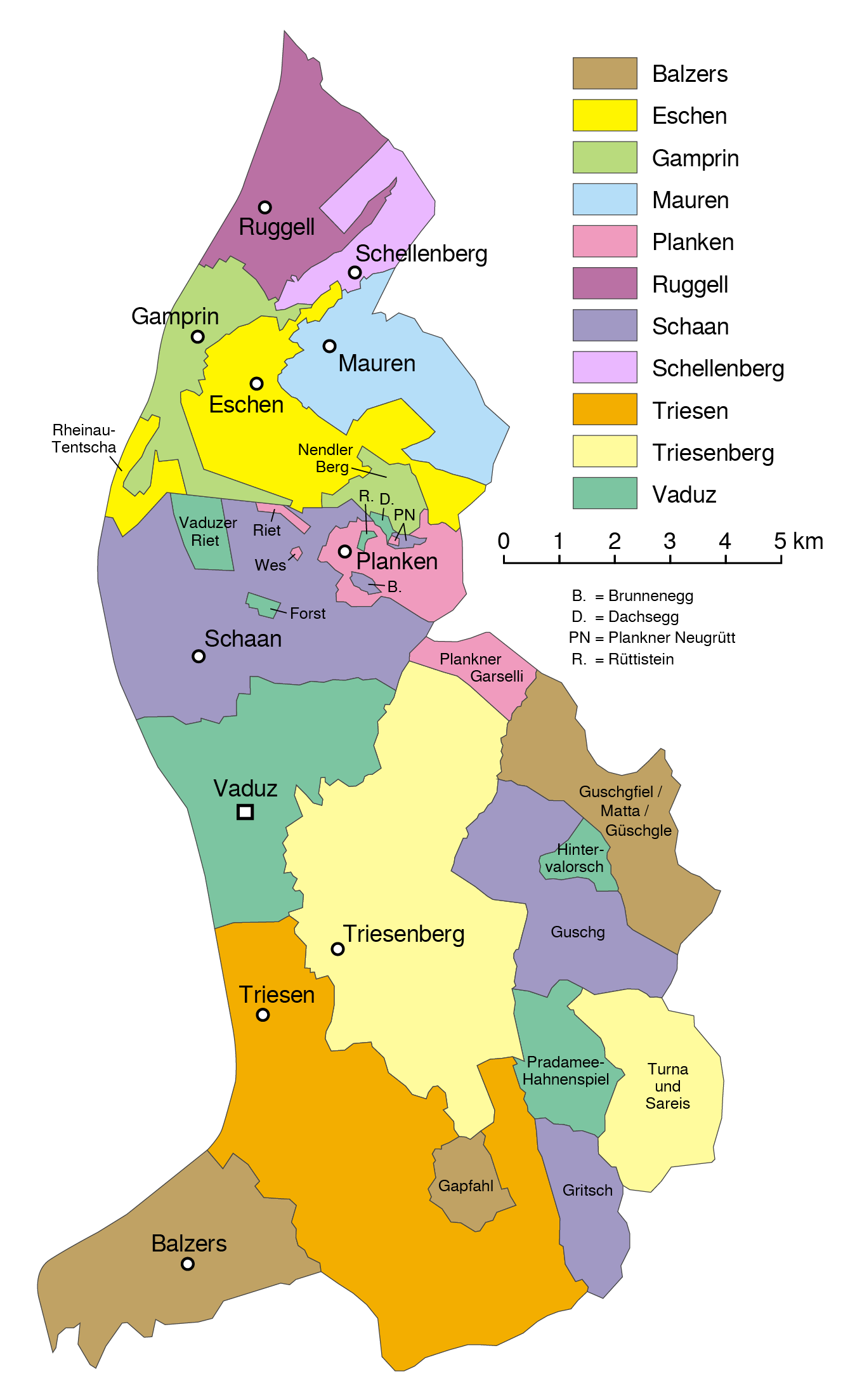
División administrativa de Liechtenstein.

Liechtenstein se divide en once municipios (Gemeinden - singular Gemeinde), la mayoría tiene un solo pueblo. Estos son los siguientes:
- Vaduz
- Schaan
- Balzers
- Triesen
- Eschen
- Mauren
- Triesenberg
- Ruggell
- Gamprin
- Schellenberg
- Planken

Los municipios de Liechtenstein se dividen entre los dos distritos electorales de Unterland y Oberland. La división política del país es histórica; el Unterland depende de Schellenberg, el Oberland del condado de Vaduz.
Las comunidades Eschen, Gamprin, Mauren, Ruggell y Schellenberg pertenecen a Unterland; los municipios de Balzers, Planken, Schaan, Triesen, Triesenberg y Vaduz pertenecen al Oberland, que tiene una superficie mucho mayor. La autonomía de las comunidades de Liechtenstein se encuentra en el rango superior en comparación con los otros estados de Europa central junto con Suiza. A pesar de su pequeño tamaño, los municipios tienen formas complejas en cuanto a su extensión territorial. Además de una parte principal, siete municipios también comprenden uno o más enclaves. Las cooperativas de ciudadanos, que existen en aproximadamente la mitad de los municipios de Liechtenstein, son propietarias de bosques y pastos de uso colectivo, así como de áreas parceladas que se dejan para uso privado.
Los municipios de Liechtenstein tienen la particularidad de poseer el derecho a separarse de la Unión por mayoría de votos.

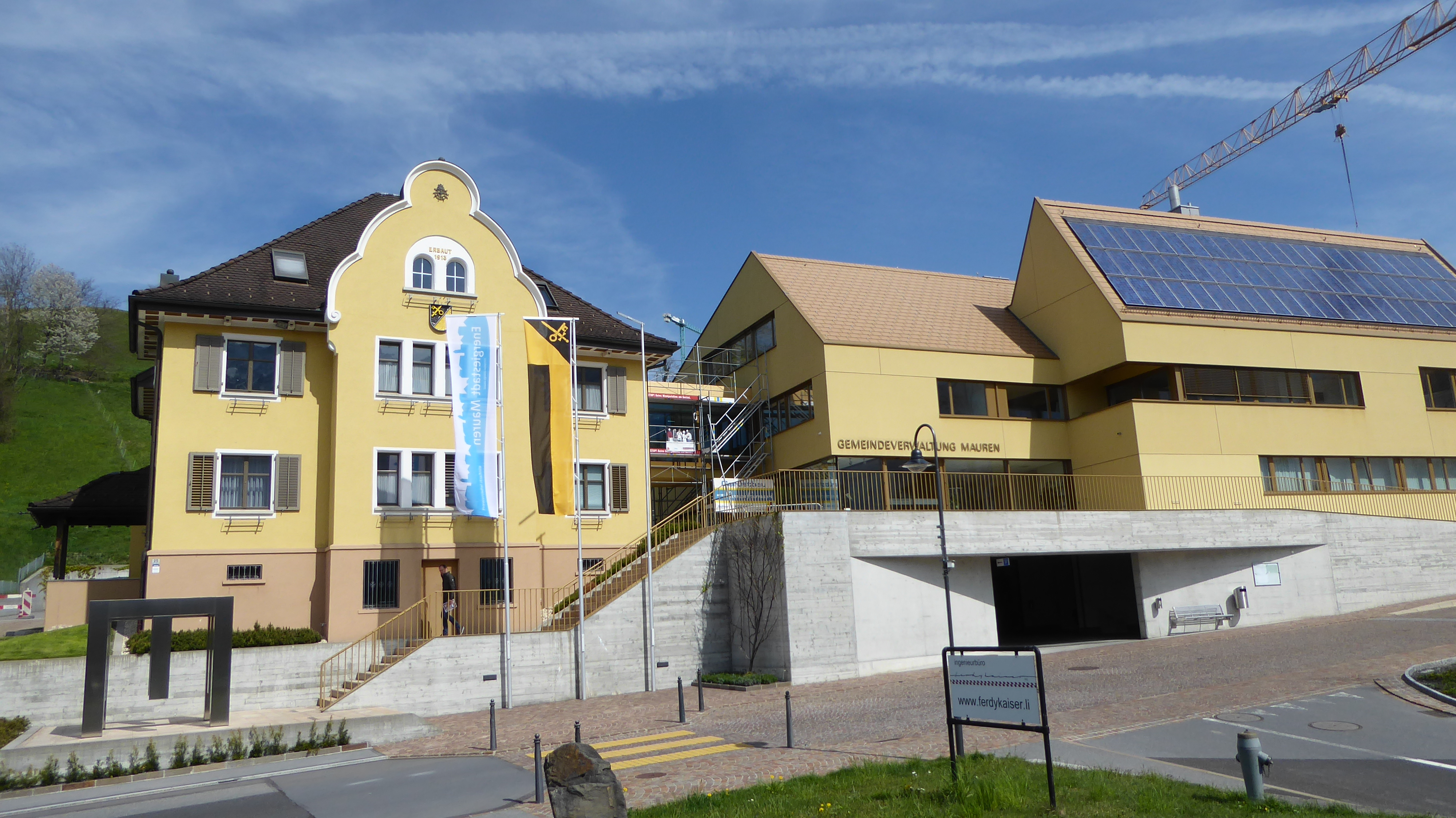
Sede de la Asamblea municipal de Mauren

El órgano supremo a nivel local es la asamblea municipal o Gemeindeversammlung. Debido al crecimiento demográfico y a la introducción del sufragio femenino en 1984, ya no se reúne como solía hacerlo. En su lugar, se celebran votaciones secretas. El jefe comunal, los miembros del consejo comunal y la comisión de auditoría de la empresa son elegidos en las urnas y se vota sobre los gastos extraordinarios superiores al 35% de los ingresos comunales, los gastos ordinarios superiores al 20% de los ingresos, sobre las iniciativas y los referendos. Una sexta parte de los electores tiene derecho a voto.
Una sexta parte de los electores puede pedir un referéndum sobre las decisiones del consejo municipal que excedan la competencia financiera del consejo municipal establecida en los estatutos municipales. Independientemente de esta cantidad máxima, se puede celebrar un referéndum sobre el presupuesto, el recargo fiscal municipal, las cuentas, las normas de construcción y el plan de zonificación. Asimismo, una sexta parte de las personas con derecho a voto pueden hacer uso del derecho de iniciativa para exigir que se traten los asuntos sometidos a referéndum.
El consejo municipal llamado en alemán Gemeinderat, es elegido según el sistema de representación proporcional, es el ejecutivo. Es el órgano de gestión y ejecutivo del municipio con todos los poderes que no estén asignados a otro órgano. Aunque los estatutos municipales podrían situar el presupuesto, las cuentas, las normas de edificación y el plan de zonificación bajo la responsabilidad de la asamblea municipal, ninguno de los once municipios de Liechtenstein hace uso de ello.
De forma limitada, los municipios pueden determinar el tamaño de su consejo municipal. Para los municipios de:
- hasta 1500 habitantes, se compone de siete o nueve miembros
- hasta 3000 habitantes, nueve u once miembros
- más de 3000 habitantes, once o trece miembros, en cada caso incluido el jefe del municipio.

## Geografía

Plano de relieve del Principado de Liechtenstein.

- Coordenadas de localización: 47°16′N 9°32′E / 47.267, 9.533[2]

Liechtenstein está situado en la Europa Central, en el valle del Rin en los Alpes. La frontera del país tiene 75 km, 34 km de ellos a la parte oeste y sur de Liechtenstein que limita con Suiza, división natural formada por el río Rin; al este limita con Austria con una frontera de 41 km. La parte oriental del país se encuentra a una mayor altitud, y su punto más alto es el Grauspitz, a 2599 m s. n. m.
Liechtenstein no tiene costa, es al igual que Uzbekistán un país que no solo no tiene salida al mar, sino que tampoco la tiene ninguno de los países con los que comparte frontera.
El terreno es montañoso en casi toda su extensión debido a los Alpes, con el valle del Rin en su tercio occidental. El punto más bajo se encuentra en Ruggeller Riet con una cota de 430 m s. n. m.
Como recursos naturales, dispone de una tierra arable y por su forma montañosa y cantidad fluvial posee potencial hidroeléctrico.
Debido a sus condiciones geográficas, en invierno se pueden practicar deportes de invierno.
- Uso de la tierra: (datos de 1993)
  - Tierra arable: 24 %
  - Cultivo permanente: 0 %
  - Pasto permanente: 16 %
  - Bosques: 35 %
  - Otros: 25 %
  - Tierra irrigada: ninguna
  - Peligros naturales: ninguno

### Clima

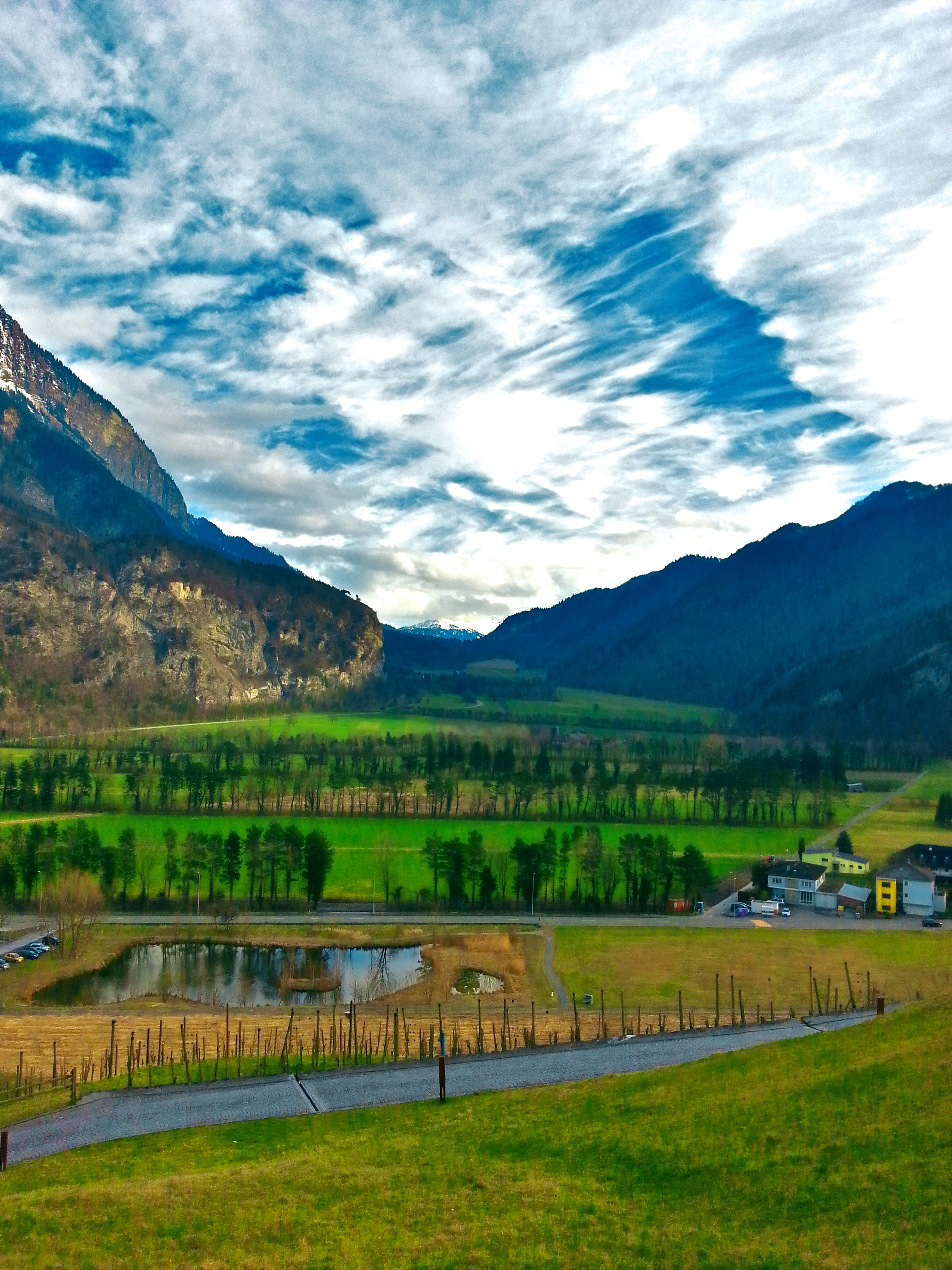
Campos en Balzers vistos desde el Castillo de Gutenberg.

A pesar de su localización alpina, los vientos predominantes del sur suavizan el clima de Liechtenstein. Su clima es continental, con inviernos nublados y fríos, con lluvias y nevadas frecuentes. Los veranos son fríos a ligeramente cálidos, nubosos y húmedos.
| Parámetros climáticos promedio de Vaduz, Liechtenstein (1981-2010) | Parámetros climáticos promedio de Vaduz, Liechtenstein (1981-2010) | Parámetros climáticos promedio de Vaduz, Liechtenstein (1981-2010) | Parámetros climáticos promedio de Vaduz, Liechtenstein (1981-2010) | Parámetros climáticos promedio de Vaduz, Liechtenstein (1981-2010) | Parámetros climáticos promedio de Vaduz, Liechtenstein (1981-2010) | Parámetros climáticos promedio de Vaduz, Liechtenstein (1981-2010) | Parámetros climáticos promedio de Vaduz, Liechtenstein (1981-2010) | Parámetros climáticos promedio de Vaduz, Liechtenstein (1981-2010) | Parámetros climáticos promedio de Vaduz, Liechtenstein (1981-2010) | Parámetros climáticos promedio de Vaduz, Liechtenstein (1981-2010) | Parámetros climáticos promedio de Vaduz, Liechtenstein (1981-2010) | Parámetros climáticos promedio de Vaduz, Liechtenstein (1981-2010) | Parámetros climáticos promedio de Vaduz, Liechtenstein (1981-2010) |
| Mes                                                                | Ene.                                                               | Feb.                                                               | Mar.                                                               | Abr.                                                               | May.                                                               | Jun.                                                               | Jul.                                                               | Ago.                                                               | Sep.                                                               | Oct.                                                               | Nov.                                                               | Dic.                                                               | Anual                                                              |
| ------------------------------------------------------------------ | ------------------------------------------------------------------ | ------------------------------------------------------------------ | ------------------------------------------------------------------ | ------------------------------------------------------------------ | ------------------------------------------------------------------ | ------------------------------------------------------------------ | ------------------------------------------------------------------ | ------------------------------------------------------------------ | ------------------------------------------------------------------ | ------------------------------------------------------------------ | ------------------------------------------------------------------ | ------------------------------------------------------------------ | ------------------------------------------------------------------ |
| Temp. máx. media (°C)                                              | 4.3                                                                | 5.9                                                                | 11.1                                                               | 15.1                                                               | 19.8                                                               | 22.3                                                               | 24.5                                                               | 23.7                                                               | 19.7                                                               | 15.5                                                               | 8.9                                                                | 5.1                                                                | 14.7                                                               |
| Temp. media (°C)                                                   | 0.7                                                                | 2.0                                                                | 6.2                                                                | 9.9                                                                | 14.4                                                               | 17.0                                                               | 19.0                                                               | 18.4                                                               | 14.8                                                               | 10.9                                                               | 5.1                                                                | 1.8                                                                | 10.0                                                               |
| Temp. mín. media (°C)                                              | -2.8                                                               | -1.8                                                               | 1.9                                                                | 4.8                                                                | 9.3                                                                | 12.1                                                               | 14.0                                                               | 13.9                                                               | 10.5                                                               | 6.7                                                                | 1.7                                                                | -1.4                                                               | 5.7                                                                |
| Precipitación total (mm)                                           | 41                                                                 | 38                                                                 | 57                                                                 | 55                                                                 | 86                                                                 | 115                                                                | 138                                                                | 142                                                                | 102                                                                | 63                                                                 | 59                                                                 | 52                                                                 | 947                                                                |
| Nevadas (cm)                                                       | 14.2                                                               | 14.4                                                               | 6.4                                                                | 0.4                                                                | 0                                                                  | 0                                                                  | 0                                                                  | 0                                                                  | 0                                                                  | 0                                                                  | 4.7                                                                | 11.9                                                               | 52                                                                 |
| Días de precipitaciones (≥ 1.0 mm)                                 | 7.3                                                                | 6.9                                                                | 9.4                                                                | 9.6                                                                | 11.9                                                               | 12.8                                                               | 13.2                                                               | 13.2                                                               | 9.8                                                                | 8.3                                                                | 9.0                                                                | 8.4                                                                | 119.8                                                              |
| Días de nevadas (≥ 1.0 cm)                                         | 3.9                                                                | 3.9                                                                | 2.1                                                                | 0.2                                                                | 0                                                                  | 0                                                                  | 0                                                                  | 0                                                                  | 0                                                                  | 0                                                                  | 1.4                                                                | 3.3                                                                | 14.8                                                               |
| Horas de sol                                                       | 70                                                                 | 91                                                                 | 124                                                                | 144                                                                | 166                                                                | 170                                                                | 194                                                                | 177                                                                | 145                                                                | 116                                                                | 68                                                                 | 52                                                                 | 1516                                                               |
| Humedad relativa (%)                                               | 75                                                                 | 72                                                                 | 67                                                                 | 65                                                                 | 67                                                                 | 71                                                                 | 72                                                                 | 75                                                                 | 77                                                                 | 76                                                                 | 78                                                                 | 77                                                                 | 73                                                                 |
| Fuente: MeteoSwiss                                                 |                                                                    |                                                                    |                                                                    |                                                                    |                                                                    |                                                                    |                                                                    |                                                                    |                                                                    |                                                                    |                                                                    |                                                                    |                                                                    |

El clima del país es relativamente suave a pesar de la ubicación montañosa. Está fuertemente influenciado por la acción del foehn (viento cálido y seco de otoño), por lo que el período de vegetación se prolonga en primavera y otoño y las temperaturas en torno a los 15 °C debido al fuerte foehn no son infrecuentes incluso en invierno. Las cadenas montañosas de Suiza y Vorarlberg, río arriba, protegen del aire frío polar y atlántico, creando una capa protectora típica alpina interior. El principado tiene huertos con prados de hojarasca y una larga tradición de viticultura. La pequeña extensión territorial de Liechtenstein apenas juega un papel en las diferencias climáticas, pero la división vertical en diferentes altitudes es de gran importancia, por lo que surgen diferencias climáticas significativas.

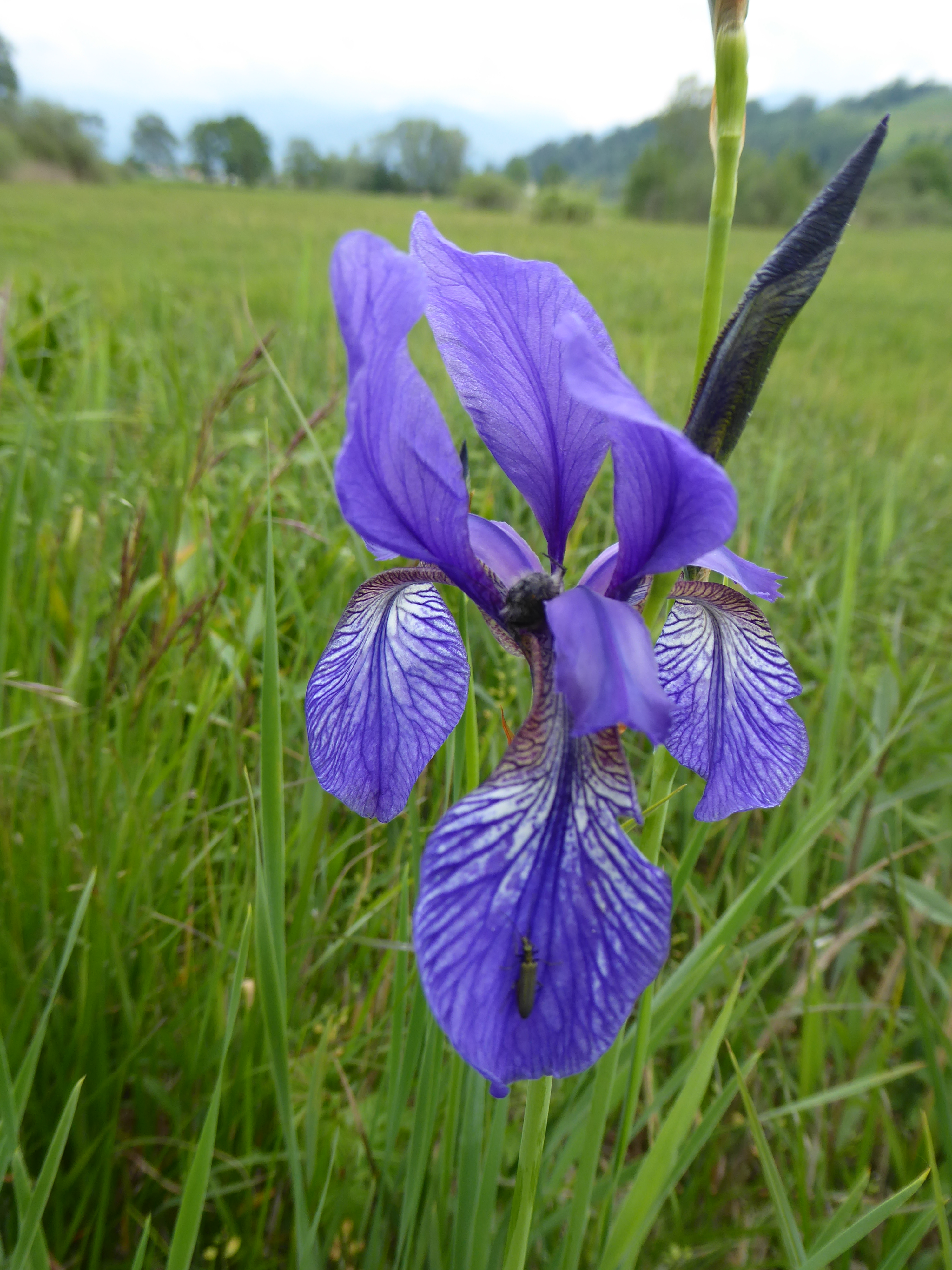
Flores en la Reserva natural de Ruggeler Riet

 En invierno la temperatura rara vez desciende por debajo de los 15 grados bajo cero, mientras que en verano las temperaturas medias oscilan entre los 20 y 28 grados. Las mediciones de la precipitación anual ascienden a un promedio de alrededor de 900 a 1200 milímetros, en la región alpina directa, sin embargo, la precipitación es a menudo de hasta 1900 milímetros. La duración media de la insolación es de unas 1600 horas al año.

### Flora y fauna
Liechtenstein puede presumir de una fauna excepcionalmente diversa, a pesar de su escasa superficie de 160 km². El país cuenta con alrededor de 55 especies de mamíferos (frente a las 83 de Suiza, con una superficie 250 veces mayor), 140 de aves de cría (205), 7 de reptiles (16) y 10 de anfibios (20). También hay mucha diversidad entre los invertebrados. Como ejemplo, hay 120 clases de mariposas (206 en Suiza) o 65 de moscas (93).
La gran diferencia de altitudes en Liechtenstein, que va desde los 430 hasta los 2600 metros, implica que hay una gran variedad de animales en espacios muy reducidos. En la región de los Alpes, la vida silvestre sigue prácticamente intacta. Además de los cuatro principales tipos de ciervos, rebecos, cabras montesas y águilas que forman el grupo nórdico de animales, están la liebre y la perdiz nival de montaña en la región sur. La fauna alpina también incluye la marmota, el murciélago, el urogallo negro, el pájaro carpintero de tres dedos, el búho o la chova piquigualda, entre otros.
De los Alpes de Liechtenstein es nativa la salamandra alpina, y se pueden encontrar, en tiempo de lluvia, anfibios como la rana, el sapo y el tritón alpino, además de reptiles como la víbora, la única serpiente venenosa de Liechtenstein.

El valle y los bosques de ladera de montaña dominan el paisaje de Liechtenstein. En las altitudes más grandes destacan el ciervo, el zorro y el tejón. En las altitudes medias toca el picamaderos negro, el pájaro carpintero de lomo blanco y el búho real. En la madera podrida de los árboles próximos al Castillo de Vaduz viven también el ciervo volante, el escarabajo longicornio, e incluso se encuentran raramente los escarabajos conocidos como Rosalia alpina.

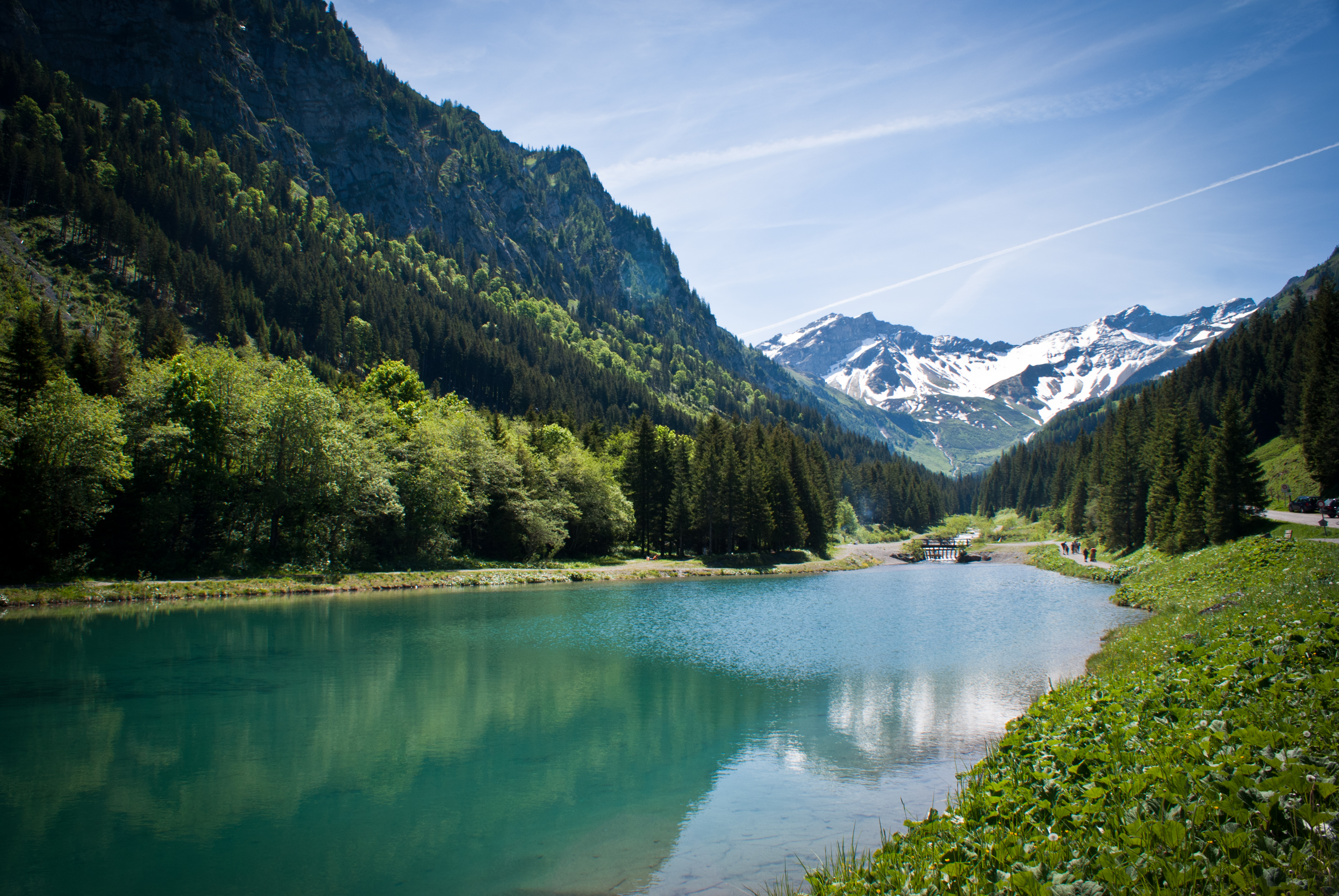
Steg en Liechtenstein

Mucho más amenazada que la fauna de las altitudes medias y superiores, se encuentra la fauna de los humedales de las tierras bajas de Liechtenstein. Para preservar las especies de los pantanos, el Gobierno decretó la protección de los dos humedales más grandes: Ruggeller Riet, con un total de 96 hectáreas y Schwab Brunnen con 50 hectáreas. Los humedales figuran entre los hábitats más ricos y variados en especies. En Ruggeller Riet se han detectado más de 400 especies de escarabajos y 80 de arañas, incluidas algunas muy escasas, solo conocidas en algunas lugares de Europa Central. También es de especial importancia para las aves, con 30 especies de aves reproductoras como la codorniz o la tarabilla norteña, entre las que se incluyen algunas muy amenazadas a nivel mundial.

### Hidrografía
El Rin es la masa de agua más importante y extensa de Liechtenstein. Con una longitud de aproximadamente 27 kilómetros, representa la frontera natural con Suiza y es de gran importancia para el suministro de agua de Liechtenstein. Además, el Rin es una importante zona de recreo para la población. Con 10 kilómetros, el Samina es el segundo río más largo del Principado. El río de aguas turbulentas nace en Triesenberg y desemboca en el Ill en Austria (cerca de Feldkirch).
El único lago formado de forma natural en Liechtenstein es el Gampriner Seelein, que se formó en 1927 por una crecida del Rin con una enorme erosión. Además, hay otros lagos creados artificialmente, que se utilizan principalmente para generar electricidad. Uno de ellos es el embalse de Steg, el mayor lago de Liechtenstein.

### Montañas

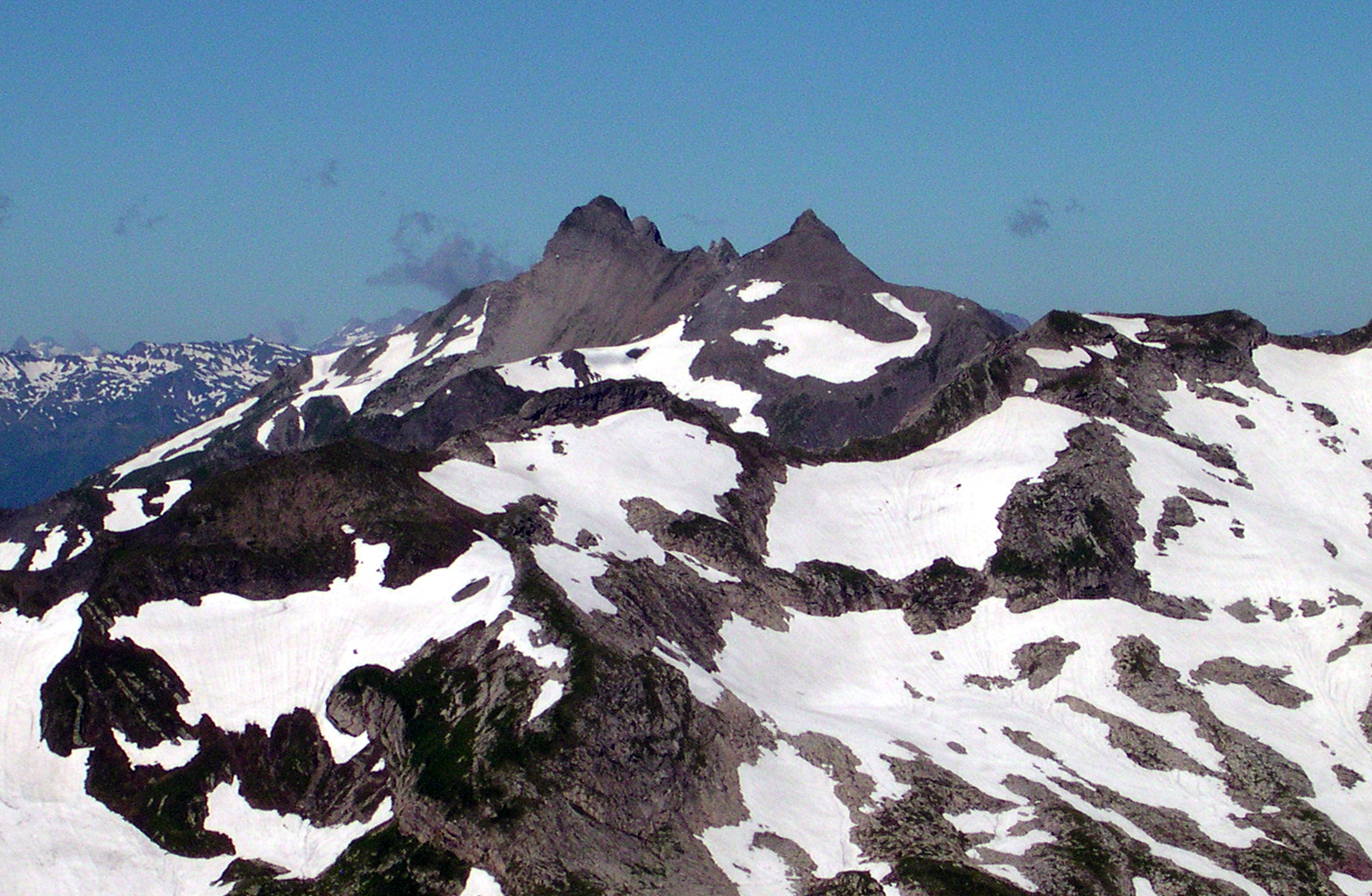
Grauspitzen la montaña más alta en Liechtenstein

Aproximadamente la mitad del territorio de Liechtenstein es montañoso. Liechtenstein se encuentra en su totalidad en el Rhaetikon, por lo que, según la división de los Alpes, se asigna a los Alpes orientales (división de los Alpes en dos partes) o a los Alpes centrales (división de los Alpes en tres partes).
El punto más alto de Liechtenstein es el Vordere Grauspitz (Vordergrauspitz) con una altitud de 2.599 m sobre el nivel del mar, mientras que el punto más bajo es el Ruggeller Riet con una altitud de 430 m sobre el nivel del mar.
En total, hay 32 montañas en Liechtenstein con una altitud de al menos 2000 metros. El Falknishorn, con 2.452 metros sobre el nivel del mar, es la quinta montaña más alta de Liechtenstein y representa el punto más meridional del país. El triángulo fronterizo Liechtenstein-Graubünden-Vorarlberg es el Naafkopf (2570 m s.n.m.).
Además de los picos de la cadena alpina, que pertenecen a los Alpes calcáreos, dos inselbergs, el Fläscherberg (1135 m s.n.m.) en el sur y el Eschnerberg (698 m s.n.m.) en el norte, se elevan desde el valle del Rin y pertenecen a la cubierta helvética o zona del flysch de los Alpes El Eschnerberg representa una importante zona de asentamiento en el Unterland de Liechtenstein.

### Geología

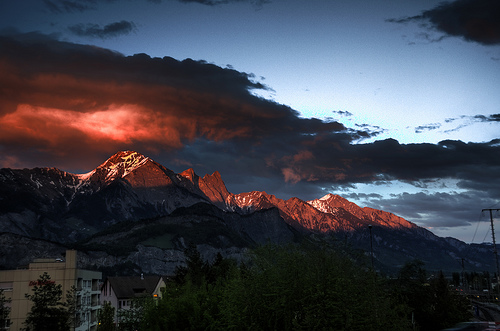
Falknis en la frontera entre Suiza y Liechtenstein

Liechtenstein está situado en el extremo occidental del Rhaetikon y, por tanto, en el extremo geológico occidental de los Alpes Orientales. El país ocupa una posición central en la zona fronteriza este-oeste de los Alpes. La estructura geológica de Liechtenstein está formada por tres espacios marinos regionalmente diferentes.
La estructura geológica de Liechtenstein se forma en tres ambientes marinos regionalmente distintos, que se formaron en épocas y facies diferentes. Los ambientes deposicionales forman la estructura geológica tripartita del Principado en mantos a modo de tienda: en la parte inferior están los Alpes Occidentales, los Alpes Calcáreos Helvéticos. Las rocas proceden del Jurásico y del Cretácico. La sedimentación se produjo en un mar poco profundo que poco a poco se hizo más profundo. En el proceso se formaron areniscas y margas, además de calizas.
En el centro, al este del Rin, con el que Liechtenstein limita al oeste, hay un grueso paquete de capas con varias rocas de flysch. Se atribuyen al periodo peninsular. El origen de los depósitos marinos está fechado en el Cretácico Superior y el Terciario Antiguo. Su composición consiste en la alternancia de capas de lodolita, arenisca, marga y arenisca calcárea. La zona de flysch del sur estaba recubierta por una masa sedimentaria.
El piso geológico más alto de los Alpes Orientales está formado por la cubierta del Lechtal, que se divide en témpanos en Liechtenstein.

### Geomorfología

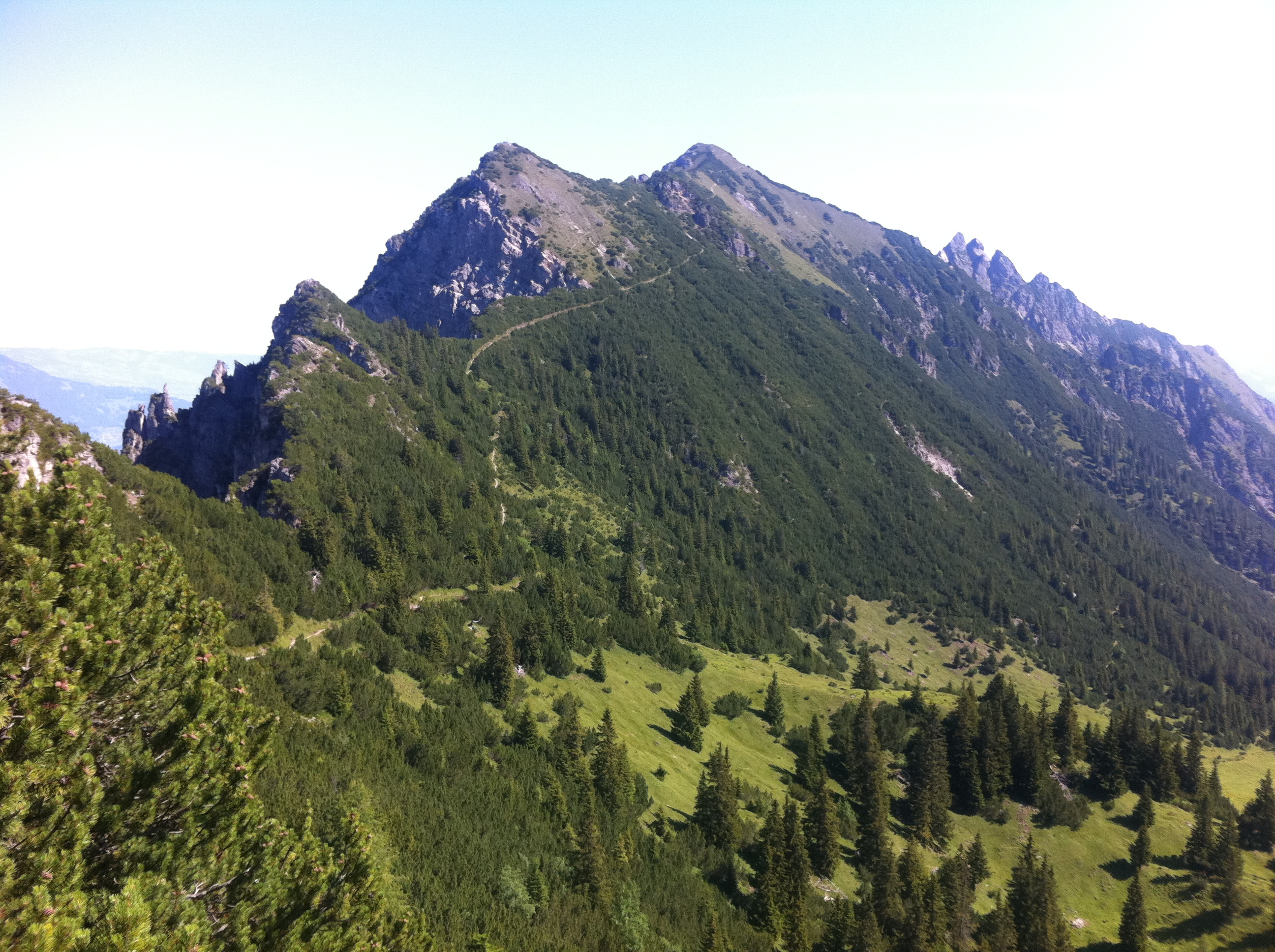
Saroja en la frontera entre Austria y Liechtenstein

Geomorfológicamente, Liechtenstein consta de dos partes: Por un lado está la llanura a lo largo del Rin en el oeste, mientras que en el otro lado en el este hay altas montañas. Una característica geológica especial es que el extremo occidental del Rätikon forma el final geológico de los Alpes Orientales como parte de una microplaca arrancada de África. Las rocas de las montañas y colinas de Liechtenstein están formadas casi en su totalidad por sedimentos marinos. En la parte superior se encuentra la cubierta del Lechtal, formada por varios témpanos, que se encuentra sobre una gran capa de roca de flysch. Por debajo de la capa de roca del flysch se encuentran los Alpes Calcáreos Occidentales, que se formaron por litogénesis en los periodos Mesozoico y Terciario en la Tetis «mediterránea primitiva». A través de los procesos de movimiento tectónico procedentes del sur y del este, la placa africana se superpuso y solapó con los mantos europeos Helveticum y Flysch. La tectogénesis dio lugar a procesos extensionales, de plegado, metamorfosis, descamación y formación de fracturas. En las laderas de los valles escarpados, la placa africana formó una nueva capa.
Cursos de agua cortos se formaron en las laderas de los valles escarpados. Esto condujo a la formación de valles desgarrados, zanjas, barrancos y cañadas. Debido a la facilidad de erosión de la roca del flysch y a la dolomita principal que se encuentra allí al mismo tiempo, se formaron conos de escombros y montones. Al final de la Würmkaltzeit, cuando los glaciares de hasta 1.700 m de altura se encontraban en el territorio del actual Liechtenstein, se depositaron las corrientes de hielo del glaciar del Rin, arrastrando con ellas material morrénico que fue transportado desde el sur. Hacia el 14.500 a. C., el glaciar del Rin se había retirado definitivamente de la zona de Liechtenstein. En el flanco sureste del Eschnerberg aparecieron drumlins de hasta 1600 m de longitud.

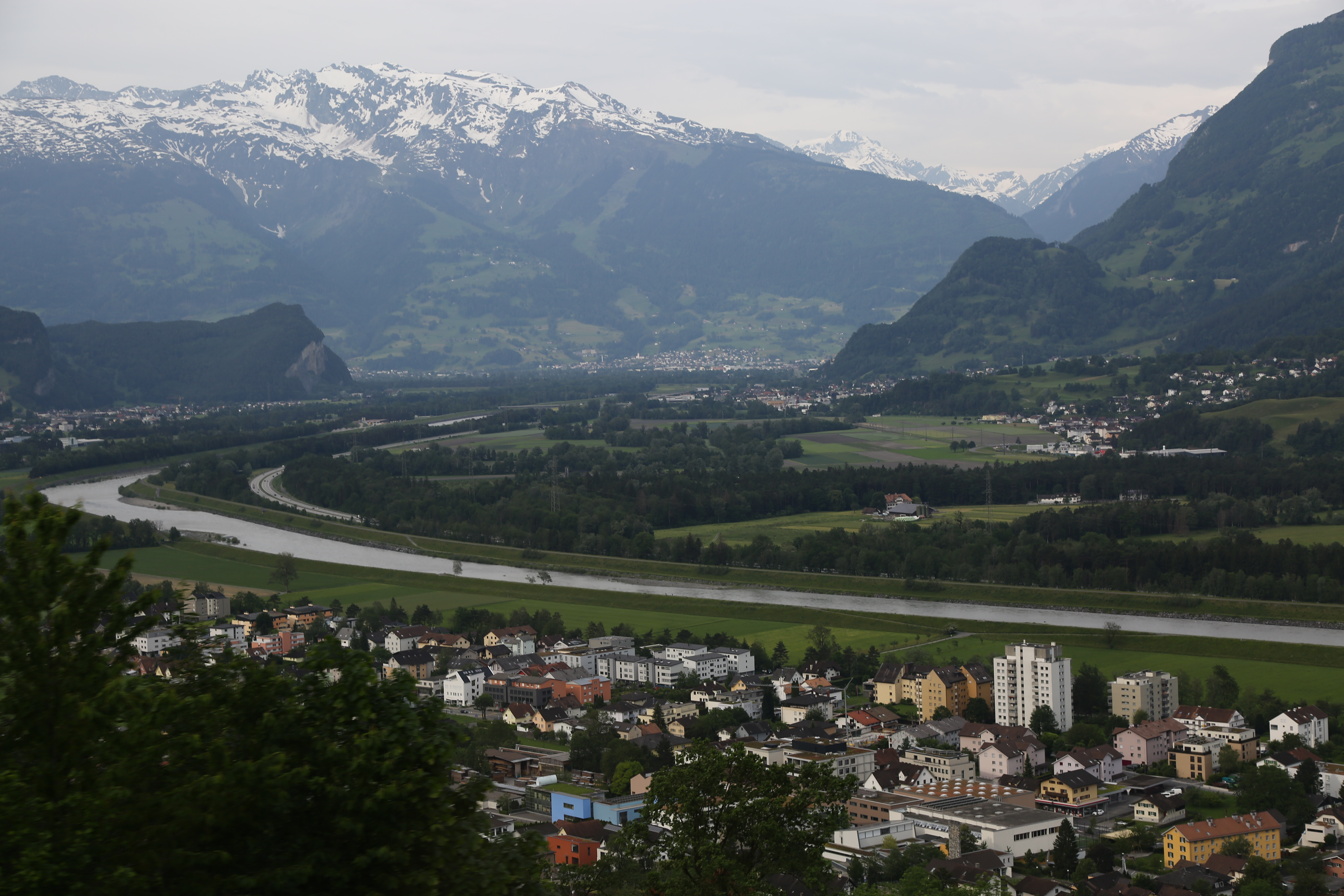
El Río Rin marca parte de los límites entre Suiza y Liechtenstein y ha producido diversas inundaciones a través de los años

### Catástrofes naturales
Las inundaciones siempre han sido una amenaza en Liechtenstein, especialmente las del Rin. La primera inundación del Rin de la que se tiene constancia data de 1343. Entre los siglos XV y XIX se pueden rastrear 48 inundaciones en el Rin alpino. La sobreexplotación de los bosques de los Grisones en los siglos XVIII y XIX hizo que se depositara más carga en el lecho y que se elevara gradualmente el lecho del río debido al aumento de los desgarros y desprendimientos. Para solucionarlo, Suiza y Liechtenstein firmaron un tratado en 1837 que sentó las bases de las actuales estructuras de protección del Rin. Las numerosas inundaciones del siglo XIX llevaron al país empobrecido al borde de la ruina. En septiembre de 1927, el Rin inundó por última vez el valle al norte de Schaan.
A pesar del peligro inminente de destrucción por desprendimientos, se construyeron asentamientos en la zona de los conos de escombros, ya que la llanura del Rin era pantanosa y estaba sujeta a inundaciones periódicas. Los daños causados por los desprendimientos de tierra se registran con frecuencia, por ejemplo, en Vaduz en 1666 y 1817. Tras las fuertes inundaciones del verano de 1854, se construyeron las primeras defensas contra las inundaciones. A pesar de las grandes inversiones en las estructuras de Rüfe, sigue existiendo un riesgo, como demostró un suceso devastador en Triesenberg y Triesen en 1995.
El Viento foehn o viento seco multiplico los reportes de incendios de pueblos y bosques en el Oberland. Las avalanchas destruyeron nueve cabañas en Malbun en 1951 y 15 casas de vacaciones en 1999. El número de puntos peligrosos se ha reducido considerablemente desde la década de 1970 gracias al apuntalamiento y la repoblación forestal.

## Economía

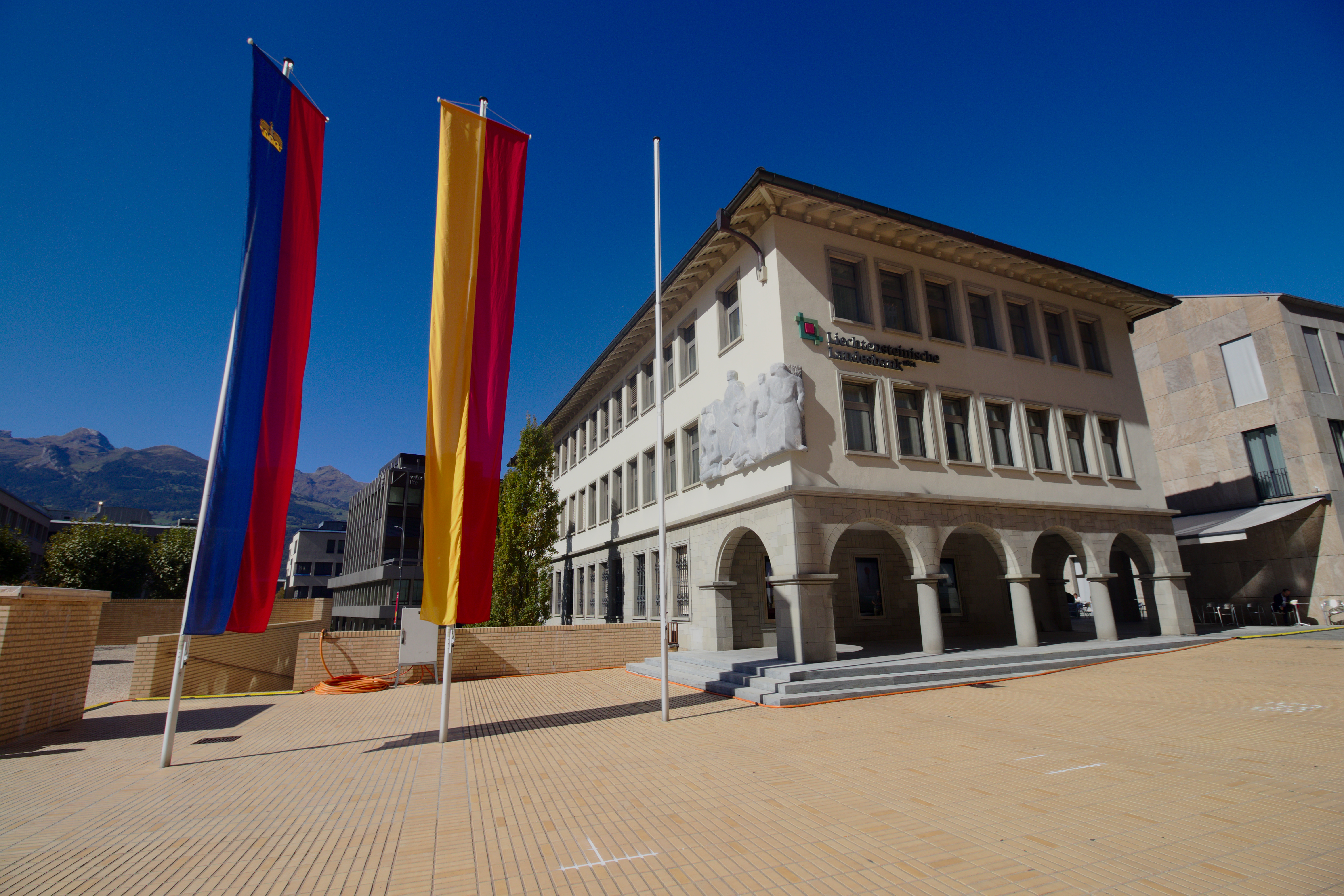
Banco Nacional de Liechtenstein en Vaduz

Las bases económicas son el turismo y los servicios financieros, que se benefician de las condiciones fiscales. A pesar de su pequeño tamaño y sus recursos naturales limitados, Liechtenstein ha desarrollado una economía próspera, altamente industrializada de libre mercado con un sector de servicios financieros importantes y una forma de vida a la par de las áreas urbanas de sus vecinos europeos más grandes. Los bajos impuestos de los negocios, con un máximo de un 18 %, y unas leyes de incorporación al comercio muy permisivas han llevado a aproximadamente 73 700 compañías a establecer oficinas nominales en Liechtenstein, lo que supone el 30 % de los ingresos estatales.
Con motivo de un escándalo fiscal (2007) por la evasión de capitales de ciudadanos alemanes hacia Liechtenstein, se ha puesto de manifiesto que el sistema financiero del país actúa como un paraíso fiscal. La Unión Europea se plantea exigir un mayor control sobre su sistema bancario, hasta ahora muy opaco por permitir el funcionamiento de 75 000 fundaciones cuyos miembros pueden ocultar su verdadera identidad (en un país de 35 000 habitantes, un tercio de ellos extranjeros). Se estima que de no contar con ese recurso, se pondría en peligro su propia supervivencia económica, ya que los depósitos bancarios en Liechtenstein ascienden a 100 000 millones de euros, base de un sector financiero que alcanza la tercera parte del PIB.
De otra parte hay facilidades para ocultar información allí, permitiendo guardar al máximo el secreto bancario, en lo cual, muchas naciones han presionado al principado a hacer reformas en el sistema financiero para detectar y evitar la evasión fiscal.
El país tiene una unión económica con Suiza y usa el franco suizo como moneda nacional, aunque antes tenía su propia moneda, el franco liechtensteiniano. Importa aproximadamente el 90% de la energía que consume. Liechtenstein es miembro del Espacio Económico Europeo (una organización que sirve de vínculo entre la Asociación Europea de Libre Comercio y la Unión Europea) desde mayo de 1995. El gobierno está trabajando para conseguir ajustar su política económica a las directrices ya integradas en Europa.

### Impuestos

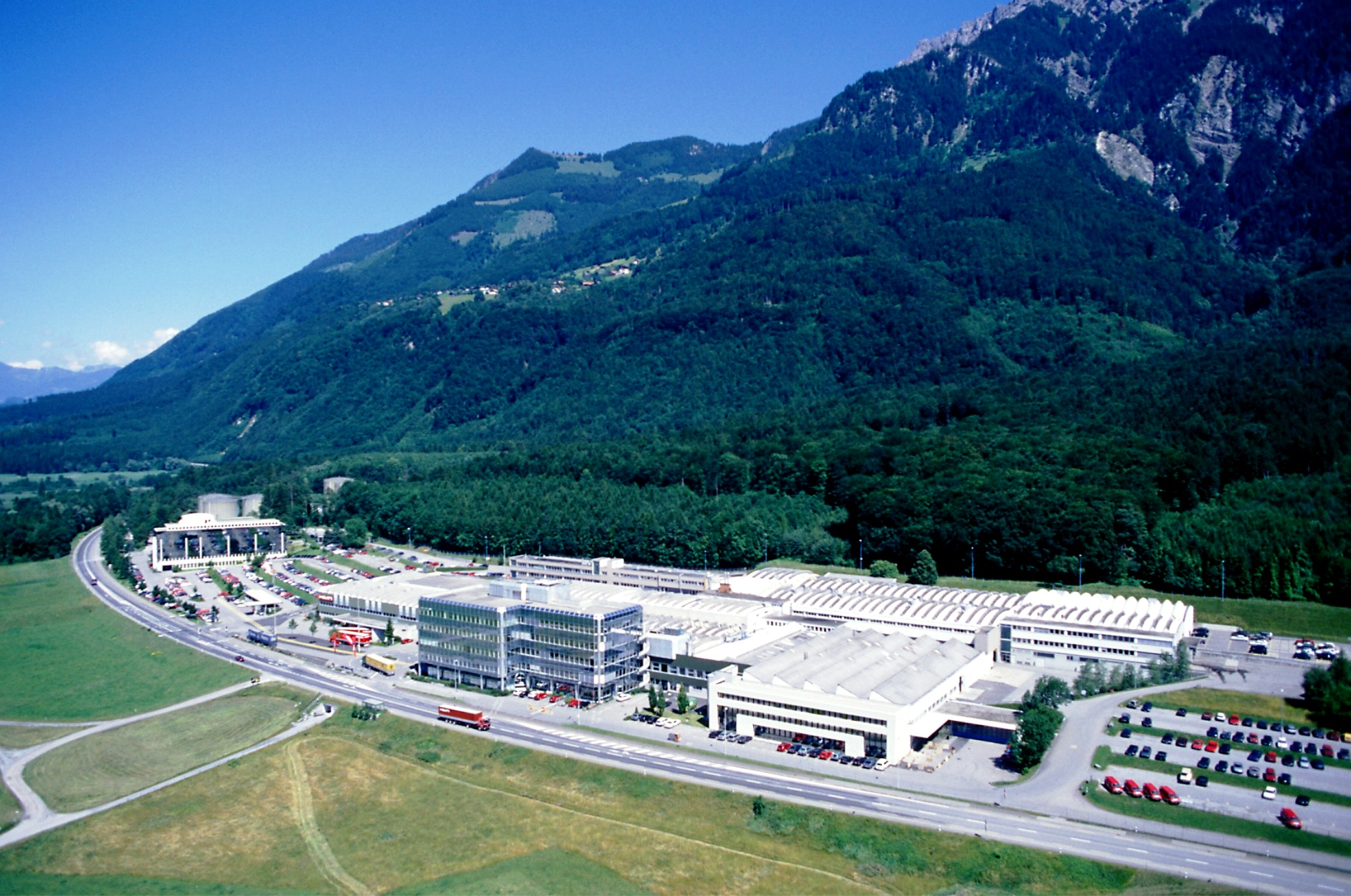
Sede central de Hilti AG en Schaan, principado de Liechtenstein

El gobierno de Liechtenstein grava la renta personal, la renta empresarial y el capital (patrimonio). El tipo básico del impuesto sobre la renta de las personas físicas es del 1,2%. Cuando se combina con el impuesto adicional sobre la renta impuesto por las comunas, el tipo combinado del impuesto sobre la renta es del 17,82%. El impuesto sobre la renta adicional del 4,3% se aplica a todos los empleados en el marco del programa de seguridad social del país. Este tipo es más elevado para los autónomos, hasta un máximo del 11%, lo que hace que el tipo máximo del impuesto sobre la renta sea aproximadamente del 29% en total. El tipo impositivo básico sobre el patrimonio es del 0,06% anual, y el tipo total combinado es del 0,89%. El tipo impositivo sobre los beneficios de las empresas es del 12,5%.
El impuesto sobre donaciones y sucesiones de Liechtenstein varía en función del parentesco del receptor con el donante y de la cuantía de la herencia. El impuesto oscila entre el 0,5% y el 0,75% para los cónyuges y los hijos y entre el 18% y el 27% para los receptores sin parentesco. El impuesto sobre el patrimonio es progresivo. Liechtenstein ha recibido anteriormente importantes ingresos de las Stiftungen («fundaciones»), entidades financieras creadas para ocultar el verdadero propietario de las participaciones financieras de los extranjeros no residentes. La fundación se registra a nombre de un liechtensteiniano, a menudo un abogado. Este conjunto de leyes solía convertir a Liechtenstein en un popular paraíso fiscal para personas y empresas extremadamente ricas que intentaban evitar o evadir impuestos en sus países de origen. En los últimos años, Liechtenstein ha mostrado una mayor determinación a la hora de perseguir a los blanqueadores de dinero internacionales y ha trabajado para promover una imagen de centro financiero legítimo. 

Volksbank Liechtenstein (Banco Popular de Liechtenstein) en Schaan

En febrero de 2008, el banco LGT del país se vio implicado en un escándalo de fraude fiscal en Alemania, que tensó la relación de la familia gobernante con el gobierno alemán. El príncipe heredero Alois acusó al gobierno alemán de traficar con bienes robados, refiriéndose a la compra por 7,3 millones de dólares de información bancaria privada ofrecida por un antiguo empleado del grupo LGT. El subcomité del Senado de Estados Unidos sobre bancos en paraísos fiscales dijo que el banco LGT, propiedad de la familia principesca, y en cuyo consejo de administración participan, «es un socio dispuesto y un cómplice de clientes que intentan evadir impuestos, esquivar a los acreedores o desafiar las órdenes judiciales».
El asunto fiscal de Liechtenstein de 2008 llevó a una serie de investigaciones fiscales en numerosos países cuyos gobiernos sospechan que algunos de sus ciudadanos han evadido sus obligaciones fiscales utilizando bancos y fideicomisos en Liechtenstein; el asunto se abrió con el mayor complejo de investigaciones jamás iniciado por evasión fiscal en Alemania. También se vio como un intento de presionar a Liechtenstein, entonces uno de los restantes paraísos fiscales no cooperativos —junto con Andorra y Mónaco— identificados por la Organización para la Cooperación y el Desarrollo Económico, con sede en París, en 2007. El 27 de mayo de 2009, la OCDE retiró a Liechtenstein de la lista negra de países no cooperantes.
En agosto de 2009, el departamento gubernamental británico HM Revenue & Customs acordó con Liechtenstein comenzar a intercambiar información. Se cree que hasta 5000 inversores británicos tienen aproximadamente 3000 millones de libras depositadas en cuentas y fideicomisos en el país.
En octubre de 2015, la Unión Europea y Liechtenstein firmaron un acuerdo fiscal para garantizar el intercambio automático de información financiera en caso de litigios fiscales. La recopilación de datos comenzó en 2016, y es un paso más para equiparar al principado con otros países europeos en lo que respecta a su fiscalidad de los particulares y los activos de las empresas.

### Turismo

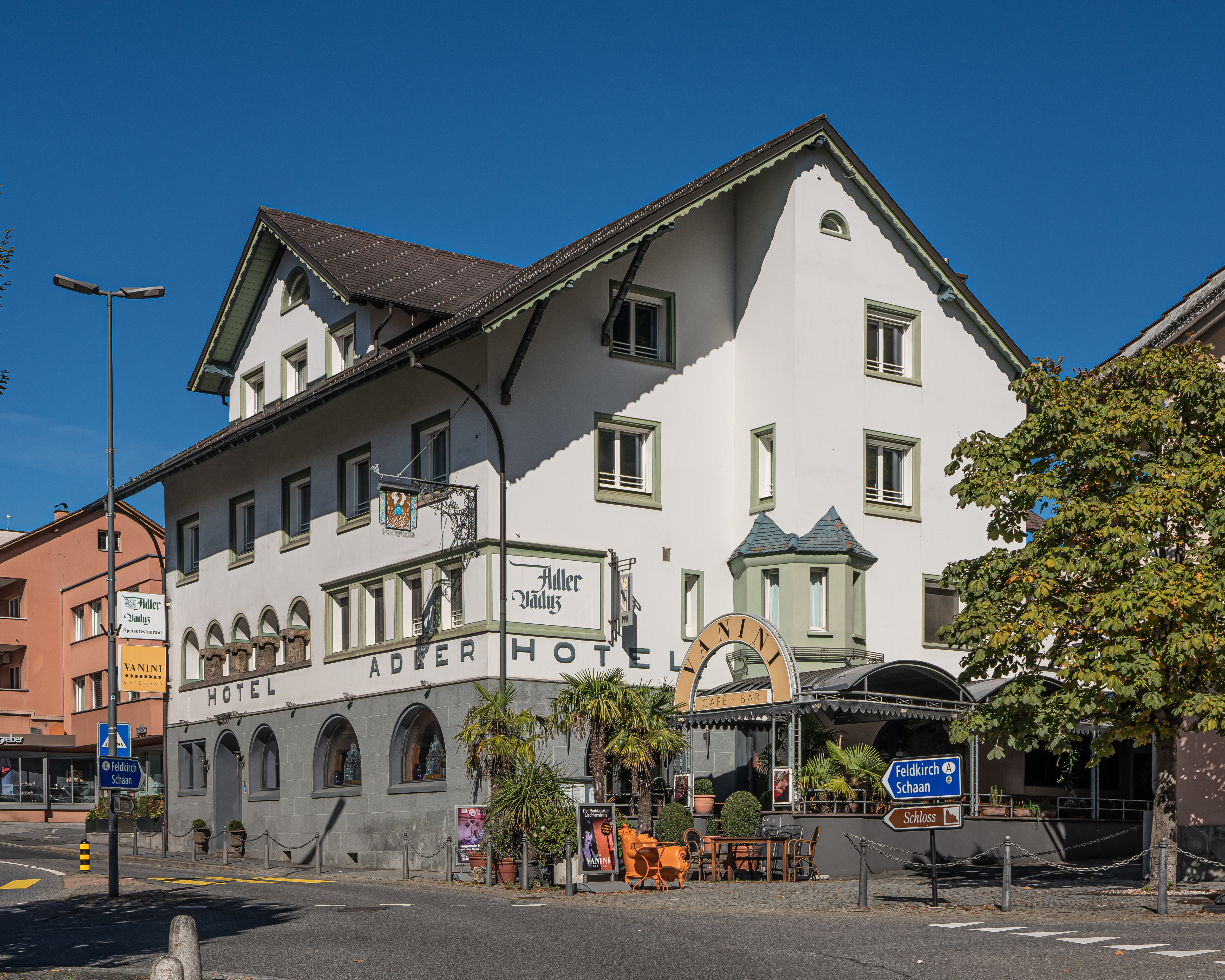
El Hotel Adler en Vaduz

Aunque los viajeros pasaron por Liechtenstein desde el principio, el apogeo del turismo en el Principado comenzó a mediados del siglo XIX, tras la conexión de Liechtenstein a la red ferroviaria europea en 1872 y la posterior construcción de los llamados balnearios (aéreos).
En 1909 se fundó la sección de Liechtenstein del Club Alpino Germano-Austriaco para apoyar el emergente turismo de senderismo. Después de la Gran Depresión, los suizos sustituyeron a los alemanes como grupo más importante de visitantes.
Como resultado de la creciente prosperidad, la difusión del derecho a vacaciones legales y del automóvil, y las mejoras en la infraestructura general, se produjo un fuerte crecimiento en el número de huéspedes después de la Segunda Guerra Mundial. El cambio del turismo de verano al de invierno se inició a principios de los años 60 con la construcción de remontes y hoteles en el valle de Malbun.

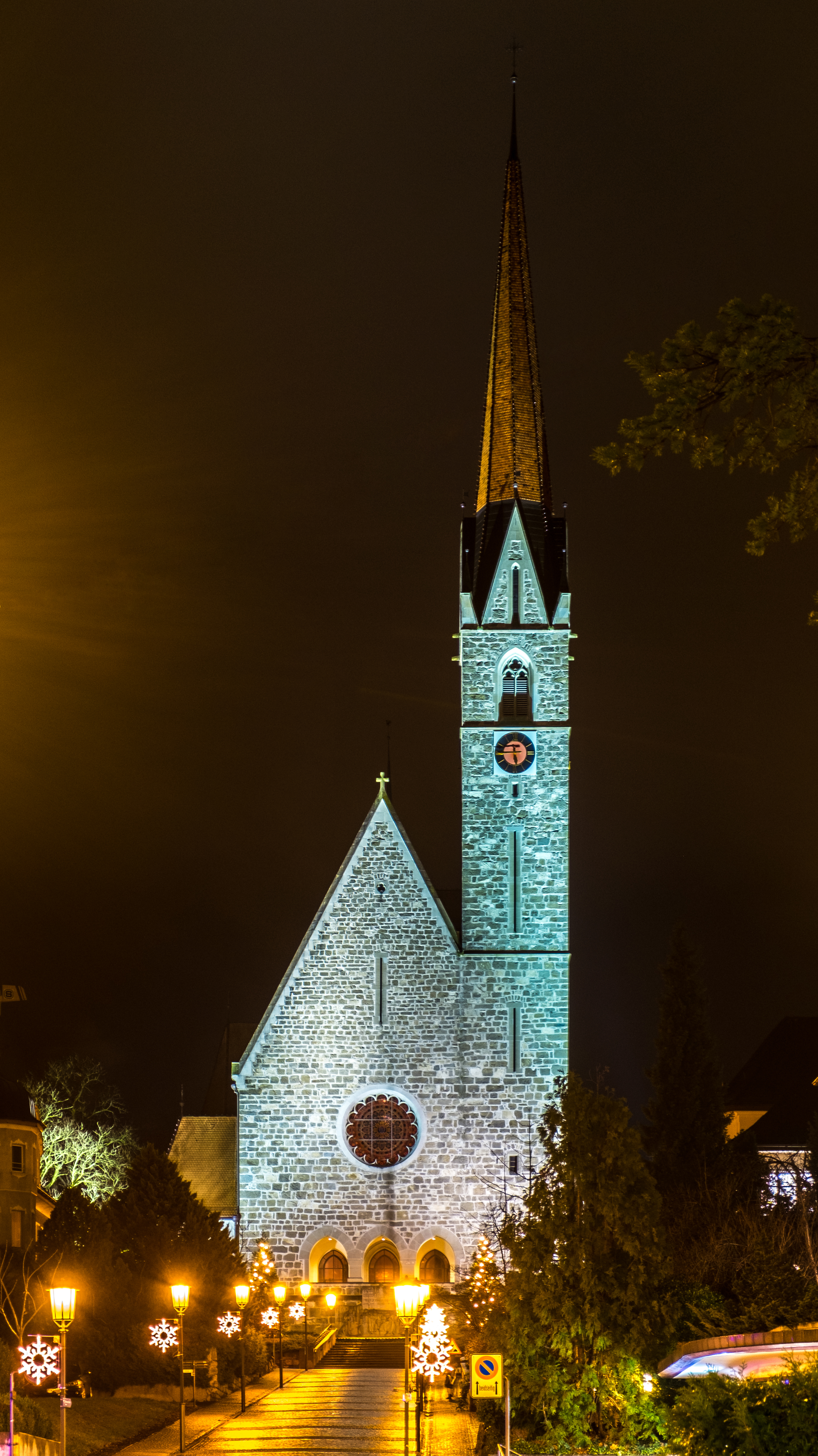
Iglesia parroquial de San Lorenzo de Roma en Schaan (Die Pfarrkirche St. Laurentius)

En aquella época, el turismo era principalmente recreativo, de senderismo y de esquí, y la región se beneficiaba además de las excursiones de un día y del tráfico de negocios. A partir de los años 50, la duración media de la estancia descendió a menos de dos noches debido a los viajes cortos y al turismo de negocios, y desde entonces se ha estancado.
Desde hace algún tiempo, los viajes de ida y vuelta por Europa de los viajeros, principalmente asiáticos, en autobús hacen paradas más frecuentes en Liechtenstein. El turismo nunca ha sido un factor importante en la economía nacional debido a su limitado potencial cultural y paisajístico; sólo el 3% de la población activa estaba empleada en este sector en 2007. La primera asociación de turismo de Liechtenstein, que sin embargo también abarcaba Vorarlberg, se fundó ya en 1900 e inició la promoción del turismo en el Principado. En 1952, Liechtenstein se unió a la Asociación de Turismo de la Suiza Nororiental y en 1964 a la Oficina de Turismo de Suiza (más tarde «Suiza Turismo»). En 1944 entró en vigor una primera «Ley de Turismo» destinada a promover el turismo y recaudar impuestos. En el año 2000, la promoción del turismo se transfirió a la institución de derecho público «Liechtenstein Tourism».
En 2017, hubo un aumento del 14,7% en las llegadas y del 16,3% en las pernoctaciones en comparación con el año anterior.
Como parte del aniversario «300 años del Principado de Liechtenstein», la ruta de senderismo de 75 kilómetros Liechtenstein-Weg se reabrió en mayo de 2019.

## Demografía

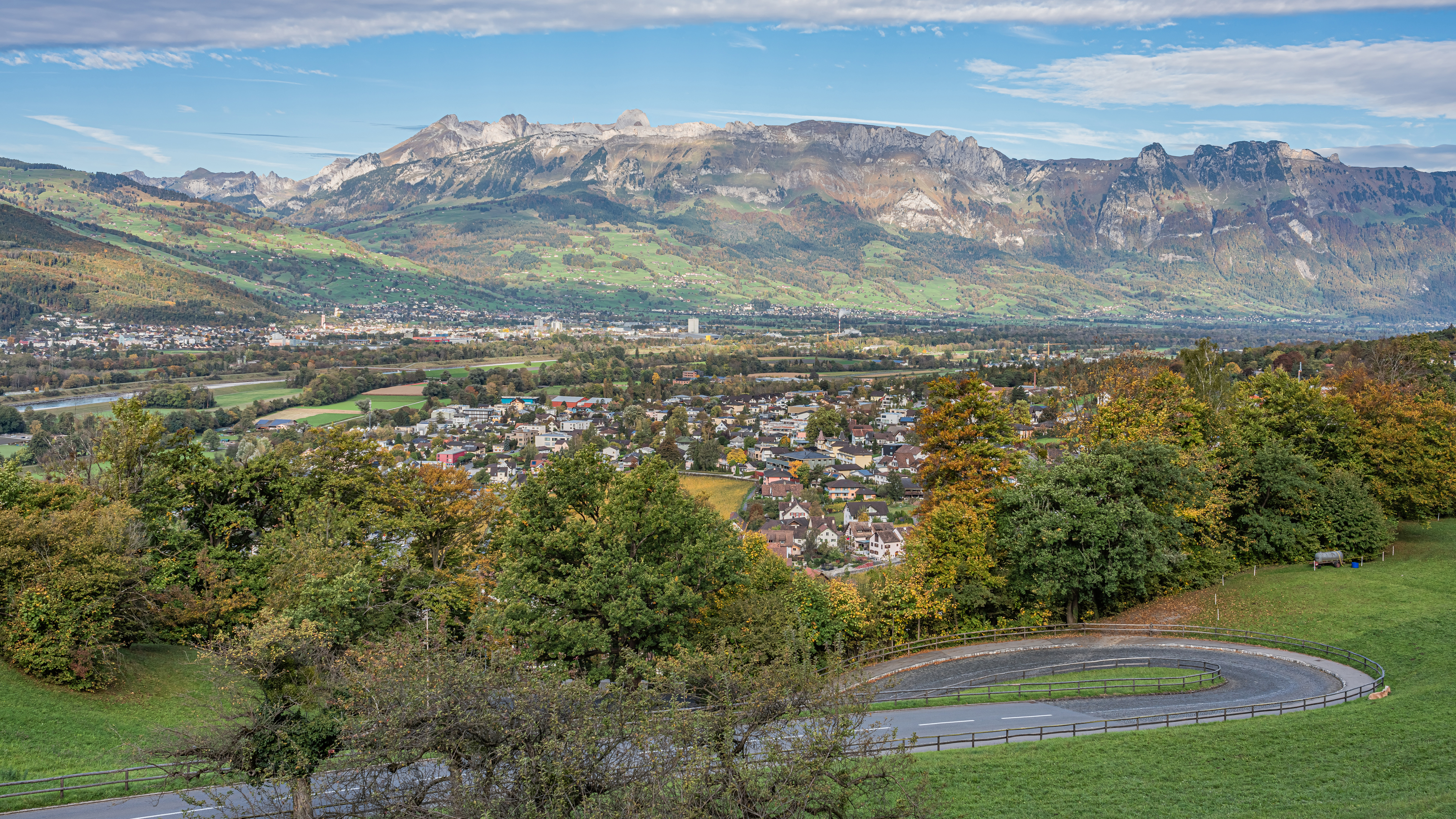
Vaduz, capital del país.

Es un estado de Europa central, localizado entre Austria y Suiza. El sector occidental corresponde a la llanura aluvial del Rin, y el oriental, montañoso, de más de 2000 m de altitud, a los Alpes réticos. Culmina en los picos Augstenberg (2359 m) y Plassteikoft (2356 m).
Liechtenstein es el cuarto país más pequeño de Europa, después de la Ciudad del Vaticano, Mónaco y San Marino. Alrededor de un tercio de su población residente está compuesta por extranjeros, sobre todo alemanes, austriacos, suizos e italianos.
La población autóctona hablaba alemánico, sin embargo, el idioma oficial del país es el alemán.
Aparte del príncipe, la persona más famosa de Liechtenstein es Hanni Wenzel, de origen alemán, quien ganó dos títulos olímpicos en 1980 en esquí alpino. Según la Constitución de Liechtenstein, el catolicismo es la religión oficial del Estado.
Liechtenstein tenía una población total de 38.557 habitantes a 30 de junio de 2019.
En 2019, el crecimiento de la población fue del 0,9% (aumento de 356 personas). La densidad de población media es de unas 238 personas por kilómetro cuadrado.
El último niño nació en el Hospital Nacional de Liechtenstein en la primavera de 2014. Desde abril de 2014, las futuras madres de Liechtenstein tienen que ir al extranjero para dar a luz en el hospital porque la única maternidad del país está cerrada.

### Evolución histórica

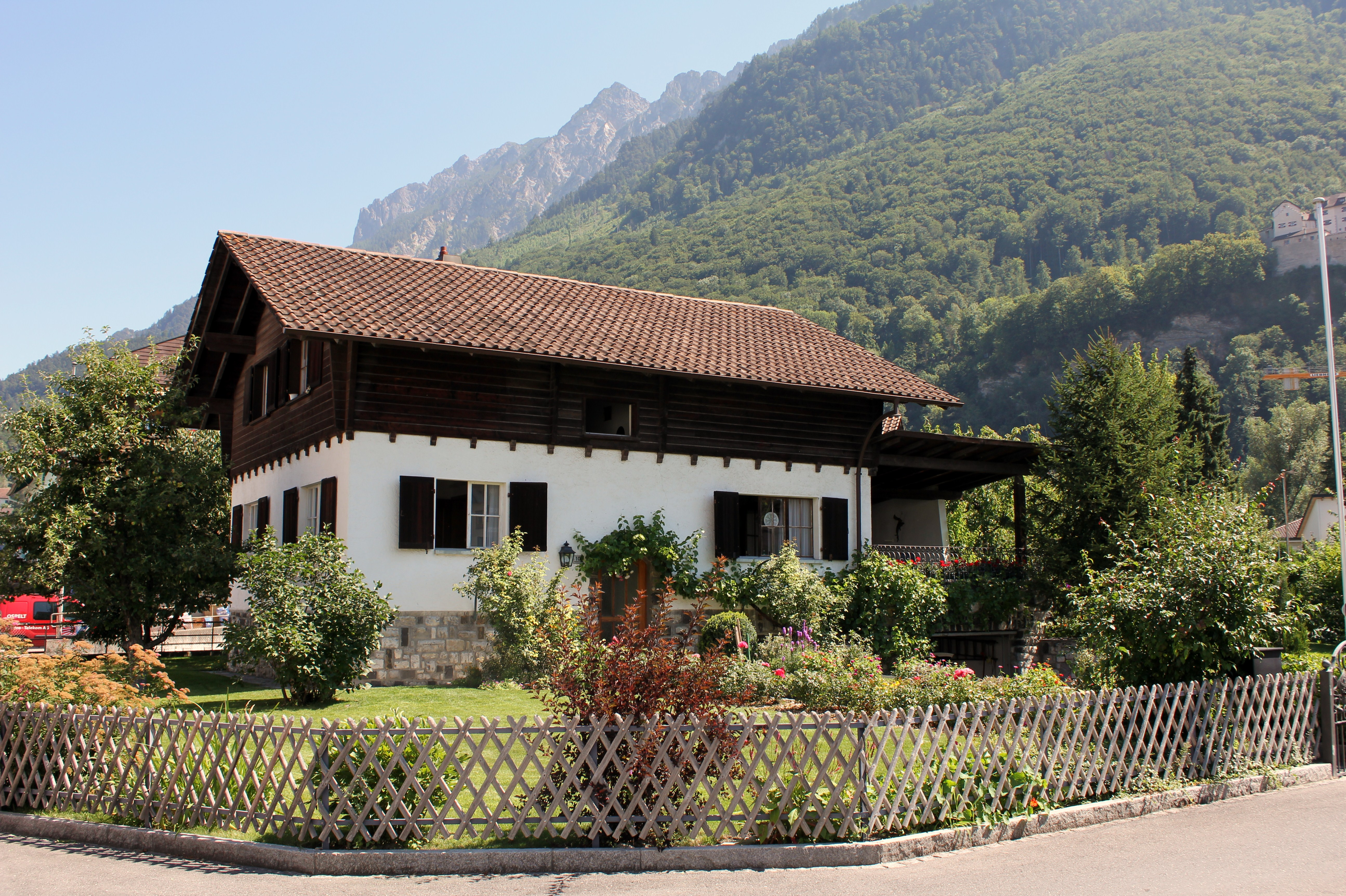
Casa típica de Liechtenstein

No existen cifras fiables sobre la población de lo que hoy es Liechtenstein en la Edad Media. Hasta 1584 no se realizó la primera estimación, según la cual en el condado de Vaduz vivían unas 2500 personas y en el de Schenkenberg unas 1300, es decir, unos 3800 habitantes en total.
No hay cifras disponibles para el periodo de la guerra de los Treinta Años, pero se puede suponer que la población -como en el resto de Europa Central- se estancó o disminuyó. A partir de entonces, aumentó considerablemente hasta que se produjo un nuevo estancamiento debido a una sucesión de epidemias y crisis alimentarias entre 1730 y 1760, aproximadamente; igualmente, durante las Guerras de Liberación napoleónicas, en las que incluso se produjo un ligero descenso de la población después de que las tropas austriacas trajeran epidemias en 1796. Después, la población volvió a crecer hasta 1840, para volver a estancarse. Sin embargo, el crecimiento de la población a principios del siglo XIX fue tan elevado que surgió el temor a un empobrecimiento general, al que se reaccionó políticamente con medidas restrictivas como la limitación del matrimonio, cuyo éxito, sin embargo, se desconoce.
No fue hasta principios del siglo XX cuando se reanudó el lento crecimiento, interrumpido por la salida de trabajadores extranjeros durante la Primera Guerra Mundial. Después de la Segunda Guerra Mundial, la población aumentó rápidamente como resultado de la mejora económica, principalmente debido a la afluencia de trabajadores extranjeros.

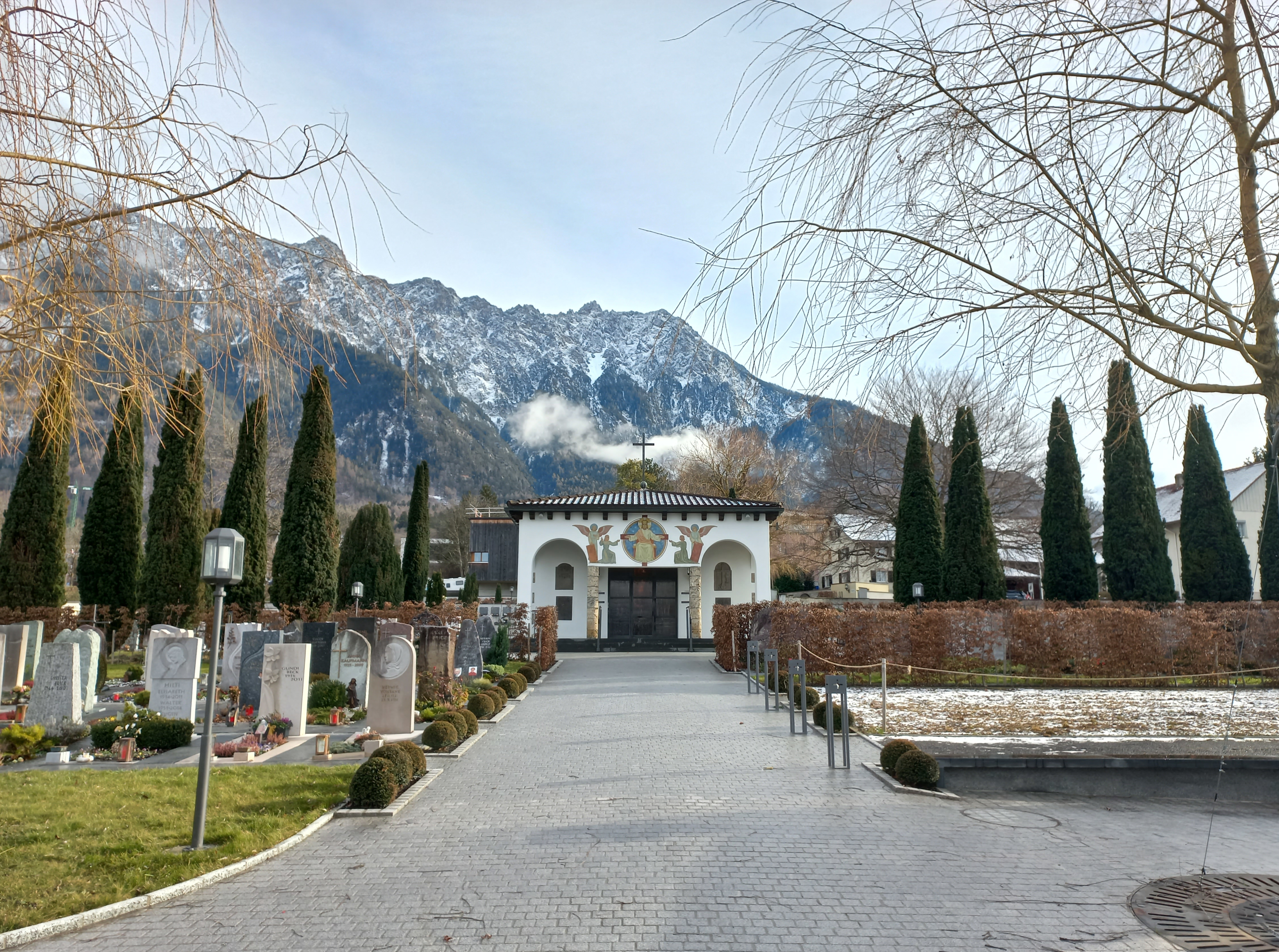
Capilla del cementerio de Schaan, Liechtenstein. Construida en 1934 según los planos del arquitecto alemán Erwin Hinderer.

### Tasa de natalidad y mortalidad
A principios de la época moderna, la tasa de mortalidad era varias veces superior a la de natalidad durante las fases de estancamiento. Aunque la tasa de natalidad aumentó considerablemente a finales del siglo XVIII, la tasa de mortalidad disminuyó a largo plazo desde principios del siglo XIX debido a las mejoras higiénicas y médicas, así como a las del suministro de alimentos. 
Las epidemias, que siempre se han repetido con cierta regularidad a lo largo de la historia, ahora se hicieron más raras, por un lado, y, sobre todo, ya no significaban la muerte de un enfermo con una probabilidad tan alta. Esto también se observa en la esperanza de vida, que pasó de 29 años en la década de 1830 a 39 a principios del siglo XX, 62 a principios de la década de 1960 y 76 en 2003.
A medida que avanzaba la industrialización, el número de hijos por familia disminuía porque ya no eran necesarios en las labores agrícolas, sino que eran una carga económica. Esta tendencia se vio brevemente interrumpida por el explosión de natalidad de los años 1940 y 1950, pero en los años 1960, con la crisis de la píldora, la tasa de natalidad descendió rápidamente hasta su nivel actual. Diversos factores sociales (como el aumento de los hogares unipersonales, la facilitación de los divorcios o un marcado consumismo) mantuvieron la tasa de natalidad baja a partir de entonces.

### Lengua
En Liechtenstein, según el artículo 6 de la Constitución, el alemán es la lengua oficial. Liechtenstein es el único Estado en el que el alemán es la única lengua oficial y nacional reconocida; en los demás Estados del área germanoparlante se reconocen también otras lenguas como oficiales o minoritarias.

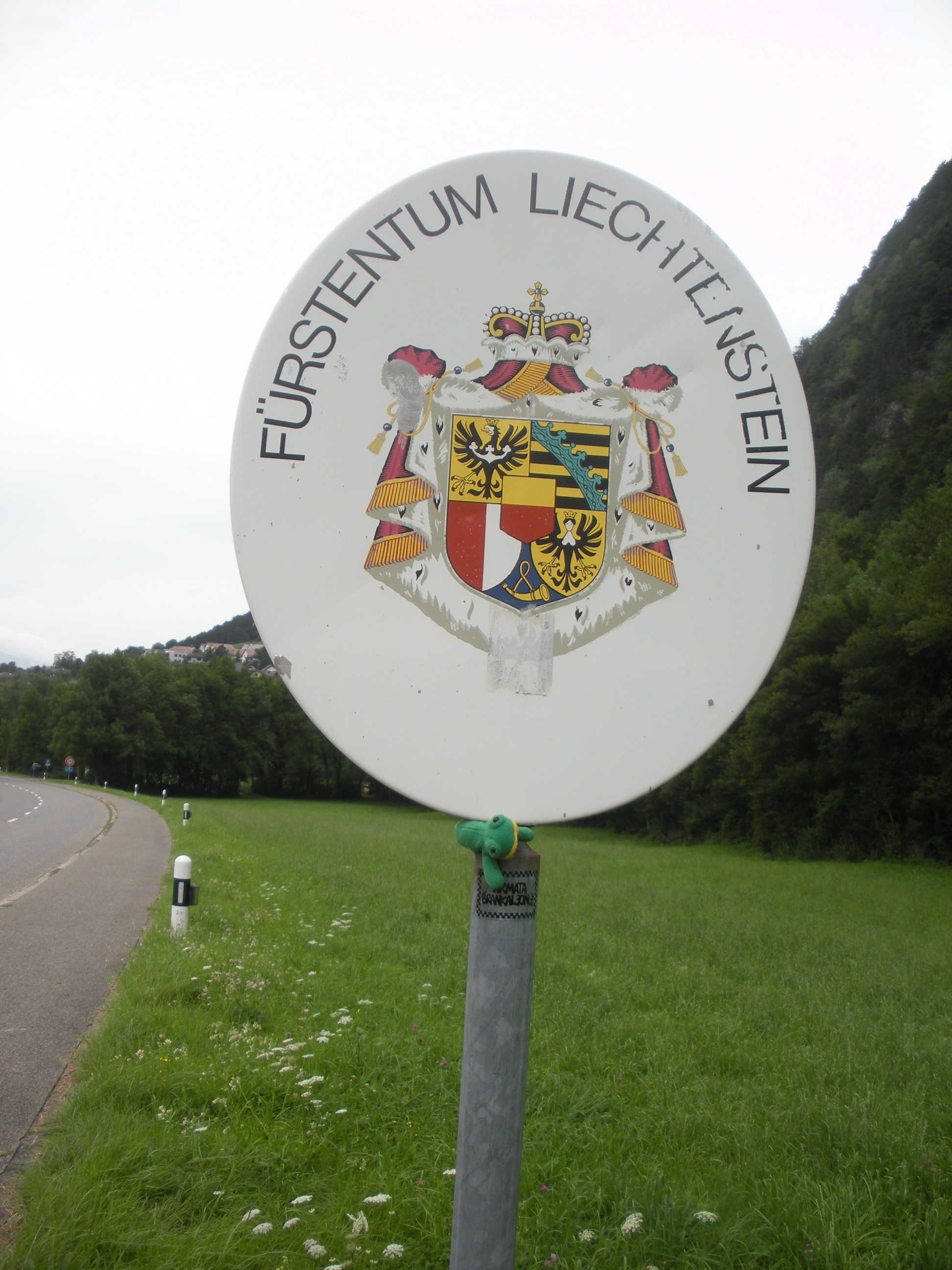
Cartel en Balzers escrito en alemán que dice «Principado de Liechtenstein»

La lengua escrita y de los medios de comunicación suele ser el dialecto conocido como alto alemán suizo. En Liechtenstein, al igual que en Suiza, se escribe una doble s en lugar de la ß.
La población de Liechtenstein habla varios dialectos de Liechtenstein, la gran mayoría de los cuales pertenecen a un dialecto de transición alemánico medio-alemánico alto, ya que también se habla a través de las fronteras en el valle del Rin, en el vecino cantón de San Galo (Suiza) y en el vecino estado de Vorarlberg (Austria). Los dialectos locales difieren a veces considerablemente de un municipio a otro, pero el dialecto de Höchstalemann se distingue de los demás.
Sin embargo, el dialecto altoalemán-walser de Triesenberg se distingue todavía hoy claramente de los dialectos altoalemanes de su antigua población. Sus portadores llegaron al país alrededor del año 1300 en el curso de la migración de los Walser desde el cantón suizo de Valais. En el transcurso de la Edad Media, esta población, al igual que en toda la región del Bajo Rético, había abandonado la antigua lengua retorrománica en favor del alemánico.
El dialecto de Liechtenstein (Liachtaschtanerisch) es un término colectivo para los dialectos germánicos hablados en el Principado de Liechtenstein. Su afiliación a los subdialectos germánicos no está clara, aparte del alto alemán germánico de Walser en el Triesenberg. Sin embargo, con base en su vocalismo, el bajo y el alto alemánico se pueden caracterizar como dialectos de transición entre el alemánico medio y el alto alemánico.

### Religión
La mayoría de la población sigue al cristianismo, en especial en su forma católica. El catolicismo goza de protección a nivel legal:

«La Iglesia católica es la Iglesia del Estado y como tal debe gozar de la plena protección del Estado» - Constitución de Liechtenstein

Sin embargo Liechtenstein ofrece protección a los adherentes de todas las religiones y considera que los «intereses religiosos del pueblo» son una prioridad del gobierno. En las escuelas de Liechtenstein, aunque se permiten excepciones, la educación religiosa que promueve el catolicismo o el protestantismo (ya sea reformado o luterano, o ambos) es legalmente obligatoria.

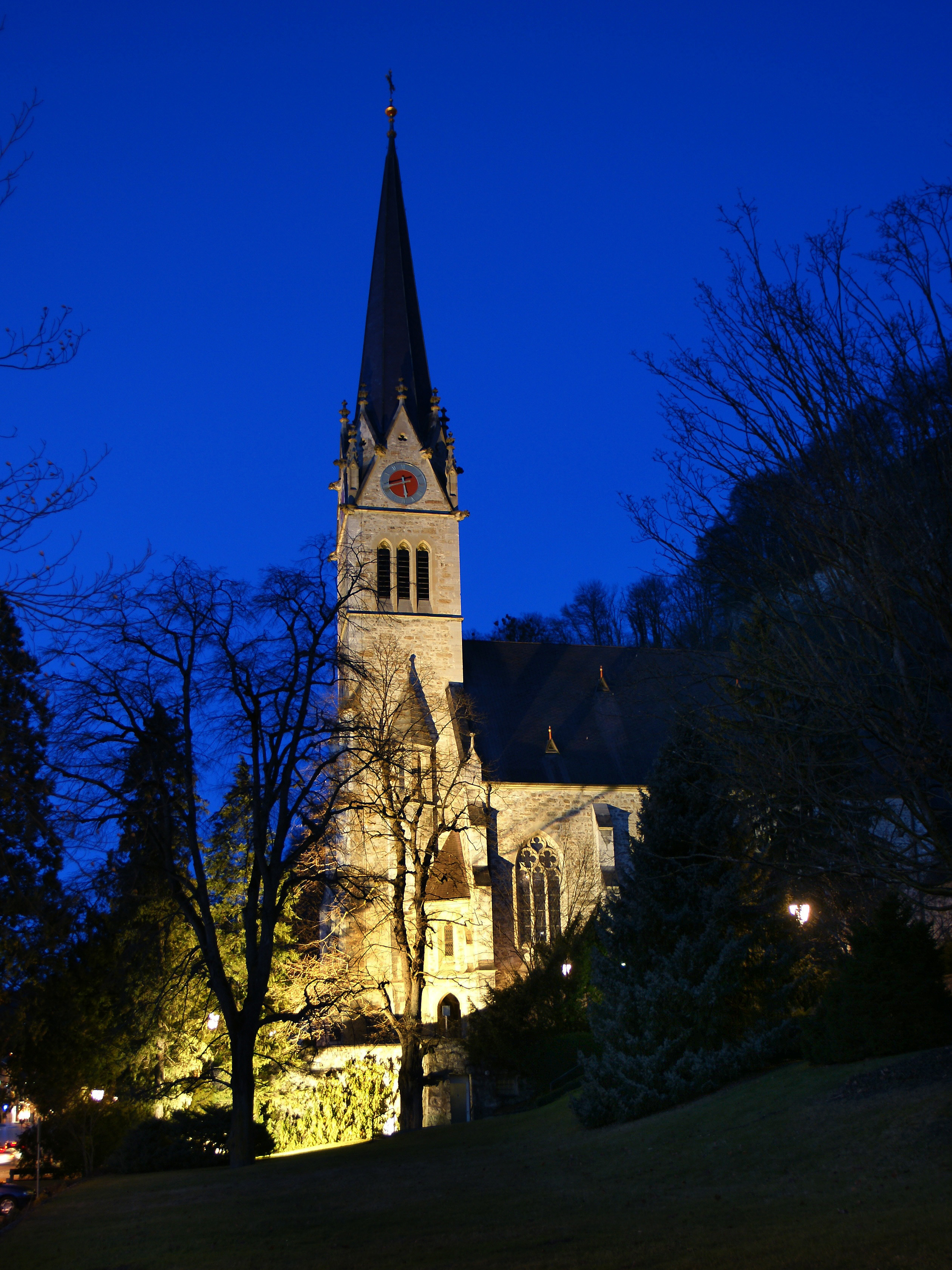
Catedral católica de Vaduz, Liechtenstein (Kathedrale St. Florin)

El Gobierno concede una exención de impuestos a las organizaciones religiosas. Según el Centro de Investigación Pew, el conflicto social causado por las hostilidades religiosas es escaso en Liechtenstein, al igual que las restricciones gubernamentales a la práctica de cualquier religión.
Según el censo de 2010, el 85,8% de la población total es cristiana, de la cual el 75,9% se adhiere a la fe católica, constituida en la archidiócesis de Vaduz, mientras que el 9,6% es protestante, organizada principalmente en la Iglesia Evangélica de Liechtenstein (una Iglesia unida, luterana y reformada) y la Iglesia evangélica luterana de Liechtenstein, o bien ortodoxa, organizada principalmente en la Iglesia ortodoxa. La religión minoritaria más importante diferente al cristianismo es el islam (5,4% de la población total).
Según la Constitución de Liechtenstein, las diferentes religiones no tienen la misma valoración. Es cierto que la Constitución garantiza la libertad de culto y de conciencia, sin embargo, la Iglesia católica, como «Iglesia nacional», está bajo la protección especial del Estado. El Arzobispado de Vaduz existe desde 1998.
Hasta el momento, en las escuelas primarias públicas se imparten clases de religión católica y protestante. Los padres pueden eximir a sus hijos de cursar esta asignatura. La introducción de clases de religión islámica en las escuelas primarias se encuentra en el 2009 todavía en fase de proyecto. Los alumnos de enseñanza secundaria (que permite el acceso posterior a la universidad) tienen la posibilidad de optar entre la asignatura «Religión y Cultura» y la asignatura de alguna confesión concreta (católica o protestante).
El Santo Patrón del Principado de Liechtenstein es San Lucio de Bretaña.

### Datos estadísticos
Liechtenstein tiene una población de 34 542 habitantes a fecha de julio de 2011.
- División por edades (julio de 2011):
  - 0-14 años: 18,0 % (3128 hombres y 3004 mujeres)
  - 15-64 años: 71,2 % (12 109 hombres y 12 112 mujeres)
  - 65 años o más: 10,8 % (1488 hombres y 2181 mujeres)
- Tasa de crecimiento de la población (2011): 1,01 %

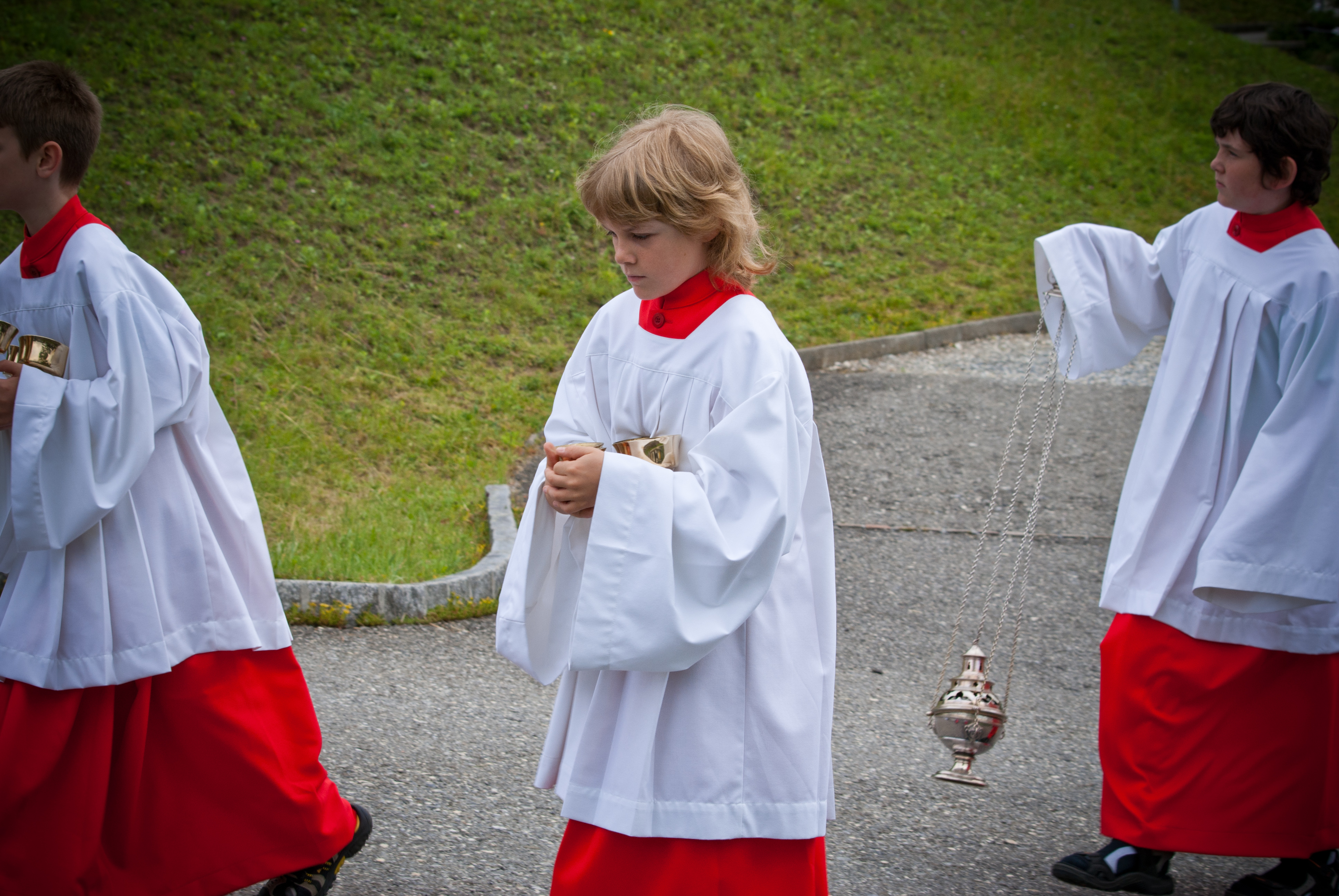
Niños de Liechtenstein en una procesión del Corpus Christi (Fronleichnamsprozession)

- Niños de Liechtenstein en una procesión del Corpus Christi (Fronleichnamsprozession)Tasa de nacimientos (2011): 12,65 nacimientos/1000 habitantes
- Tasa de fallecimientos (2011): 6,75 fallecimientos/1000 habitantes
- Tasa de migración neta: 4,93 migrantes/1000 habitantes
- Proporción de sexos (julio de 2011):
  - Al nacer: 1,26 hombres/mujer
  - Por debajo de 15 años: 1,04 hombres/mujer
  - 15-64 años: 1,00 hombre/mujer
  - 65 años o más: 0,68 hombres/mujer
  - Total de la población: 0,97 hombres/mujer
- Tasa de mortalidad infantil: 4,92 muertes/1000 nacimientos con vida
- Esperanza de vida al nacer:
  - Hombres: 75,47 años
  - Mujeres: 82,47 años
  - Total de la población: 79,1 años
- Tasa de fertilidad: 1,5 niños nacidos/mujer
- Grupos étnicos (julio de 2011): alemánicos 85,9 %, italianos, turcos y otros 14,1 %
- Religión: católicos 75,7 %, protestantes 6,9 %, islam 4,2 %, otros 1,3 %, no religioso 1,0%, desconocido 10,9 %
- Idiomas: el idioma oficial es el alemán y un dialecto alemánico.
  - Total de la población: 100 %

### Educación

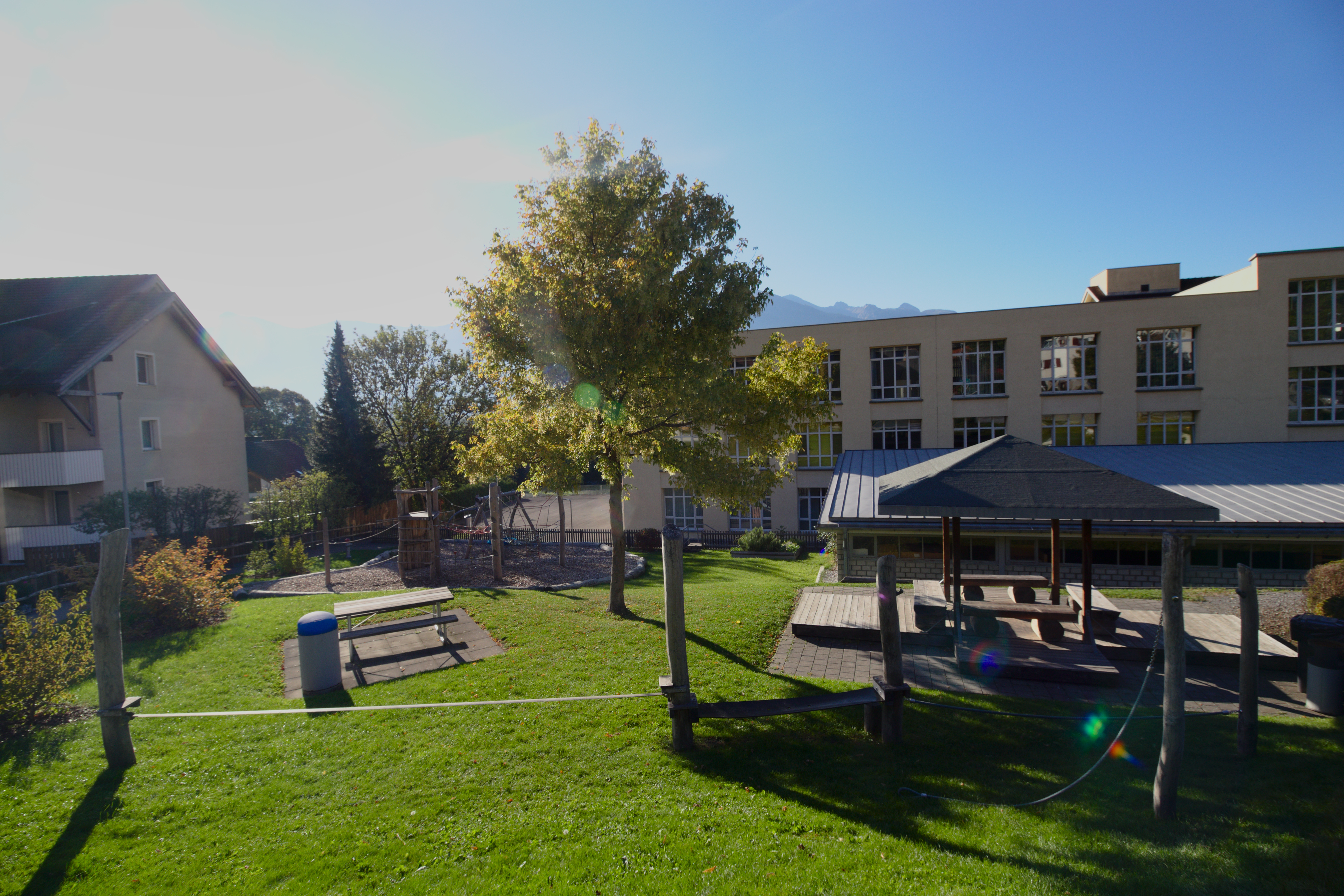
Sede de la Universidad Privada de Liechtenstein (UFL).

En Liechtenstein la enseñanza es obligatoria durante nueve años. La escolarización obligatoria se divide en primaria (cinco años) y secundaria (al menos cuatro años), aunque antes se puede cursar voluntariamente la educación preescolar (jardín de infancia). El plan de estudios se basa en el plan de estudios suizo-alemán Lehrplan 21. El nivel de secundaria propiamente dicho se divide en tres niveles diferentes en los que se coloca a los alumnos según su capacidad. La Oberschule y la Realschule se completan después de cuatro años, mientras que en el Gymnasium se puede obtener el título después de siete años.
Dos tercios de los alumnos que abandonan la escuela en Liechtenstein realizan un aprendizaje profesional. Debido al espacio económico común, la formación profesional se corresponde con el sistema de Suiza. Los títulos de trabajo en Liechtenstein son los mismos que en Suiza.
La mayoría de los jóvenes que viven en Liechtenstein completan su aprendizaje profesional en este país, mientras que el 13% lo hace en Suiza. En cambio, el 26% de los puestos de aprendizaje en Liechtenstein son ocupados por aprendices residentes en Suiza y el 1% por austriacos. La mayoría de los aprendices asisten a la escuela de formación profesional en el vecino cantón de San Galo. La escuela secundaria profesional voluntaria les permite entonces estudiar en una universidad de ciencias aplicadas.
Liechtenstein tiene dos instituciones con el nombre de universidad. La Universidad de Liechtenstein es una universidad estatal especializada en arquitectura y desarrollo espacial, así como en economía. La Universidad Privada del Principado de Liechtenstein está reconocida estatal e internacionalmente y ofrece programas de doctorado acreditados a tiempo parcial en ciencias médicas y derecho. Otra universidad privada es la Academia Internacional de Filosofía. El Instituto de Liechtenstein en Bendern es una institución de investigación científica con una biblioteca pública. El país es también uno de los patrocinadores del Colegio Intercantonal de Educación Terapéutica de Zúrich.

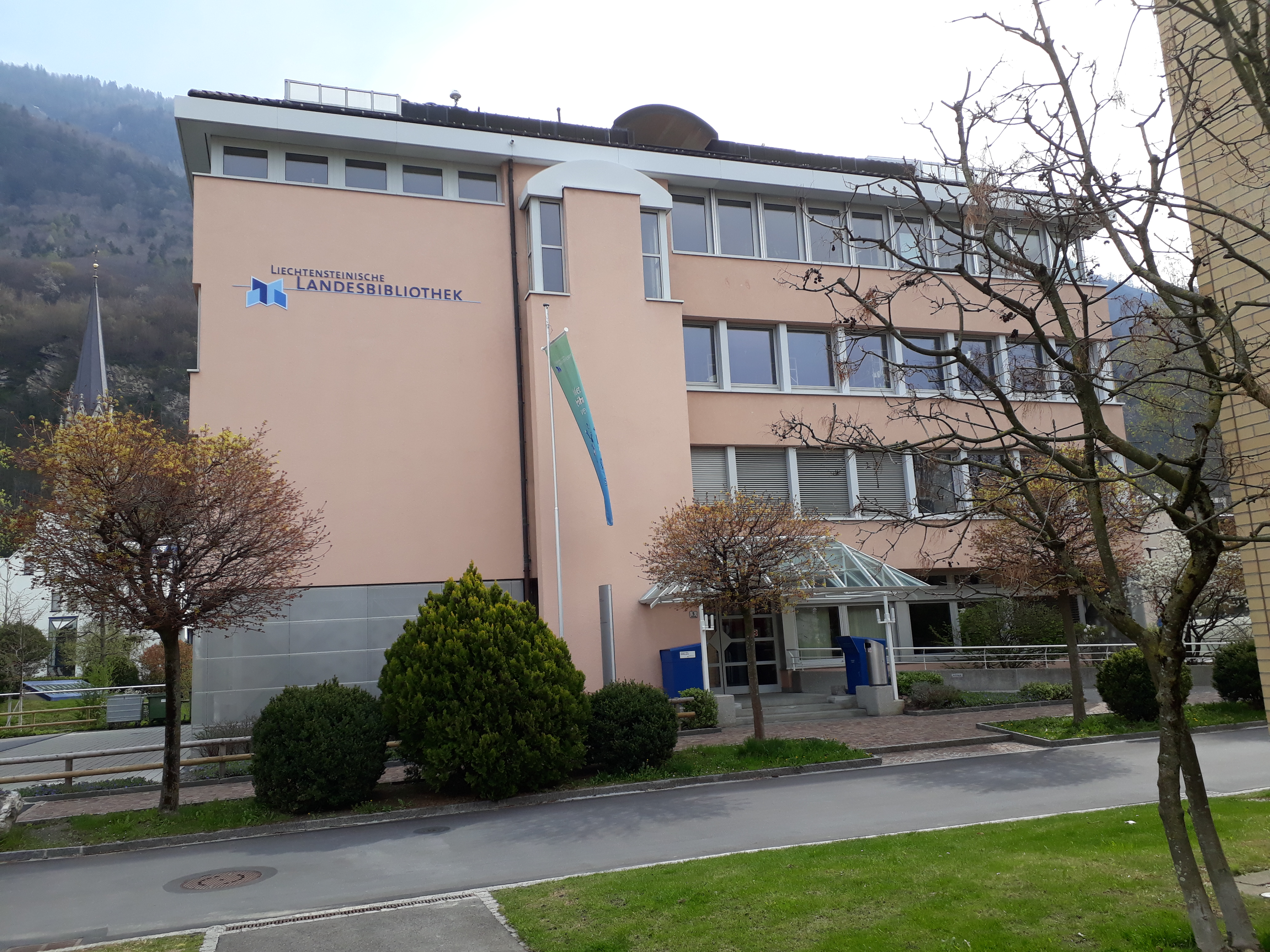
Biblioteca Nacional de Liechtenstein (Liechtensteinische Landesbibliothek)

El índice de alfabetización es del 100 %. En 2012, el Informe PISA de la OCDE consideró a la educación de Liechtenstein la octava mejor del mundo y la mejor de Europa.
Tiene 5 centros de educación secundaria:
- Liechtensteinisches Gymnasium
- Realschule Vaduz[78]
- Oberschule Vaduz[78]
- Realschule Schaan[78]
- Sportschule Liechtenstein (en Schaan)[78]

Y 4 centros de educación superior:
- Universidad de Liechtenstein
- Universidad Privada en el Principado de Liechtenstein
- Instituto Liechtenstein
- Academia Internacional de Filosofía

La Biblioteca Nacional de Liechtenstein está localizada en Vaduz.

### Sanidad
Debido a su pequeño tamaño, Liechtenstein depende de la cooperación con sus vecinos en el ámbito médico. Los pacientes de Liechtenstein también son atendidos en los hospitales del barrio suizo, especialmente en el Hospital Grabs, inaugurado en 1907. A principios de los años 20, se creó un hospital y una sala de obstetricia en el Bürgerheim de Vaduz, que pudo trasladarse a un nuevo edificio en 1981. En 2000, el Hospital de Vaduz cambió su nombre por el de Hospital Nacional de Liechtenstein.

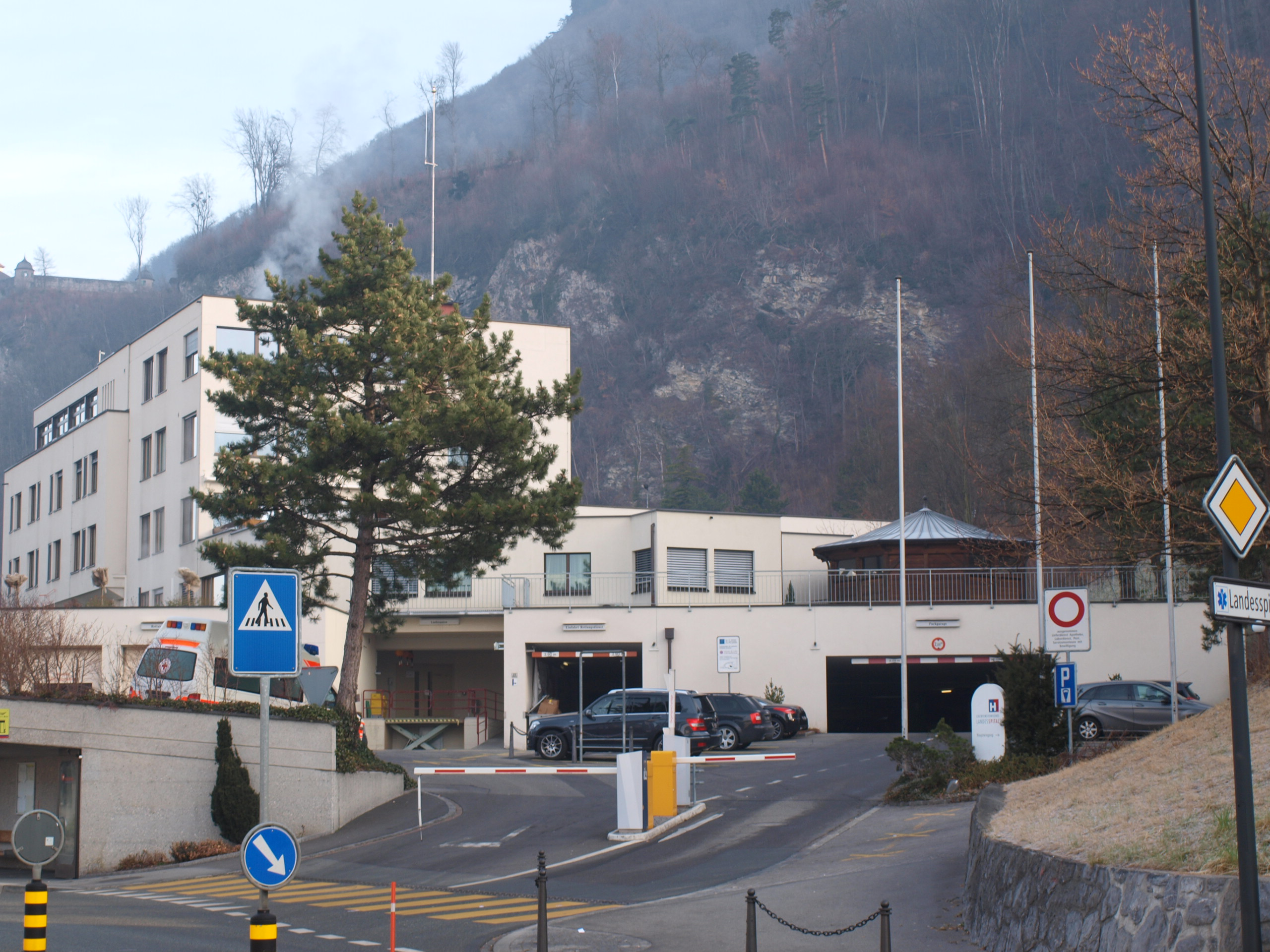
Hospital nacional de Liechtenstein (Liechtensteinisches Landesspital)

La historia del hospital está estrechamente vinculada a la atención general de los pobres y enfermos en Liechtenstein. Así, a partir de la década de 1820, surgieron varios planes para la construcción de un hospital en Liechtenstein que, sin embargo, fracasaron por obstáculos financieros o políticos. Finalmente, por resolución de la Dieta de Liechtenstein, se decidió establecer una asistencia médica descentralizada en forma de residencias para ciudadanos a partir de la segunda mitad del siglo XIX. En el curso de esta expansión, también se construyó una casa de ciudadanos en Vaduz en 1892. Fue fundada por el físico provincial Félix Batliner y los pacientes eran atendidos en colaboración con las Hermanas de la Misericordia de Zams. A principios de la década de 1920, el Bürgerheim se amplió con una sala de hospitalización y una sala de maternidad. En los años siguientes se produjeron nuevas ampliaciones, incluyendo un quirófano.
En 1956, el Parlamento de Liechtenstein votó a favor de la nueva construcción o ampliación del hospital, pero sólo se llevó a cabo tras un referendo a nivel municipal y provincial en los años 1977 a 1981. En 1971, la Cruz Roja de Liechtenstein también estableció un servicio de ambulancia real, aunque el país ya contaba con una ambulancia desde 1955.
A principios de 2000, el hospital pasó por ley de ser propiedad del municipio de Vaduz a ser propiedad del Estado, que desde entonces lo considera una fundación de derecho público. Al mismo tiempo, se cambió el nombre de «Krankenhaus Vaduz» por el de «Liechtensteinisches Landesspital». En los años siguientes se volvieron a llevar a cabo diversas transformaciones o ampliaciones, por ejemplo, en 2004 con la construcción de una nueva ala de camas y en 2009 con la puesta en marcha de un tomógrafo de resonancia magnética (MRI). El hospital es ahora una fundación de derecho público.
La Cruz Roja de Liechtenstein (LRK), fundada en 1945, presta servicios de rescate desde 1971. El sistema sanitario está financiado en gran parte por los seguros de enfermedad y accidentes, así como por el Estado. Desde 1972 existe un seguro de enfermedad obligatorio para todas las personas que residen en el país. A pesar de las revisiones de la Ley del Seguro de Enfermedad, los costes de la asistencia sanitaria aumentan constantemente.

### Migración

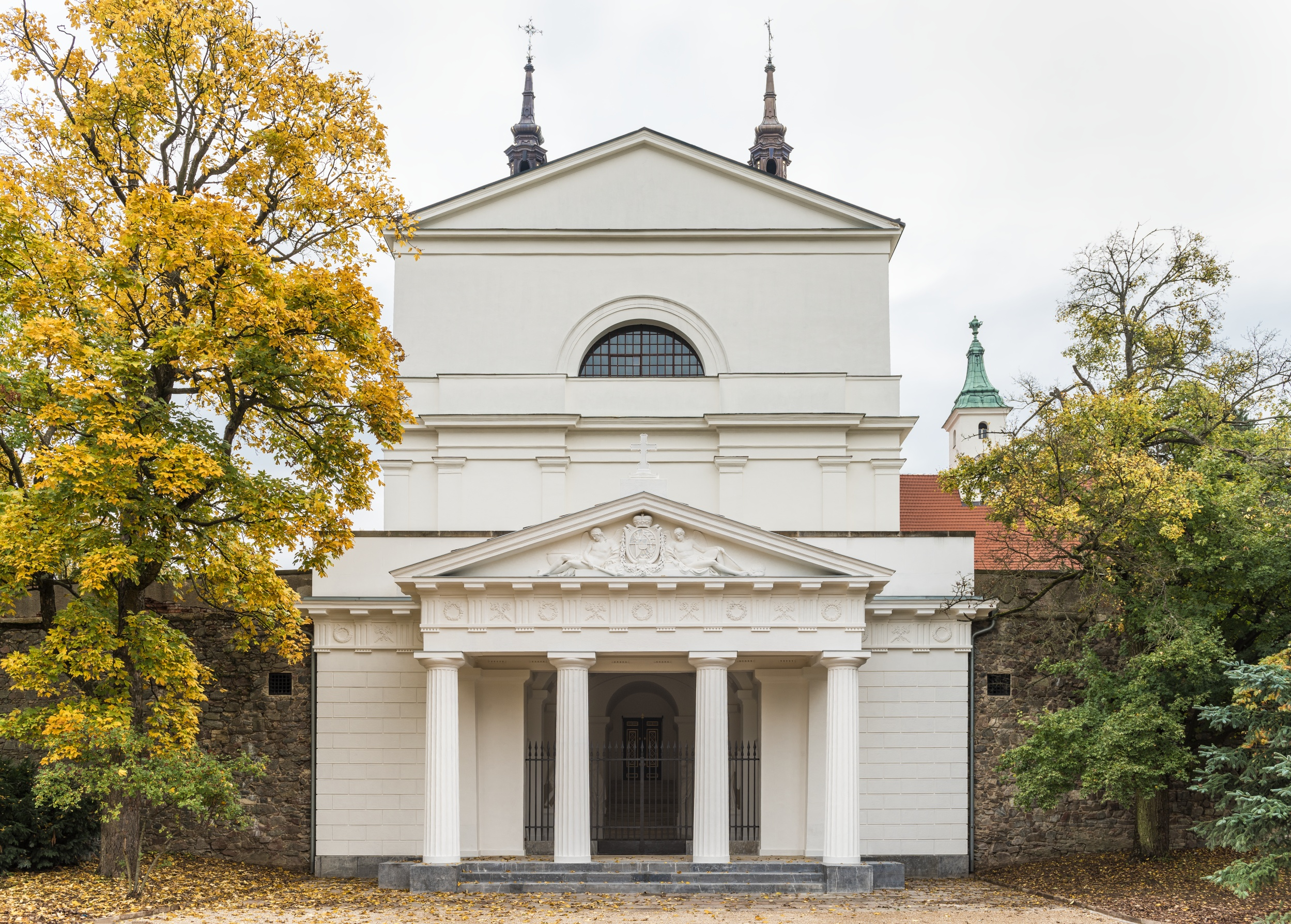
Cripta del Principado de Liechtenstein construida en 1819-21 en Vranov, actual República Checa

Hasta la Primera Guerra Mundial, Liechtenstein era un país de emigración debido a la mala situación de los suministros y a su pobreza. Desde el principio, era común que la gente sirviera como soldados para estados extranjeros, se casara en el extranjero o se uniera a monasterios extranjeros. 
A partir del siglo XVIII también cobró importancia el trabajo estacional en el extranjero, que sólo cesó con la reactivación económica tras la Segunda Guerra Mundial. Con el fin de limitar la emigración, en 1805 se promulgaron restricciones a la emigración, que se volvieron a levantar por completo en 1848 tras las relajaciones anteriores. Como destino, Norteamérica era probablemente tan importante como los países vecinos de Austria y Suiza, a los que la migración se veía especialmente favorecida por los acuerdos de libre circulación (Suiza) o los tratados aduaneros (Austria).
Con la industrialización, los patrones de migración cambiaron y entraron en el país trabajadores extranjeros y mano de obra cualificada. Mientras que la proporción de extranjeros en la población era todavía del 16,2% al comienzo de la industrialización en 1941, había aumentado al 53,9% en 1970. 
Para frenar esta tendencia, Liechtenstein aplica desde 1945 una política de inmigración muy restrictiva, a la que, sin embargo, se oponen los acuerdos comerciales internacionales. Por ejemplo, el Principado se comprometió a una cuota mínima anual de inmigrantes tanto en los Estados del EEE como en Suiza.
En 2018, 649 personas emigraron a Liechtenstein, de las cuales el 26,3 % eran de nacionalidad liechtensteiniana, y 484 personas emigraron, de las cuales el 49,0 % eran de nacionalidad liechtensteiniana.

## Transporte

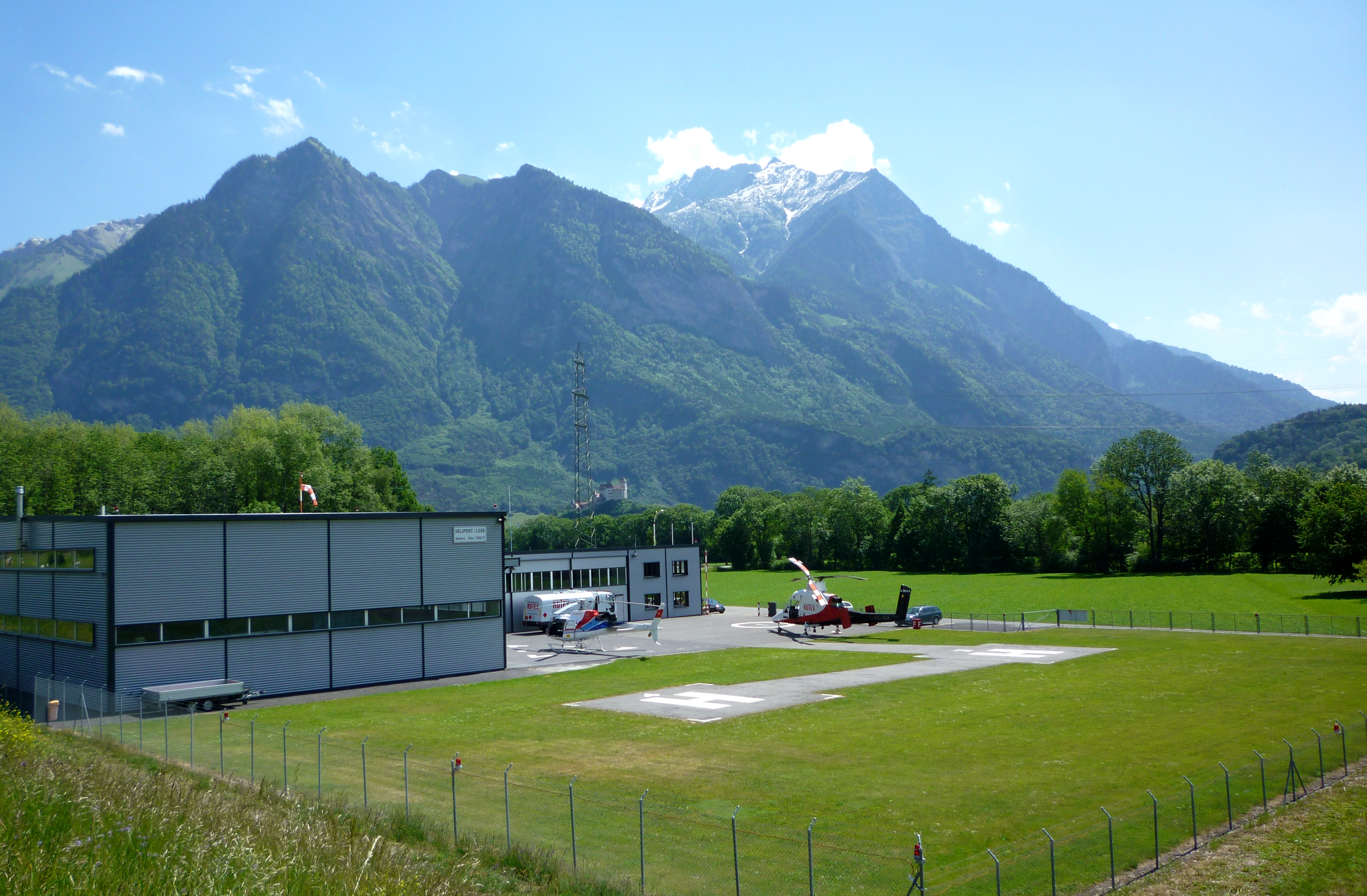
Helipuerto de Balzers.

Hay aproximadamente 250 km de calzada pavimentada dentro de Liechtenstein y 9,5 km de ferrocarril. Los ferrocarriles del país son administrados por la empresa Ferrocarriles Federales Austríacos, como la parte de la ruta entre Feldkirch (Austria) y Buchs (Suiza). 
En el sistema de autobuses de Liechtenstein es subsidiario del sistema suizo Postautobus, aunque es controlado separadamente; conecta con la red suiza de autobús en Buchs y en Sargans, así como en la ciudad austriaca de Feldkirch.
Hay 90 km de caminos de bicicleta marcados en el país. El principado no tiene aeropuerto y el internacional más cercano es el de Zúrich; cerca de Balzers hay un pequeño helipuerto apto para pequeños helicópteros.

### Transporte ferroviario
Hay cuatro estaciones de tren en Liechtenstein, a saber: Schaan-Vaduz, Forst Hilti, Nendeln y Schaanwald, las cuales son servidas por un servicio de tren regular, que circula entre Feldkirch y Buchs. La ruta que pasa por Liechtenstein es una línea de gran importancia para el tráfico ferroviario; trenes EuroCity atraviesan el territorio sin parar en las pequeñas estaciones de Liechtenstein.

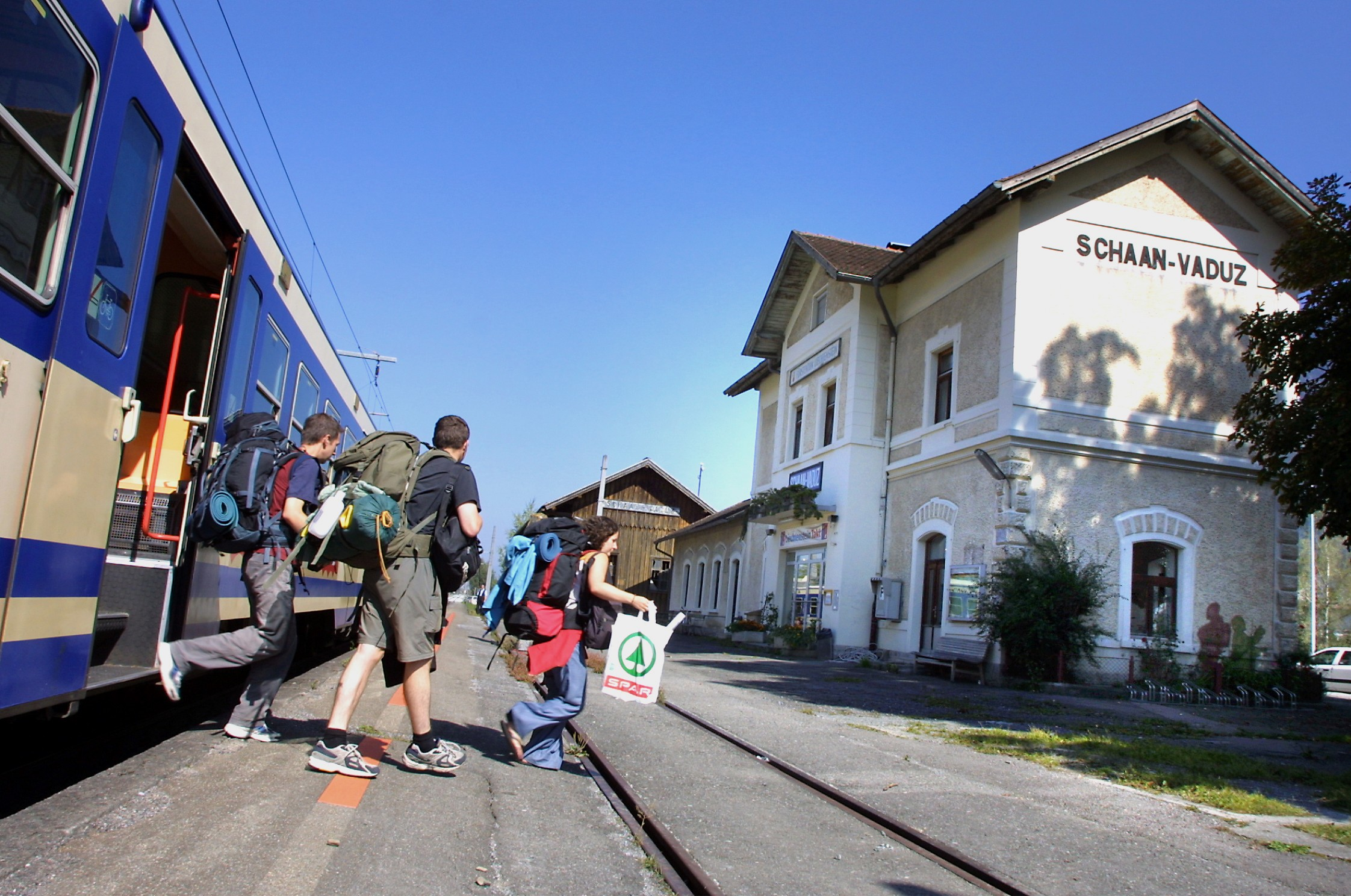
Estación ferroviaria de Schaan-Vaduz

La única línea ferroviaria que atraviesa Liechtenstein es la línea ferroviaria electrificada de 15 kV y 16,7 hertzios Feldkirch (Austria) - Buchs (Suiza), que es propiedad de los Ferrocarriles Federales Austriacos (ÖBB) y está gestionada por ellos. En la línea de 9,5 kilómetros de longitud dentro del país, los trenes regionales paran en las tres estaciones de Forst-Hilti, Nendeln y Schaan-Vaduz. Además, los trenes internacionales de Viena/Salzburgo a Zúrich circulan por esta ruta (por ejemplo, el railjet) y no se detienen en el territorio de Liechtenstein.
Con el proyecto FL.A.CH S-Bahn, la oferta de transporte regional en la línea ferroviaria Feldkirch-Buchs debería ampliarse a finales de 2015. Un objetivo importante es animar a los viajeros de Austria a Liechtenstein a pasarse al tren. Está previsto un servicio de media hora durante las horas punta. Esto, a su vez, presupone una expansión de doble vía en la zona de Tisis-Nendeln. Durante las negociaciones, surgieron desacuerdos con Austria sobre cuestiones financieras. 
En marzo de 2015, el Gobierno tomó nota del cambio de la situación inicial en relación con la financiación del proyecto FL.A.CH S-Bahn. Debido a las cuestiones abiertas, el crédito de compromiso con la parte de Liechtenstein de los costes del proyecto no pudo ser tratado en el Landtag como estaba previsto. En abril de 2020, Liechtenstein, Austria y la ÖBB llegaron a un acuerdo sobre la controvertida clave de financiación. La población del Principado rechazó la financiación del proyecto en un referéndum celebrado el 30 de agosto de 2020. El proyecto no fue financiado.
La línea de ferrocarril estaba, como es manejada por ÖBB, en la sección extranjera del horario suizo en el campo 5320 hasta 2011.

## Cultura

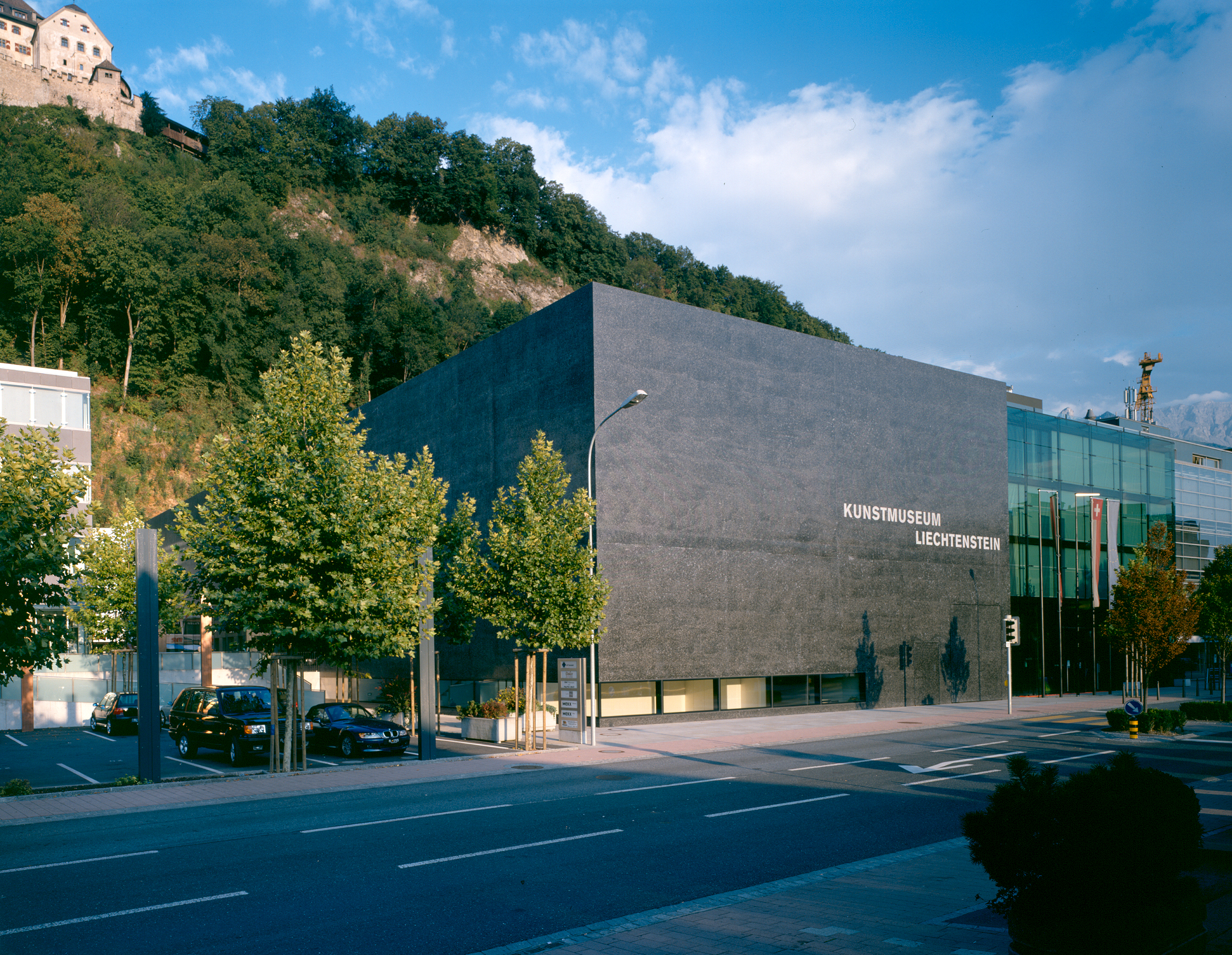
El Kunstmuseum Liechtenstein es un museo de arte moderno y contemporáneo situado en Vaduz.

La estrecha convivencia de las tradiciones rurales y el intenso intercambio internacional que caracterizan a Liechtenstein sientan las bases de la gran versatilidad de su vida cultural. Los conciertos, el teatro, la danza y el cabaré, los museos, las galerías y los talleres de arte atraen a los amantes de la cultura y a los aficionados al arte de toda la región.
Por otra parte, el país sufre influencias culturales históricas de las áreas meridionales de habla alemana, en especial Austria, Suiza y Baviera, lo cual hace que su tradición sea alpina. La Sociedad Histórica del Principado tiene la misión de conservar la memoria histórica y preservar la cultura y las tradiciones del país.
El museo más importante es el Museo Nacional de Liechtenstein (Liechtensteinisches Landesmuseum) dedicado a la historia natural y cultural del Estado, así como a algunas exhibiciones temporales.
La colección privada de los príncipes, merecidamente famosa por sus pinturas de Rembrandt, Rubens y Van Dyck, se concentra en el Museo Liechtenstein de Viena.
El Kunstmuseum Liechtenstein es un hito arquitectónico de los arquitectos suizos Morger, Degelo y Kerez, que fue inaugurado en el año 2000. La fachada, construida sin junturas con hormigón pigmentado, basalto, sobre todo negro, y guijarros de colores, ha sido tratada de tal manera que en su superficie se produce un vivaz juego de reflejos. Es un museo orientado al arte moderno y contemporáneo, que alberga la colección pública de arte de Liechtenstein y organiza exposiciones temporales de fama internacional.
El gran compositor Josef Gabriel Rheinberger, cuya obra ha sido redescubierta en las últimas décadas del siglo XX, es el mayor exponente de la composición clásica lichtensteiniana.
El P.E.N. Club Liechtenstein, fundado en 1978, reúne a personalidades internacionales en la que es probablemente la asociación de autores más conocida del mundo. El club concede premios y becas y organiza lecturas

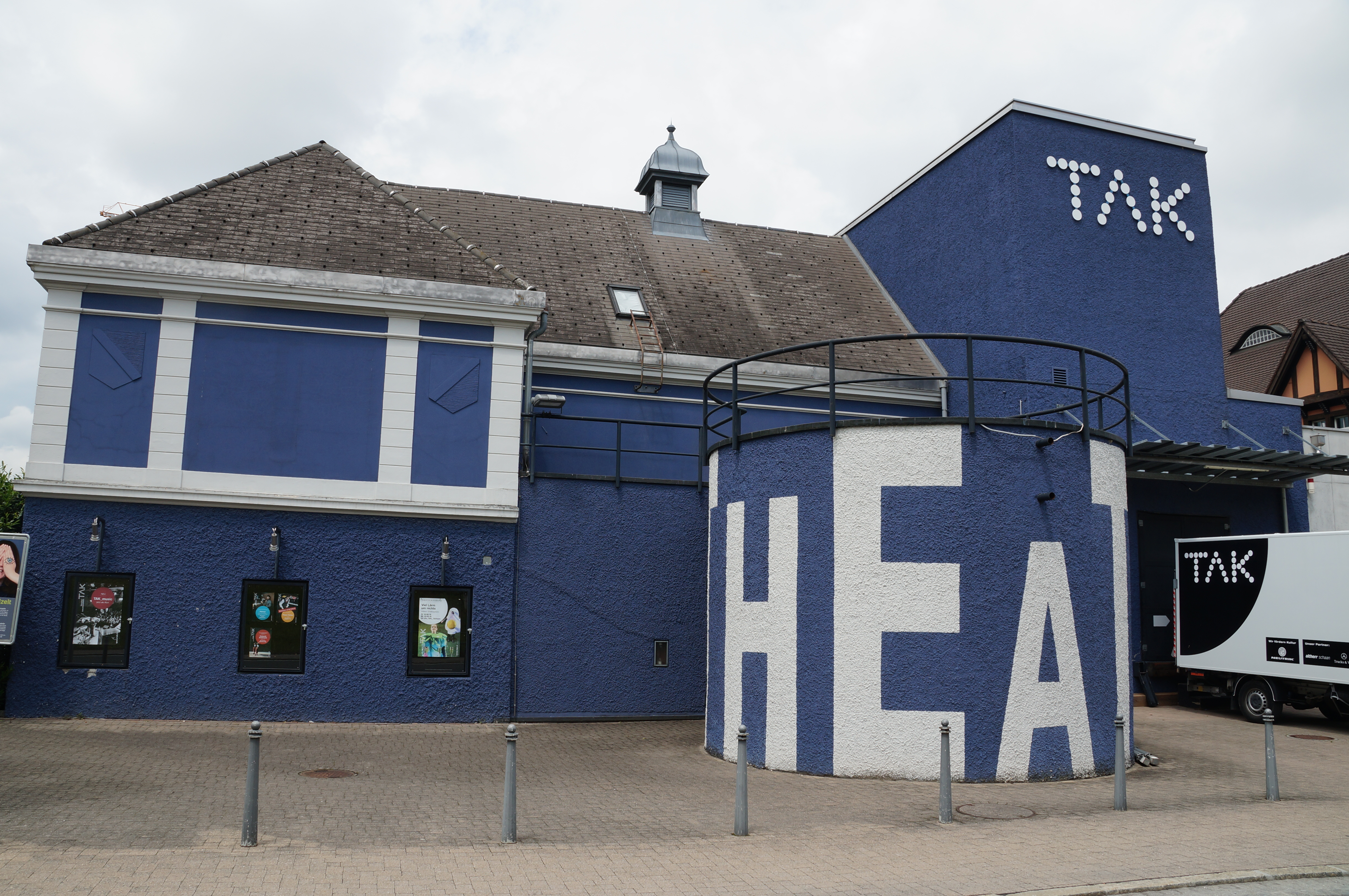
El Teatro Tak en Schaan, Liechtenstein

### Teatro y música
Los principales patrocinadores del teatro y la música son diversas asociaciones. Las más importantes son la Operettenbühne Balzers, la Operettenbühne Vaduz, la Compañía Musical de Liechtenstein y la Opern Verein Vaduz. Las cuatro asociaciones suelen poner en escena una nueva producción cada dos años. La Big Band Liechtenstein existe desde 1983.
Josef Rheinberger, uno de los compositores más importantes del periodo romántico, procedía de Liechtenstein. En la lista de compositores de Liechtenstein se incluyen otros compositores.
El Theater am Kirchplatz (TaK) de Schaan es el teatro más importante de Liechtenstein. Desde octubre de 2003 existe también el teatro Schlösslekeller de Vaduz, donde el «Liechtensteiner Gabarett» (LiGa) interpreta cada año un nuevo programa.
En 2010 se fundó en el Principado la Academia Internacional de Música (Internationale Musikakademie), a la que también acuden estudiantes de otras naciones.

### Gastronomía
Entre los platos típicos de Liechtenstein destacan las Käsknöpfle (albóndigas de queso) con salsa de manzana y el Ribel con leche, latte, azúcar o queso agrio, una especialidad de Liechtenstein y sus alrededores. El Ribel se elabora con el Rheintaler Ribelmais, una variedad de maíz tradicional de la zona. El Kratzete o Tatsch se hace con una masa calentada en una sartén y se come con compota o salsa de manzana.

### Costumbres
De las tradiciones de Liechtenstein, integradas en el paisaje cultural de Europa Central, se pueden encontrar muchos parecidos con sus vecinos. La tradición de los cantantes de villancicos está documentada ya en 1667 y ha continuado en la época de Epifanía hasta nuestros días. El inicio de la Fasnacht comienza el Jueves Santo, y los bailes de máscaras tienen lugar después de la Epifanía. Los niños se manchan la cara («Ruassla»), la Guggenmusik acompaña los desfiles de carnaval. El domingo siguiente al miércoles de ceniza se celebra el Funkensonntag.
En Semana Santa, los huevos de Pascua son teñidos y decorados y junto con los conejos de Pascua son los adornos más importantes. El 15 de agosto, día festivo, se celebra con grandes fuegos artificiales, hogueras y una procesión de antorchas en el Fürstensteig. Al final del verano alpino, los pastores llevan las vacas adornadas con flores a los pueblos del Alpabfahrt. En el Oberland, los más productivos se adornan con un pequeño corazón de madera en la frente. El 11 de noviembre se celebra el inicio del carnaval con actuaciones de Guggenmusik. Algunos clubes organizan festivales anuales con bailes y espectáculos. A menudo se representan obras de teatro en el dialecto local.

### Días festivos y celebraciones

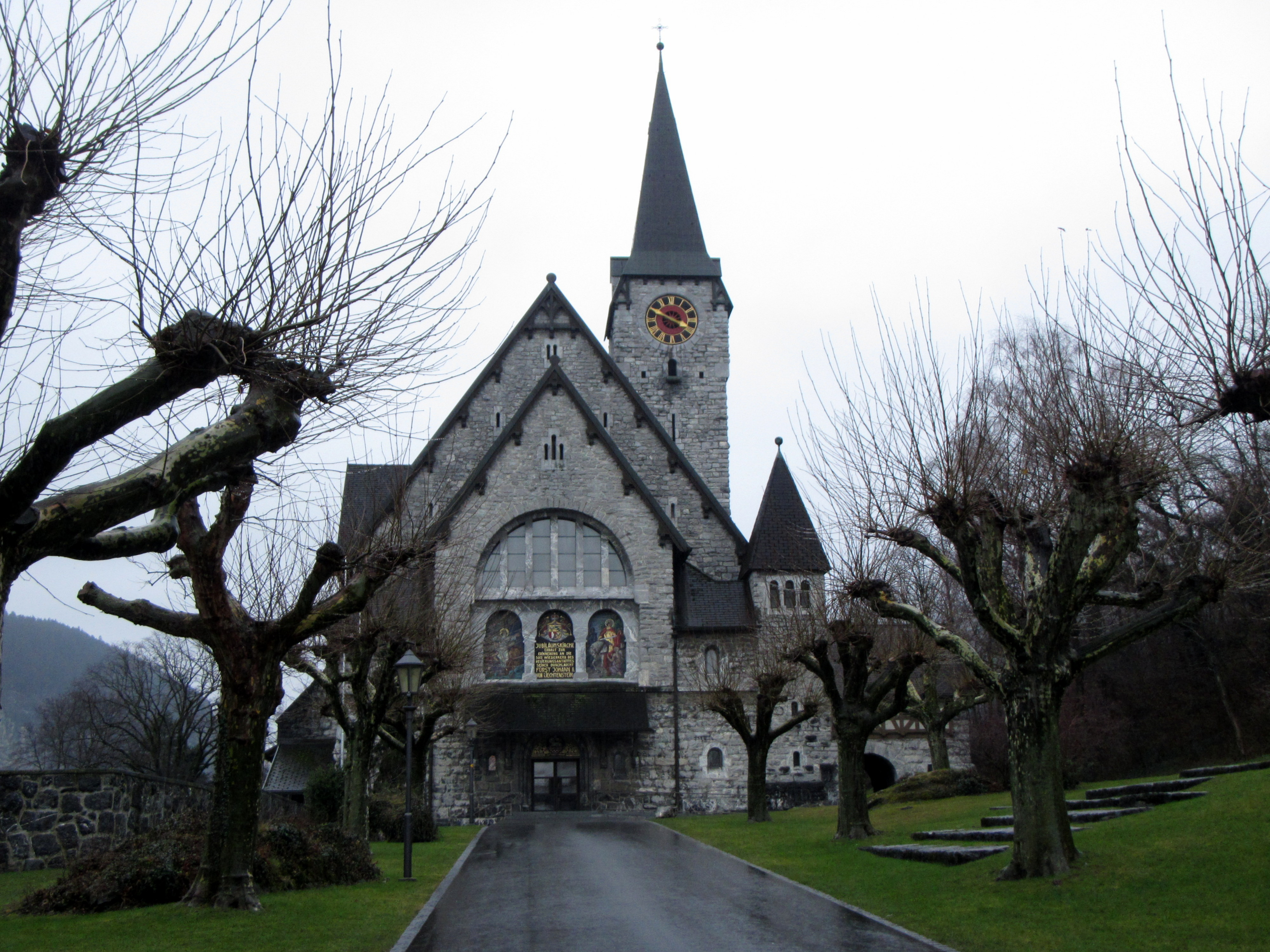
Iglesia católica de San Nicolás (Pfarrkirche St. Nikolaus)

En el Principado la Iglesia católica tiene mucha influencia, todos los días festivos son de carácter religioso, a excepción del 1 de mayo, que fue elevado a fiesta estatal en 1970 como Día del Trabajo. Los días festivos del Principado de Liechtenstein y la fiesta de la Asunción de la Virgen María (Fest Mariä Himmelfahrt) se celebran simultáneamente el 15 de agosto. El antiguo príncipe Francisco José II (1906-1989) cumplia años el 16 de agosto. Las dos fiestas se combinaron por primera vez en 1940 y desde entonces se celebran como fiesta estatal. El día se mantuvo tras la muerte del Príncipe y se denominó oficialmente Fiesta de Estado, aunque hoy en día la lengua vernácula se refiere a ella como Fiesta del Príncipe (Fürstenfest spricht). Desde 1990, la Fiesta de Estado se celebra en el césped del castillo junto al Castillo de Vaduz.
Importantes para la conciencia nacional de Liechtenstein desde finales del siglo XIX han sido las conmemoraciones patrióticas y las celebraciones conmemorativas, como los 300 años del Principado de Liechtenstein en 2019. La inauguración del reinado, los aniversarios del mismo y los cumpleaños redondos del Príncipe también fueron motivo de celebración.

### Arquitectura

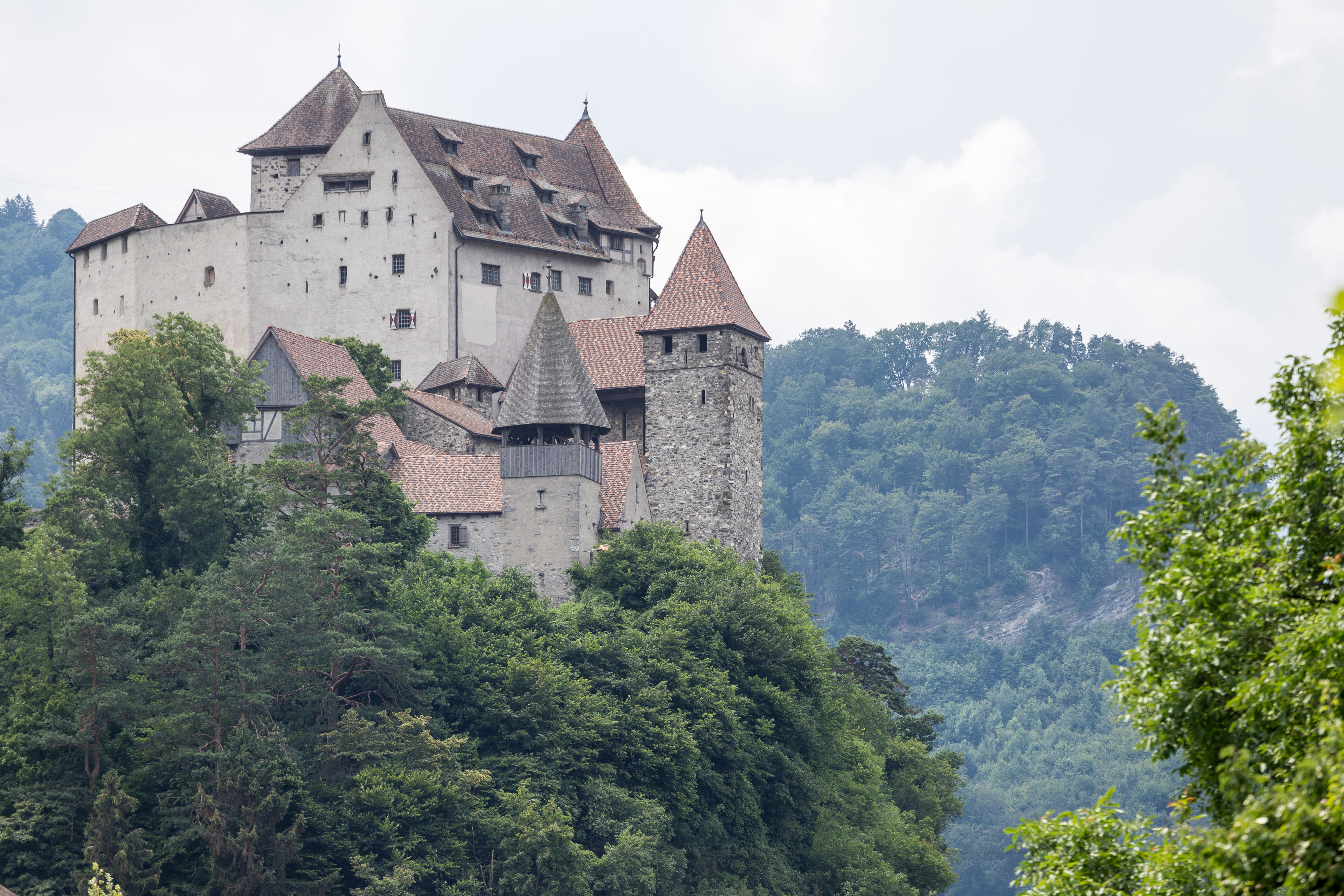
El Castillo de Gutenberg (Burg Gutenberg) en Balzers, Liechtenstein

Los monumentos arquitectónicos más antiguos de Liechtenstein son los restos de villas romanas en Nendeln y Schaanwald y el fuerte romano de Schaan. La Alta y la Baja Edad Media produjeron varios castillos, entre ellos el de Vaduz. Las iglesias románicas y góticas fueron sustituidas en el siglo XIX y principios del XX por nuevos edificios del clasicismo y el historicismo. Además de los edificios administrativos representativos como la Verweserhaus en Schaan o la Gamanderhof barroca en Schaan, las casas de campo del Rheintal caracterizaron el patrón de asentamiento hasta alrededor de 1850. La capilla Maria zum Trost en Dux en Schaan se conserva completamente en estilo barroco. Este modesto patrimonio arquitectónico corresponde a las condiciones económicas de lo que fue un país pobre sin ciudades. El estilo arquitectónico del Rheintal sigue estando muy presente.
La claridad del clasicismo y, por lo tanto, también la economía de la construcción se ajustaban a las estrechas posibilidades financieras de los municipios. La iglesia parroquial de San Galo se construyó en Triesen y la iglesia parroquial de San Pedro y Pablo en Mauren. Las iglesias parroquiales de Vaduz, Schaan, Eschen, Ruggell y Balzers, así como el edificio gubernamental de Vaduz, se construyeron en estilo historicista desde mediados del siglo XIX hasta principios del siglo XX. Entre los edificios modernos se encuentran el Engländerbau y el centro escolar Mühleholz de Vaduz, así como la iglesia parroquial de Schellenberg, todos ellos monumentos protegidos. La arquitectura posmoderna incluye el Centrum Bank y el edificio Landtag, ambos en Vaduz.

### Medios de comunicación
Los periódicos más importantes son el Liechtensteiner Vaterland y el Liechtensteiner Volksblatt. Cada uno de los dos diarios ha estado cerca de una agrupación política desde la fundación de los partidos en 1918. El actual Liechtensteiner Vaterland es el órgano partidista no oficial de la Vaterländische Union (VU), el Liechtensteiner Volksblatt está cerca del Fortschrittliche Bürgerpartei (FBP). Los dos diarios logran una alta cobertura a nivel nacional.

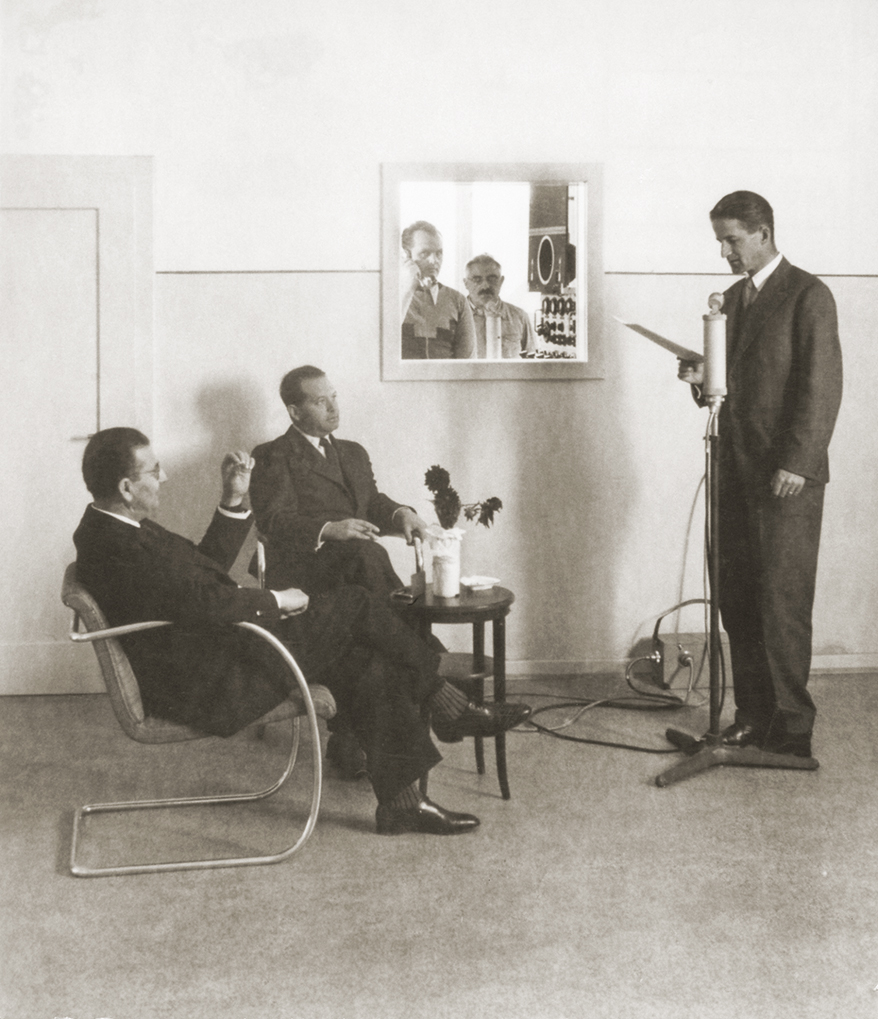
Liechtensteinischer Landessender, la primera emisora de radio de Liechtenstein. En el micrófono, el director de la estación Friedrich Ritter en 1938

La escasa diversidad de los medios de comunicación de Liechtenstein y los vínculos de la prensa con los partidos políticos hacen que no haya información independiente. Los dos diarios se han abierto de forma limitada desde los años 90 y publican las cartas de los lectores y las contribuciones de los foros, en gran parte sin filtrar. Desde la entrada en vigor de la Ley de Promoción de los Medios de Comunicación, en 2000, la prensa se beneficia de una subvención estatal destinada a mejorar su calidad.
Hay varias revistas dedicadas a la cultura, las costumbres y la historia de Liechtenstein. La revista EinTracht, publicada de 1991 a 2012, se dedicó a la conservación de la historia y las costumbres locales, y las Balzner Neujahrsblätter informan anualmente desde 1995 sobre la historia, la cultura, la sociedad, la naturaleza y la economía de Balzers.
La emisora privada nacional Radio L se convirtió en la más escuchada de Liechtenstein, pero apenas pudo establecerse en los países vecinos. Para suceder a Radio L, que tenía problemas financieros, se fundó la Corporación de Radiodifusión de Liechtenstein, financiada por el Estado, que desde 2004 gestiona la Radio Liechtenstein, de derecho público.
Debido al escaso número de emisoras de televisión de Liechtenstein, el consumo se concentra en los programas extranjeros. La pequeña emisora privada de Liechtenstein 1 FL TV emite noticias sobre Liechtenstein y las regiones vecinas desde 2008. Además, el canal nacional y, en la mayoría de los municipios, los canales municipales individuales con texto continuo sirven para informar a la población. El canal nacional está gestionado por el Departamento de Información y Comunicación del Ministerio de Asuntos Presidenciales y Finanzas.

## Telecomunicaciones y servicios postales
Aunque el Principado tiene una red postal con Suiza, cuenta con un servicio postal independiente (Liechtensteinische Post AG), emite sus propios sellos y tiene su propio código telefónico (+423).

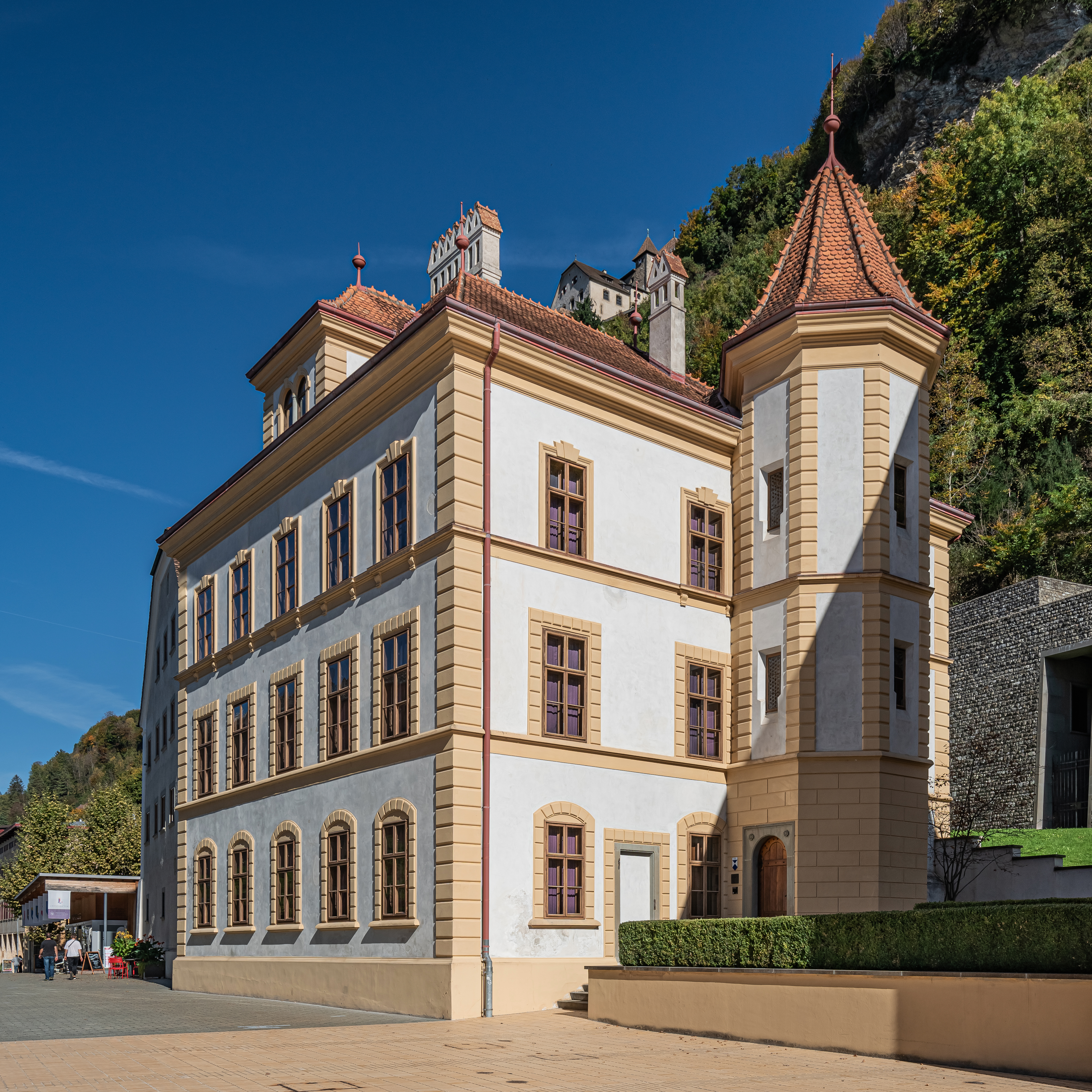
El edificio de Correos de Liechtenstein (Liechtensteinischen Post AG)

De 1852 a 1921, las telecomunicaciones de Liechtenstein fueron gestionadas por Austria en el marco de la «Unión Aduanera y Fiscal», hasta que el Principado las asumió por sí mismo. La red telefónica pública de Liechtenstein se puso en funcionamiento el 15 de noviembre de 1898 y en ese momento constaba de dos conexiones para el gobierno y 14 estaciones de llamada operadas por el público, que permitían enviar telegramas y fonogramas.
El primer tratado postal entre Austria y Liechtenstein entró en vigor (únicamente) el 4 de octubre de 1911, que junto con el tratado aduanero fue rescindido de nuevo en 1919 y 1920 respectivamente en el curso de la reorientación de la política exterior de Austria hacia Suiza.
El 20 de octubre de 1951, Liechtenstein se convirtió en el primer país del mundo en poner en funcionamiento una red telefónica totalmente automática. En 1978 entraron en funcionamiento las comunicaciones móviles y en 1992 Internet.
En 1963, el Principado se incorporó a la Unión Internacional de Telecomunicaciones y a la Conferencia de Administraciones Postales y de Telecomunicaciones Europeas. En 1973 Liechtenstein se unió a Intelsat y en 1987 a Eutelsat.
En 1998, el país disponía de la red fija básica y de una red de telecomunicaciones construida mediante la adjudicación de concesiones a empresas (parcialmente) privatizadas y la fundación de LTN Liechtenstein Telenet AG. En el año 2000 se otorgaron concesiones de telefonía móvil a empresas internacionales.
En 2016, Liechtenstein contaba con unas 16.600 líneas telefónicas fijas, unos 43.900 teléfonos móviles y unos 37.200 usuarios de Internet.

## Deportes
Por su ubicación geográfica, el deporte más importante es el esquí de invierno. En cuanto al fútbol, los equipos de Liechstenstein participan en la liga de Suiza.

### Fútbol
Los clubes de fútbol de Liechtenstein participan en los partidos de la Asociación Suiza de Fútbol. La copa nacional es gestionada por los habitantes de Liechtenstein bajo sus propios auspicios, para que un equipo de este país pueda participar cada año en la fase de clasificación de la Conference League. Este honor se suele conceder al FC Vaduz, ganador de la serie de copas, que jugó en la máxima liga suiza, la Superliga, del 2014 hasta 2017.

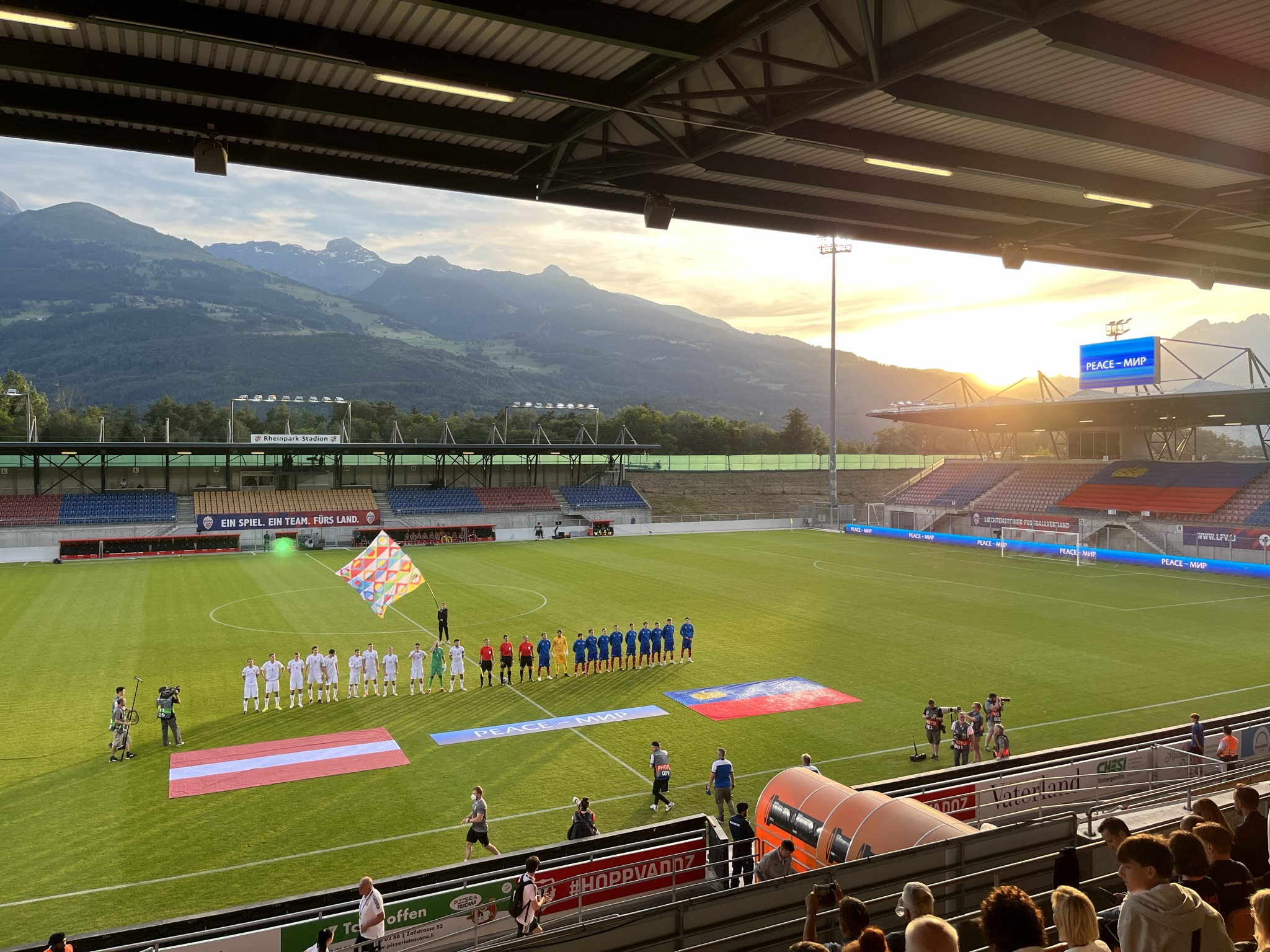
El estadio Rheinpark durante un partido de la UEFA Nations League contra Austria en junio de 2022.

El mayor éxito del fútbol de clubes de Liechtenstein hasta la fecha se produjo en 2022, cuando el Vaduz alcanzó por primera vez en su historia la fase de grupos de la Liga Europa Conferencia de la UEFA tras derrotar en la fase previa al Koper esloveno (1-0, 1-1), al Konyaspor turco (1-1, 4-2) y al Rapid de Viena austríaco (1-1, 1-0). Se trata del equipo que proviene de la ciudad más pequeña en alcanzar dicha fase en toda la historia de las competiciones europeas de la UEFA.
La selección nacional de fútbol de Liechtenstein participa en los partidos de clasificación para el Mundial y la Eurocopa. Su mayor éxito fue una victoria por 4-0 contra Luxemburgo en la fase de clasificación para el Mundial de 2006; sólo cuatro días antes, Liechtenstein había logrado un empate 2-2 contra el subcampeón, Portugal. Además, los futbolistas de Liechtenstein celebraron una victoria en casa contra Islandia (3-0) el 17 de octubre de 2007 y una victoria en casa contra Lituania (2-0) el 3 de junio de 2011, en el marco de la campaña de clasificación para la Eurocopa de Polonia/Ucrania.
El jugador más conocido de la selección nacional es Mario Frick (FC Basilea, Ternana Calcio, AC Siena, FC Balzers, entre otros), que fue el primer jugador de Liechtenstein en debutar en la Serie A italiana (26 de agosto de 2001), marcando siete goles con el Hellas Verona esa temporada.
El FC Vaduz y la selección nacional juegan sus partidos en casa en el estadio Rheinpark de Vaduz, el estadio nacional del Principado, inaugurado en 1998.

### Deportes de Invierno

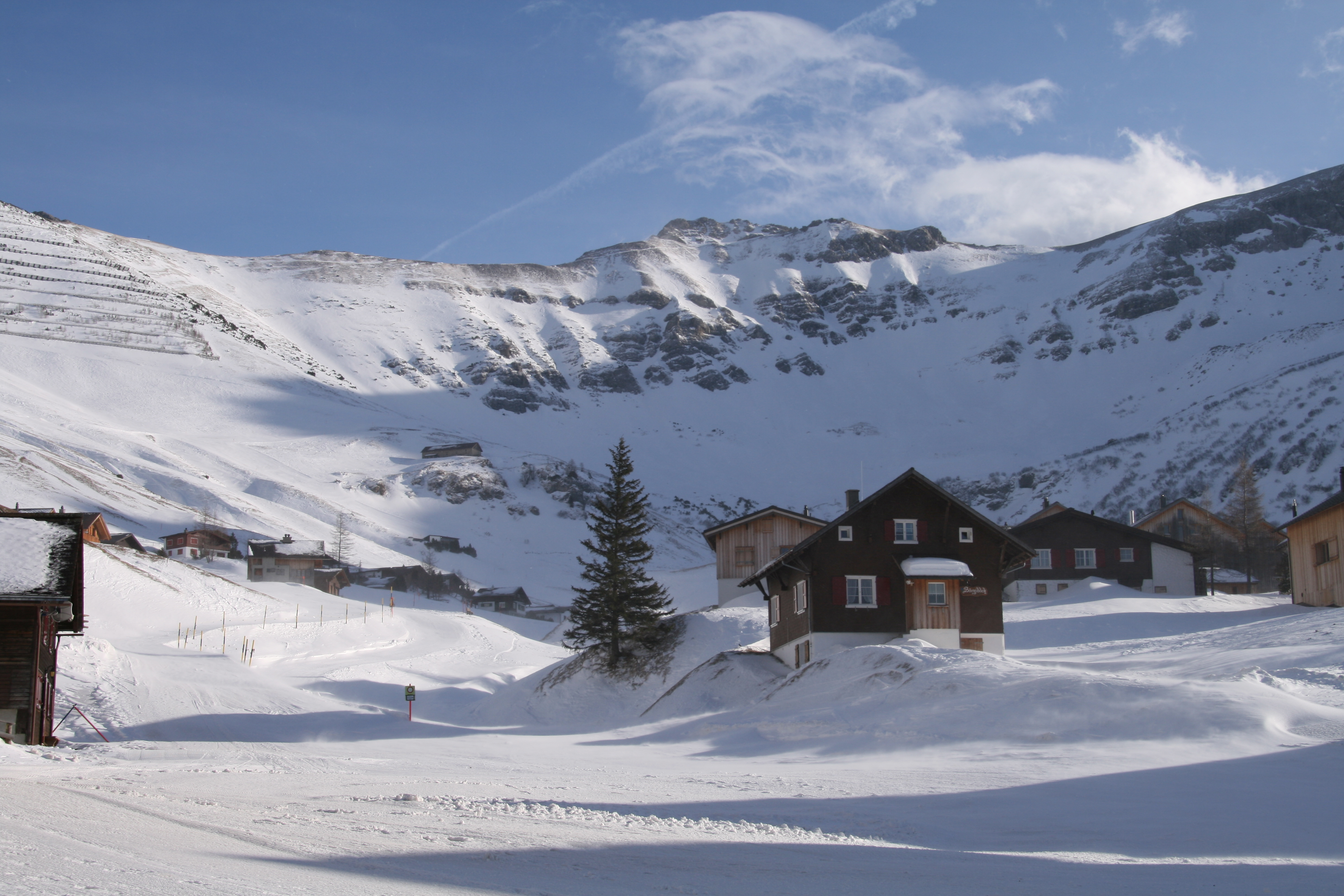
Nieve en la cuenca del valle de Malbun

Los deportes de invierno se practican en la región montañosa que rodea a Malbun en determinadas épocas del año. Liechtenstein ha cosechado algunos éxitos en el esquí alpino. El punto culminante, aparte de varias victorias en la Copa del Mundo, fue cuando Hanni Wenzel, de Liechtenstein, ganó dos medallas de oro y una de plata en los Juegos Olímpicos de Lake Placid en el invierno de 1980. 
Además, ella y su hermano Andreas Wenzel ganaron cada uno la general de la Copa del Mundo en 1980, siendo los únicos hermanos en hacerlo en la historia de la Copa del Mundo de Esquí Alpino. Además, hay una medalla de bronce de los Juegos Olímpicos de Invierno de Innsbruck. Andreas Wenzel ganó una medalla olímpica de plata en Lake Placid en 1980 y una de bronce en Sarajevo en 1984.
A principios del siglo XXI, Marco Büchel consiguió varios éxitos. Actualmente, Tina Weirather (hija de Hanni Wenzel y Harti Weirather) es la esquiadora más conocida y exitosa del país. Liechtenstein es la nación con más éxito en la estadística no oficial «medallas olímpicas por habitante». Los esquiadores de fondo que triunfaron fueron Markus Hasler y Stephan Kunz.

## Festividades
| Fecha           | Nombre en castellano        | Nombre local                   | Notas                    |
| --------------- | --------------------------- | ------------------------------ | ------------------------ |
| 1 de enero      | Año Nuevo                   | Neujahrstag                    | Todos los años           |
| 2 de enero      | San Bertoldo                | Berchtolds-Tag                 | Todos los años           |
| 6 de enero      | Epifanía                    | Heilige Drei Könige            | Todos los años           |
| 2 de febrero    | Candelaria                  | Lichtmess, Mariä Reinigung     | Solo católicos           |
| 19 de marzo     | San José                    | Feiertag des Heiligen Joseph   | Todos los años           |
| 25 de marzo     | Viernes Santo               | Karfreitag                     | Católicos y protestantes |
| 28 de marzo     | Lunes de Pascua             | Ostermontag                    | Católicos y protestantes |
| 1 de mayo       | Día del Trabajo             | Tag der Arbeit                 | Todos los años           |
| 29 de mayo      | Ascensión                   | Christi Himmelfahrt            | Católicos y protestantes |
| 16 de mayo      | Lunes de Pentecostés        | Pfingstmontag                  | Católicos y protestantes |
| 26 de mayo      | Corpus Christi              | Fronleichnam                   | Solo católicos           |
| 15 de agosto    | Fiesta Nacional             | Nationalfeiertag               | Todos los años           |
| 8 de septiembre | Natividad de Nuestra Señora | Geburtstag der Heiligen Mutter | Todos los años           |
| 1 de noviembre  | Todos los Santos            | Allerheiligen                  | Solo católicos           |
| 8 de diciembre  | Inmaculada Concepción       | Unbefleckte Empfängnis         | Todos los años           |
| 25 de diciembre | Navidad                     | Weihnachten                    | Todos los años           |
| 26 de diciembre | San Esteban                 | Stephans-Tag                   | Todos los años           |